# Personaggi di Inazuma Eleven GO
Qui di seguito sono elencati i personaggi di Inazuma Eleven GO della serie di Inazuma Eleven. Nella versione italiana i nomi dei personaggi sono stati modificati rispetto all'originale, e sono gli stessi delle altre versioni europee.

## Raimon
Nome originale - Raimon (雷門?)
La squadra protagonista della storia, la quale vince il torneo del Cammino imperiale. Usano lo schema di gioco 4-4-2 e la loro divisa è leggermente diversa da quella della vecchia Raimon: questa volta la maglietta è gialla con linee blu sulle maniche, i pantaloncini sono blu e gialli e i calzettoni sono blu.
La squadra compare anche in Inazuma Eleven GO: Chrono Stones. In Inazuma Eleven GO: Galaxy, invece, solo Arion, Riccardo e Victor e in seguito Jean-Pierre mantengono un ruolo da protagonista, mentre la squadra intera compare solo due volte (nell'anime negli episodi 19 e 43).
Tattiche Micidiali:
- Assalto Tuonante (Ultimate Thunder, アルティメットサンダー?, Arutimetto sandā):

Tattica Micidiale che richiede l'utilizzo di cinque giocatori: Riccardo (sostituisce Adé), Eugene, Gabriel, Wanli, Victor (sostituisce sia Riccardo che Michael). I primi quattro giocatori si passano la palla che, nel frattempo, accumula energia e potenza. Il quinto giocatore calcia con violenza il pallone che finisce nell'area di rigore avversaria. L'impatto molto violento fa sobbalzare via i difensori avversari, permettendo così agli attaccanti di effettuare tiri.
- Ali Gemelle (Double Wing, ダブルウィング?, Daburu wingu):

Tattica offensiva in cui quattro giocatori precedono il possessore di palla compagno e un altro giocatore. I due si passano la palla mentre l'intera squadra viene circondata da energia gialla e, con grande forza, rompe la difesa avversaria.
- Passaggi Volanti (Flying Route Pass, フライングルートパス?, Furaingu rūto pasu)

Tattica offensiva simile alla tattica Oltre il Cielo dell'Inazuma Japan, con la differenza che i giocatori non saltano tutti insieme.
- Virtuoso (Kami no Takuto, 神のタクト? lett. "Bacchetta di Dio"):

La famosa tattica micidiale inventata da Riccardo. Egli, proprio come un direttore d'orchestra, dirige la squadra muovendo le mani, da cui partono dei raggi di luce che "comunicano" ai vari giocatori cosa fare. In Inazuma Eleven GO: Chrono Stones è usata nella Raimon e nell'El Dorado Team 2, e in Inazuma Eleven GO: Galaxy sarà la tattica dell'Inazuma Japan.

### Samguk Han
Samguk Han, nome originale Taichi Sangoku (三国 太一?, Sangoku Taichi), portiere col numero 1 e occasionalmente difensore col numero 17

Doppiato in giapponese da Kensuke Satō e in italiano da Matteo Zanotti
 
Studente del terzo anno alla Raimon, è il portiere titolare della squadra. Ha i capelli marroni cespugliosi e nonostante dimostri serietà, ha un  carattere socievole. All inizio gli fanno goal continuamente e si arrende. Ritroverà la sua forza di portiere nell'episodio 10. Nell'episodio 20 debutta per pochi minuti come difensore con la maglia numero 17 per lasciare il posto di portiere ad Arion, per poi tornare in porta dopo che il centrocampista ha perfezionato il suo Spirito Guerriero. Era il capitano della Raimon prima di Riccardo. Nella serie Inazuma Eleven GO: Chrono Stones abbandona la squadra per tutto il tempo (dall'episodio 6 fino al 17), condizionato dal lavaggio del cervello della El Dorado . Usa:
- Parata Ardente  (Burning Catch, バーニングキャッチ?, Bāningu kyacchi):

La prima Tecnica Micidiale usata dal portiere della Raimon. Samguk riempie di fiamme la mano destra e, dopo diverse giravolte in aria, scende in picchiata sbattendo la palla al suolo, per poi afferrarla.
- Barriera Monolitica  (Fence of Gaia, フェンス・オブ・ガイア?, Fensu obu Gaia):

Tecnica di parata sviluppata nell'episodio 20, durante la finale regionale del Cammino Imperiale. Samguk salta e, dopo diverse capriole in aria, provoca uno sconquasso nel terreno dal quale sbuca violentemente una barriera di sassi che blocca il pallone e lo respinge via. Gaia nella mitologia greca è la dea della terra.
- Mani Esperte (Burai Hand, 無頼ハンド?, Burai hando, lett. "Mano Inassistita"):

Tecnica sviluppata nel videogioco e nel film Kyūkyoku no kizuna Gryphon. Samguk usa questa tecnica anche nell'episodio 5 della serie Inazuma Eleven GO: Chrono Stones. Samguk sbatte con forza le mani, generando due possenti mani rosse e nere, che vanno ad afferrare e bloccare il pallone. Con questa tecnica, Samguk neutralizza lo Zero Magnum della Zero nel film Kyūkyoku no kizuna Gryphon ma non riesce a neutralizzare i due potenti tiri di Beta durante la sfida contro la Protocollo Omega 2.0 nella serie Inazuma Eleven GO: Chrono Stones.
- Mano di Luce X (God Hand X, ゴッドハンドX?, Goddo hando ekkusu):

Samguk la usa in Inazuma Eleven GO: Chrono Stones; nell'anime la prima volta è nell'episodio 39, nella versione evoluta Mano di Luce X +2 (Shin God Hand X, 信ゴッドハンドX?, Shin goddo hando ekkusu, lett. "Vera God Hand X"). Samguk incrocia le braccia, scatta in avanti e trasferisce con la mano sinistra energia alla mano destra, creando una mano di luce rossa, e con essa blocca la palla. Durante la partita contro la Zan (nell'anime nell'episodio 41) la evolve nella Ultra Mano di Luce X (Zetsu God Hand X, 絶ゴッドハンドX?, Zetsu goddo hando ekkusu, lett. "God Hand X Assoluta").
- Spirito Guerriero: Pedone Nero  (Seiei-Hei Pawn B, 精鋭兵ポーンB?, Seiei hei Pōn bī, lett. "Guerriero d'Élite Pawn B"):

Uno Spirito Guerriero basato sul pedone nero degli scacchi. Samguk lo usa solo in un mondo parallelo nel gioco Inazuma Eleven GO: Chrono Stones e sviluppa con esso l'Armatura. La "B" dopo il nome originale sta per "bianco " in italiano .

### Subaru Honda
Subaru Honda, nome originale Gōichi Kurumada (車田 剛一?, Kurumada Gōichi), difensore, numero 2

Doppiato in giapponese da Hirofumi Nojima e in italiano da Alessandro Germano

Frequenta il terzo anno alla Raimon con Samguk, Wanli e Doug. È un ragazzo muscoloso dai capelli neri e, come Tod Ironside, ha un cerotto onnipresente sul suo naso. Ha un carattere duro e deciso e non esita quando deve affrontare un problema. All'inizio, come altri suoi compagni, non vuole giocare per ribellarsi al Quinto Settore, ma nell'episodio 13 riprende le forze e ritorna sé stesso. Nella serie Inazuma Eleven GO: Chrono Stones abbandona la squadra per poco tempo (dall'episodio 6 fino al 17), condizionato dal lavaggio del cervello della El Dorado. Le sue tecniche sono:
- A Tutto Vapore (Dash Train, ダッシュトレイン?, Dasshu torein):

La famosa tecnica di difesa riutilizzata da Subaru nell'episodio 13 e poi altre volte. Subaru si accovaccia incrociando le mani, viene avvolto brevemente da una fiamma e dalla sua testa esce vapore simile a quello di un treno a vapore. Dopodiché, si lancia di corsa contro l'avversario, scaraventandolo via e rubandogli quindi la palla.
- Head Bazooka (ヘッドバズーカ?, Heddo bazūka):

Tecnica presente in Inazuma Eleven Strikers 2012 Xtreme. Subaru lancia la palla in aria e la tira con un potente colpo di testa. La palla si riempie di energia gialla durante il tiro e lascia una scia del medesimo colore.

### Gabriel Garcia
Gabriel "Gabi" Garcia, nome originale Ranmaru Kirino (霧野 蘭丸?, Kirino Ranmaru), difensore, numero 3

Doppiato in giapponese da Yū Kobayashi e in italiano da Davide Albano (anime) e ? (Inazuma Eleven Strikers)

Studente del secondo anno dall'animo calmo e tranquillo. Essendo a capo della difesa della Raimon, spesso si dimostra serio e autoritario. Anche se non sembra dall'aspetto, è molto tenace e determinato. È molto legato a Riccardo, con cui ha un fortissimo legame d'amicizia; è principalmente per l'affetto provato verso di lui che decide di seguire l'esempio di Arion, Jean Pierre, Riccardo e Samguk di ribellarsi al Quinto Settore, nell'episodio 11; la presenza di questo legame è testimoniata da come spesso i due appaiano insieme l'uno al fianco dell'altro e la complicità con cui si relazionano.
Dopo l'arrivo di Aitor Cazador, i due avranno una breve disputa che però si conclude bene. Anche lui, nella serie Inazuma Eleven GO: Chrono Stones abbandona la squadra per poco tempo (dall'episodio 6 fino al 17) condizionato dal lavaggio del cervello della El Dorado. Nell'episodio 18 della stessa serie, dove Gabi e gli altri giocatori della Raimon precedentemente condizionati dal controllo mentale scoprono le abilità che il Mixi Max aggiunge a Riccardo, inizia a sentirsi inferiore all'amico, reputandosi debole poiché non in grado di evocare uno Spirito Guerriero né di usare il Mixi Max; fin dall'episodio 19, in cui incontra per la prima volta Giovanna D'Arco, Gabriel stabilisce con ella una forte empatia, che causa quindi la decisione di Goldie di far sì che sia lui a fondere la sua aura con Giovanna e non lei. Nell'episodio 21 evoca per la prima volta il suo Spirito Guerriero, dopo aver ottenuto l'abilità Mixi Max fondendosi con Giovanna d'Arco. Nel gioco Inazuma Eleven GO: Chrono Stones e nel film Gekijōban Inazuma Eleven GO vs Danball senki W si unisce alla Shinsei Inazuma Japan. Il suo soprannome "Gabi" proviene forse dal centrocampista spagnolo all'epoca in forza all'Atlético Madrid, detto appunto Gabi. Usa:
- Cinta di Nebbia (The Mist, ザ・ミスト?, Za misuto):

Tecnica di difesa utilizzata per la prima volta nello scontro con la Royal Academy. Gabriel genera una nebbia intensa e mentre l'avversario è disorientato lui gli ruba la palla.
- Onda Polifonica (Melody Wave, メロディウェイブ?, Merodi weibu):

Gabriel lancia la palla, quest'ultima rotea molto velocemente e lascia note musicali che stordiscono l'avversario. Gabriel la usa solo nel gioco.
- Nebbia Avvolgente (Deep Mist, ディープミスト?, Dīpu misuto):

Una versione più potente della Cinta di Nebbia con la differenza che è più fitta e che Gabriel ruba la palla in maniera dirompente. Gabriel sviluppa questa tecnica nel gioco, nel film Kyūkyoku no kizuna Gryphon e nell'episodio 6 della serie Inazuma Eleven GO: Chrono Stones.
- Spirito Guerriero: Valchiria Portabandiera Brunilde (Senkishi Brunhild, 戦旗士ブリュンヒルデ?, Senkishi Buryunhirudo, lett. "Guerriera dello Stendardo Brunhild"):

Spirito Guerriero sviluppato nell'episodio 21 della serie Inazuma Eleven GO: Chrono Stones. Gabriel evoca una guerriera armata di scudo e una lancia con una bandiera. Gabriel, nella partita contro la Team Gar, sviluppa con essa l'Armatura. Brunilde, nella mitologia norrena, è una delle Valchirie.
- Segnale delle Valchirie (Valkyrie Flag, ヴァルキリーフラッグ?, Varukirī furaggu):

Tecnica con lo Spirito Guerriero usata solo nel gioco: Valchiria Portabandiera Brunilde sbatte la sua bandiera creando un vento e in seguito con essa colpisce il terreno facendo sbucare una montagna che sbalza via l'avversario permettendo a Gabriel di prendere la palla.
- Mixi Max:

Compare nella serie Inazuma Eleven GO: Chrono Stones. Gabriel fonde la sua aura con quella di Giovanna d'Arco. I capelli di Gabriel diventano biondi, i suoi codini più lunghi e i suoi occhi verdi, ed indossa gli occhiali.
- La Flamme (ラ・フラム?, Ra furamu):

Tecnica che Gabriel usa dopo aver fuso la sua aura con quella di Giovanna d'Arco, usata per la prima volta nell'episodio 24 della serie Inazuma Eleven GO: Chrono Stones. Gabriel salta e rotea su sé stesso generando dei vortici di fiamme che spazzano via l'avversario. Questa tecnica può essere usata anche per bloccare i tiri. Il nome significa "la fiamma" in francese ed è la prima tecnica ad avere un nome in una lingua diversa dal giapponese e dall'inglese; nella versione italiana è stato mantenuto il suo nome originale.

### Wanli "Wang-Chang" ChangCheng
Wanli "Wan-Chang" ChangCheng, nome originale Daichi Amagi (天城 大地?, Amagi Daichi), difensore, numero 4

Doppiato in giapponese da Tōru Nara e Nanae Katō (voce da bambino) e in italiano da Marco Benedetti

Ha capelli lunghi viola e, non si sa perché, indossa degli occhialini sul mento. È molto grosso e imponente. È inoltre un colosso nella zona difensiva, anche se spesso viene dribblato facilmente. All'inizio, come altri suoi compagni, non vuole giocare per ribellarsi al Quinto Settore, ma nell'episodio 13 riprende le forze e ritorna sé stesso. Frequenta il terzo anno alla Raimon ed è in classe con Samguk, Subaru e Doug. Ha un amico d'infanzia, Harrold Houdini, che gioca nell'Istituto Miraggio, squadra che affronta la Raimon nei quarti di finale del Cammino Imperiale. Nella serie Inazuma Eleven GO: Chrono Stones abbandona la squadra per poco tempo (dall'episodio 6 fino al 17), condizionato dal lavaggio del cervello della El Dorado. Le sue tecniche sono:
- Grande Muraglia (Viva! Banri no Chōjō, ビバ!万里の長城?, Biba! Banri no Chōjō, lett. "Viva! La Grande Muraglia Cinese"):

La tecnica di Wanli riutilizzata per la prima volta durante la sfida contro il Collegio Fiducia Incrollabile nell'episodio 13. Wanli dà un potente pugno al terreno, facendo innalzare un'enorme muraglia con delle torri, che circonda l'avversario e gli impedisce di proseguire. Può essere anche usata per fermare tiri.
- Muraglia di Atlantide (Atlantis Wall, アトランティスウォール?, Atorantisu wōru):

Wanli sviluppa questa tecnica per fermare il Tiro Fantasma di Harrold Houdini nell'episodio 35. Wanli evoca un enorme tempio che esce dall'acqua e, portando le mani avanti, genera uno scudo azzurro coperto di strani simboli che blocca il tiro o l'avversario. Nell'episodio 42 della serie Chrono Stones, durante la partita contro la Team Gir, la evolve nella Muraglia di Atlantide 2.0 (Atlantis Wall G2).

### Jean-Pierre Lapin
Jean-Pierre "J.P." Lapin, nome originale Shinsuke Nishizono (西園 信助?, Nishizono Shinsuke), difensore col numero 5 e portiere col numero 20

Doppiato in giapponese da Haruka Tomatsu e in italiano da Renata Bertolas (anime) e ? (Inazuma Eleven Strikers)

Studente del primo anno alla Raimon, è il miglior amico di Arion. È molto basso, ha i capelli marroni che ricordano vagamente le orecchie di un coniglio (il suo cognome europeo significa infatti "coniglio" in francese) e porta una fascia celeste. È un tipetto simpatico, allegro, determinato e affronta tutto senza preoccuparsi delle conseguenze. Lo si vede sempre in coppia con Arion, con il quale sembra essere davvero in sintonia. Nell'episodio 35 Jean-Pierre, come Arion, gioca da portiere con la maglia numero 20. Compare anche nella serie Inazuma Eleven GO: Chrono Stones come uno dei giocatori non condizionati dalla El Dorado. Nell'episodio 31 della stessa serie si scopre che è un grande appassionato di dinosauri. Nel gioco Inazuma Eleven GO: Chrono Stones e nel film Gekijōban Inazuma Eleven GO vs Danball senki W si unisce alla Shinsei Inazuma Japan come portiere col numero 20. In Inazuma Eleven GO: Galaxy si unisce alla Earth Eleven, dopo essere entrato di nascosto sul treno quando questa squadra è partita per lo spazio, ed entra poi a far parte della Galaxy Eleven. Usa:
- Spirito Guerriero: Atlante Difensore della Terra (Goseishin Titanias, 護星神タイタニアス?, Goseishin Taitaniasu, lett. "Dio Difensore Planetario Titanias"):

Jean-Pierre sviluppa questo Spirito Guerriero nel videogioco e nell'episodio 37 dell'anime, anche se viene ufficialmente mostrato nell'episodio 38. Jean-Pierre materializza alle sue spalle un gigante di colore giallo e blu, dalla corporatura molto robusta. La sua caratteristica principale è la sua grande resistenza, il che permette a Jean-Pierre di rendere la porta della Raimon pressoché inviolabile. Sviluppa inoltre l'Armatura del suo Spirito Guerriero nella serie Inazuma Eleven GO: Chrono Stones.
- Mano del Colosso (Majin the Hand, マジン・ザ・ハンド?, Majin za hando, lett. "Mano del diavolo"):

La medesima tecnica da portiere usata da Mark Evans ma con la differenza che Jean-Pierre usa la potenza del suo Spirito Guerriero, il che rende questa tecnica un "muro" difficile da perforare. Infatti, con questa tecnica potenziata, Jean-Pierre riesce a bloccare senza la minima esitazione la potente tecnica Bagliore Solare di Sol Daystar. Nell'episodio 38 nella versione italiana Jean-Pierre chiama la tecnica Mano Irremovibile.
- Capriola Acrobatica (Buttobi Jump, ぶっとびジャンプ?, Buttobi janpu, lett. "Salto a Tutta Velocità"):

Jean-Pierre sviluppa questa tecnica nell'episodio 14. Essa è una tecnica di tiro, ma può essere usata anche come tecnica difensiva. Jean-Pierre alza la palla e salta fino a raggiungerla, colpendola con entrambi i piedi e generando un tiro ultra-luminoso, o semplicemente respingendo la palla per evitare attacchi avversari.
- Balzo Boom (Kattobi Defense, かっとびディフェンス?, Kattobi difensu, lett. "Difesa Aerea"):

Tecnica di difesa usata in coppia con Aitor. Jean-Pierre salta e quando scende Aitor lo fa saltare in avanti con le sue gambe, permettendogli così di intercettare la palla. È usata anche per bloccare i tiri. Originariamente la tecnica doveva essere eseguita da Arion e Jean-Pierre.
- Guizzi Aerei (Sky Walk, スカイウォーク?, Sukai wōku):

Tecnica di dribbling usata contro l'Istituto Galattico. Jean-Pierre esegue balzi molto alti, mantenendo costantemente il possesso del pallone, e così dribbla l'avversario. La tecnica appare successivamente anche nella serie Inazuma Eleven Ares e usata da Heath Moore, ma con essa condivide unicamente il nome originale (nella serie Ares è infatti chiamata Manovre Aeree).
- Parata Volante (Buttobi Punch, ぶっとびパンチ?, Buttobi panchi, lett. "Pugno a Tutta Velocità"):

Tecnica di parata usata nell'episodio 23 di Inazuma Eleven GO: Chrono Stone. Jean-Pierre tocca il terreno con la mano destra e, in un istante, si ritrova lateralmente alla porta, sulla linea di fondo; successivamente Jean-Pierre corre velocemente verso la porta per poi respingere di pugno il tiro in tuffo. È simile al Pugno di Fuoco di Mark Evans nei movimenti.
- Mixi Max:

Nell'episodio 25 della serie Inazuma Eleven GO: Chrono Stone, Jean-Pierre fonde la sua aura con quella di Liu Bei. I suoi capelli diventano più cespugliosi e di colore blu e indossa una fascia bianca a righe. Jean-Pierre riesce in questo modo a bloccare i tiri con l'ausilio delle sue sole mani. Con questa fusione ha sviluppato la tecnica Inno dei Tre Regni.
- Inno dei Tre Regni (Taikoku Ōka, 大国謳歌? lett. "Elogio della Grande Nazione"):

Tecnica usata con l'aura di Liu Bei, apparsa prima nel gioco Inazuma Eleven GO: Chrono Stones e nel film Gekijōban Inazuma Eleven GO vs Danball senki W, poi nell'episodio 34 della serie Inazuma Eleven GO: Chrono Stone. Jean-Pierre, con un gesto della mano sinistra, crea un'ambientazione simile ai dipinti dell'antica Cina. Dopodiché salta da una montagna e, dietro di lui, appare una gigantesca mano di roccia. A questo punto, Jean-Pierre blocca la palla con la mano destra. Nella partita contro la Lagoon dell'episodio 49 Jean-Pierre evolve la tecnica nel Taikoku Ōka Kai (lett. "Elogio della Grande Nazione Evoluzione") e nel Shin Taikoku Ōka (lett. "Vero Elogio della Grande Nazione"), entrambi chiamati nella versione italiana Inno dei Tre Regni Potenza 2.
- Decollo Galattico (Ginga Rocket, ぎんがロケット?, Ginga roketto, lett. "Razzo Galattico"):

Tecnica di parata usata nell'episodio 38 della serie Inazuma Eleven GO: Galaxy, nella sfida contro la Falam Medius. Jean-Pierre decolla come un razzo con la palla sopra la testa, creando un'esplosione di energia, e vola in aria raggiungendo lo spazio; dopo essersi fermato, respinge la palla con una testata.

### Adé Kébé
Adé Kébé, nome originale Kaiji Hamano (浜野 海士?, Hamano Kaiji), centrocampista e all'occorrenza difensore, numero 6

Doppiato in giapponese da Jun Konno e in italiano da Stefano Pozzi

Studente del secondo anno alla Raimon, indossa occhiali da surfista e i suoi capelli neri sembrano onde in movimento. È un tipo solare e disponibile e si muove con velocità e determinazione in campo anche se sembra essere un po' impacciato. All'inizio, come altri suoi compagni, non vuole giocare per ribellarsi al Quinto Settore, ma nell'episodio 13 riprende le forze e ritorna sé stesso. Lo si vede spesso in coppia con Eugene, con il quale sembra essere molto in sintonia. Il suo hobby è la pesca; infatti frequenta abitudinariamente un centro di pesca dilettantistico con Eugene. Nella serie Inazuma Eleven GO: Chrono Stones abbandona la squadra per poco tempo (dall'episodio 6 fino al 17), condizionato dal lavaggio del cervello della El Dorado. Le sue tecniche sono:
- Turbine d'Acqua (Naminori Piero, なみのリピエロ? lett. "Clown Surfista"):

Una tecnica di dribbling di Adé, che riutilizza contro il Collegio Fiducia Incrollabile nell'episodio 13. Adé colpisce con la pianta del piede il pallone, e sotto di esso si genera un vortice d'acqua, con il quale Adé riesce ad evitare l'avversario e a proseguire con la palla al piede.
- Temibile Orca (Killer Whale, キラーホエール?, Kirā hoēru):

Tecnica apparsa solo nel gioco. L'avversario si trova sull'acqua e viene circondato da un'orca assassina, poi Adé appare dall'acqua e, inseguito dall'orca, ruba la palla con una potente scivolata.

### Eugene Peabody
Eugene Peabody, nome originale Tsurumasa Hayami (速水 鶴正?, Hayami Tsurumasa), centrocampista e all'occorrenza difensore, numero 7

Doppiato in giapponese da Hiroyuki Yoshino e in italiano da Simone Lupinacci

Studente del secondo anno alla Raimon, indossa due occhiali rotondi ed ha i capelli rosso scuro con due ciocche verso l'alto. È un centrocampista dalla personalità molto schiva e pessimista ed è molto magro. Si dice che sia il giocatore più veloce della Raimon. All'inizio, come altri suoi compagni, non vuole giocare per ribellarsi al Quinto Settore, ma nell'episodio 13 riprende le forze e ritorna sé stesso. Lo si vede spesso in coppia con Adé, con il quale sembra essere molto in sintonia. Nel corso dell'episodio 19, Eugene entra in una crisi, dovuta al fatto che il calcio sembra diventato un motivo di guerra; nonostante tutto, nell'episodio 20, grazie alla determinazione di tutti i suoi compagni di squadra ed in particolare di Arion, Eugene ritorna in sé e ricomincia a giocare in totale sintonia coi suoi compagni. Nel corso del Cammino Imperiale gioca solo i trentaduesimi e i sedicesimi di finale, per lasciare il posto al nuovo entrato Ryoma. Gioca anche in finale per ricoprire l'assenza a centrocampo di Riccardo. Nella serie Inazuma Eleven GO: Chrono Stones abbandona la squadra per poco tempo (dall'episodio 6 fino al 17), condizionato dal lavaggio del cervello della El Dorado. La sua tecnica è il:
- Super-scatto (Zeroyon, ゼロヨン? lett. "Zeroquattro"):

Tecnica di dribbling sviluppata nell'episodio 20. Eugene pianta il piede per terra e crea una "pedana" di lancio come quelle degli atleti, quindi con uno scatto supera l'avversario con la palla al piede. La tecnica è stata utilizzata da Eugene in un solo episodio.

### Arion Sherwind
Arion Sherwind, nome originale Tenma Matsukaze (松風 天馬?, Matsukaze Tenma), centrocampista, prima numero 18, poi numero 8 e occasionalmente portiere col numero 18, diventa capitano

Doppiato in giapponese da Yuka Terasaki e in italiano da Andrea Oldani (anime) ed Emanuela Pacotto (Inazuma Eleven Strikers)

È il protagonista assoluto della serie Inazuma Eleven GO. Ha i capelli marroni e grandi occhi blu. Vive in casa con Silvia Woods (Aki Kino), che si scoprirà essere sua zia. Si iscrive alla Raimon con l'intento di conoscere nuovi amici e di divertirsi, ed è proprio qui che comincia la sua avventura facendo la conoscenza della professoressa Celia Hills.
Da lì in poi comincerà la sua avventura, entrando in campo con la maglia numero 18 nella partita tra la Raimon e i Cavalieri Oscuri al posto di Doug MacArthur. Ed è proprio lì che dimostra ammirazione nei confronti del capitano Riccardo Di Rigo e determinazione nel suo gioco. Diventa ben presto grande amico di Jean-Pierre Lapin. Ha un cane bianco con una macchia nera sull'occhio destro, Spotter (nome originale Sasuke, サスケ?), suo amico inseparabile. Quando era bambino, vide un cagnolino intrappolato, che era proprio Spotter, e cercò di liberarlo, ma mentre lo salvava inciampò e una trave di legno rischiò di travolgerlo, ma un ragazzo misterioso con un pallone lo salvò dall'incidente. Quel ragazzo era Axel Blaze (Shūya Gōenji), mentre si trovava ad Okinawa. Nell'episodio 20 si vede Arion giocare come portiere con la maglia numero 18 per pochi minuti. Inoltre, nello stesso episodio Arion completa il suo Spirito Guerriero. Arion sarà, inoltre, il capitano della Raimon nella finale del torneo Cammino Imperiale a causa di un'operazione del piede di Riccardo. Arion è il protagonista anche di Inazuma Eleven GO: Chrono Stones. Nel gioco Inazuma Eleven GO: Chrono Stones e nel film Gekijōban Inazuma Eleven GO vs Danball senki W diventa il capitano della Shinsei Inazuma Japan. In Inazuma Eleven GO: Galaxy diventa il capitano dell'Inazuma Japan, squadra che nella versione originale dell'anime, ma non in quella del gioco, è chiamata Shinsei Inazuma Japan, anche se non ha nulla a che fare con l'omonima squadra di Chrono Stones. In Galaxy diventa capitano anche della Earth Eleven. Kaze (風?) significa "vento".
Spiriti Guerrieri
- Pegaso Alato (Majin Pegasus, 魔神ペガサス?, Majin Pegasasu, lett. "Diavolo Pegasus"):

Inizialmente, nello scontro con Victor, Arion utilizza involontariamente il suo Spirito Guerriero ancora incompleto, e con quest'azione si guadagna, per l'allora allenatore della Raimon, Percy Travis, il diritto di giocare nella Raimon. Arion completerà lo Spirito Guerriero nel corso dell'episodio 20 di Inazuma Eleven GO, dove subentra in porta al posto di Samguk. Arion materializza alle sue spalle un demone lucente con le ali, che emana un'energia potentissima.
- Super Pegaso Alato (Majin Pegasus Arc, 魔神ペガサスアーク?, Majin Pegasasu Āku):

Arion materializza una demone lucente alato simile al Pegaso Alato, ma con le ali bianche e piumate, una criniera rossa, una maggiore muscolatura ed una potenza nettamente superiore. Compare nel videogioco e nell'anime per la prima volta nel film Kyūkyoku no kizuna Gryphon, mentre nella serie televisiva viene ufficialmente usato nella semifinale del torneo Cammino Imperiale. In Inazuma Eleven GO: Chrono Stones Arion sviluppa l'Armatura: lui e lo Spirito Guerriero Super Pegaso Alato si trasformano in armatura bianca con ali e testa di Pegaso poco sopra la fronte. È considerato l'evoluzione dello Spirito Guerriero Pegaso Alato, anche se considerati i livelli di evoluzione dello Spirito Guerriero presenti nel gioco Inazuma Eleven GO, esso è uno Spirito Guerriero totalmente diverso; il termine "Arc" è un secondo nome.
- Spirito degli Animali Grifo (Matei Gryphon, 魔帝グリフォン?, Matei Gurifon, lett. "Imperatore Demoniaco Gryphon"):

Lo Spirito Guerriero risultato dalla fusione tra il Super Pegaso Alato, il Maestro Spadaccino Lancelot e il Direttore D'Orchestra. Arion, Victor e Riccardo uniscono i loro Spiriti Guerrieri e danno vita ad un demone splendente di luce dorata, simile ad un grifone, e contornato di energia bruciante immensa. Compare nel videogioco e nel film Kyūkyoku no kizuna Gryphon, e nella serie televisiva appare nella semifinale del torneo Cammino Imperiale. Nel gioco Inazuma Eleven GO: Chrono Stones questo Spirito Guerriero può essere formato anche con il Majin Pegasus Arc R, il Maestro Spadaccino Lancelot e il Direttore d'Orchestra.
- Super Pegaso Alato Rosso (魔神ペガサスアークR?, Majin Pegasasu āku āru):

Evoluzione del Super Pegaso Alato. L'aspetto è uguale a quello del Super Pegaso Alato, tranne per il fatto che le ali sono rosse, la criniera è nera e lo Spirito Guerriero è ampiamente più potente ed ha un "carattere" più aggressivo. Appare nel gioco Inazuma Eleven GO: Chrono Stones e nel film Gekijōban Inazuma Eleven GO vs Danball senki W; in quest'ultimo compare solo la modalità Armatura. Nel gioco Inazuma Eleven GO: Chrono Stones  può essere usato per formare lo Spirito degli Animali Grifo in sostituzione del Super Pegaso Alato. La "R" nel nome significa Red, in inglese "Rosso".
Tecniche con Spirito Guerriero
- Lampo di Pegaso (Pegasus Break, ペガサスブレイク?, Pegasasu bureiku):

È la sua tecnica di dribbling più forte, che necessita l'aiuto del suo Spirito Guerriero. Arion evoca il suo Spirito Guerriero Pegaso Alato, che dà un pugno sul terreno, invocando un fulmine celeste dal cielo, che fa balzare via l'avversario, permettendo a Arion di avanzare palla al piede.
- Pugno di Pegaso (nome nel videogioco) / Pugno della Giustizia (nome nell'anime) (Justice Wing, ジャスティスウィング?, Jasutisu wingu):

Tecnica che Arion sviluppa nel corso del film Kyūkyoku no kizuna Gryphon, oltre che nel gioco. Compare poi nell'episodio 6 della serie Inazuma Eleven GO: Chrono Stone. Arion la esegue assieme al suo secondo Spirito Guerriero, il Super Pegaso Alato. Arion salta ed il pallone viene avvolto da energia pura. Quando Arion tira, il suo Spirito Guerriero tira una pugno lucente alla palla, che accumula molta più energia, e si dirige in porta accompagnata da un raggio di vento e da delle piume. Arion è in grado di usarla anche con lo Spirito Guerriero Majin Pegasus Arc R. Il nome italiano della tecnica nell'anime non va confuso con quello del Pugno di Giustizia (Seigi no Tekken) di Mark Evans.
- Flamberga (Sword of Fire, ソード・オブ・ファイア?, Sōdo obu faia):

Tecnica di tiro con lo Spirito Guerriero fusione Spirito degli Animali Grifo, appare solo nel gioco e nel film Kyūkyoku no kizuna Gryphon. Arion e lo Spirito degli Animali Grifo si caricano di grande potenza, parte della quale viene da Riccardo e Victor, poi lo Spirito Guerriero sfodera una grande spada infuocata, e Arion tira; il tiro viene potenziato dalla spada dello Spirito degli Animali Grifo, generando una fiammata colossale. Nel film è usata in combinazione con Riccardo e Victor: tutti e tre si caricano e tirano.
Altre tecniche
- Giro di Vento (Soyo Kaze Step, そよかぜステップ?, Soyo kaze suteppu, lett. "Passo del vento lieve"):

La prima celebre tecnica di dribbling usata da Arion. Egli raggiunge l'avversario palla al piede e lo evita con un giravolta generando un vortice che sbilancia l'avversario alle sue spalle, superandolo. Nella partita contro la Lagoon, nell'episodio 49 della serie Chrono Stone, Arion userà il Giro di Vento S (Soyo Kaze Step S).
- Vortice Turbinoso (Spiral Draw, スパイラルドロー?, Supairaru dorō):

Tecnica difensiva sviluppata per la prima volta nella finale contro l'Accademia Baia dei Pirati. Arion fa una breve corsa e quindi un lungo salto, e quando tocca terra genera un vortice attorno a lui, col quale imprigiona l'avversario per rubargli la palla.
- Furia del Vento (Mach Wind, マッハウィンド?, Mahha windo):

Tecnica di tiro sviluppata contro la Royal Academy. Arion tira la palla in avanti e corre come un vento devastante, e colpisce la palla col collo del piede destro, scaraventandola in porta ed avvolgendola con un vento luminoso. Nella finale contro la Dragon Link evolve la tecnica nella Furia del Vento 2 (Shin Mach Wind, lett. "Vero Mach Wind").
- Tornado di Fuoco Doppia Direzione (Fire Tornado Double Drive, ファイアトルネードDD（ダブルドライブ）?, Faia torunēdo daburu doraibu):

Tecnica di tiro che Arion sviluppa in coppia con Victor, nel corso della finale del torneo Cammino Imperiale. Arion e Victor saltano in contemporanea, e vengono avvolti da un turbine di fuoco. Quando i due raggiungono il pallone, le fiamme vengono incanalate nei piedi dei due, e dopo ciò Victor e Arion calciano contemporaneamente, facendo così incanalare le fiamme nel pallone, che schizza in porta con immane potenza e violenza. La tecnica viene suggerita da Victor, che consiglia a Arion di unire assieme a lui il Tornado di Fuoco originale, cioè calciato col piede sinistro, con una tecnica complementare, ma usata col piede destro.
- Tripla Minaccia (Evolution, エボリューション?, Eboryūshon):

Tecnica combinata con Riccardo e Victor, è l'unione delle tecniche Pioggia di Zolfo e Furia del Vento. Arion, Riccardo e Victor corrono formando una V. Riccardo e Victor saltano e colpiscono il pallone con il tallone (Pioggia di Zolfo), e Arion colpisce la palla a sua volta (Furia del Vento), scaraventandola in porta con grande potenza e violenza. Compare nel gioco e nel film Kyūkyoku no kizuna Gryphon.
- Tackle Illusorio (Wonder Trap, ワンダートラップ?, Wandā torappu):

Tecnica comparsa in Inazuma Eleven GO: Chrono Stones. Arion corre verso l'avversario creando delle immagini di sé stesso ferme e, dopo aver spiccato un salto, queste immagini scompaiono e Arion ruba la palla in modo dirompente.
- Ritmo Travolgente (Aggressive Beat, アグレッシブビート?, Aguresshibu bīto):

Tecnica comparsa in Inazuma Eleven GO: Chrono Stones. Arion mette la mano sinistra vicino al cuore e supera gli avversari con grande velocità. Dopodiché una scia verde, che indica l'elettrocardiogramma di Arion quando gioca a calcio (a significare la sua passione per questo sport), colpisce gli avversari.
- Super Tiro Rimbalzante (Extreme Rabbit, エクストリームラビット?, Ekusutorīmu rabitto):

Tecnica comparsa nella serie Inazuma Eleven GO: Chrono Stones usata in combinazione con Fey. Arion e Fey corrono ed eseguono una capriola, quindi saltano prendendosi per mano; Arion solleva più in alto Fey che tira con una rovesciata la palla, che si divide in tre sfere che proseguono verso la porta rimbalzando. Nell'anime compare per la prima volta nell'episodio 34.
- Tornado di Fuoco Tripla Direzione (Fire Tornado Triple Crusher, ファイアトルネードTC（トリプルクラッシャー）?, Faia torunēdo toripuru kurasshā):

Tecnica comparsa nel gioco Inazuma Eleven GO: Chrono Stones e nel film Gekijōban Inazuma Eleven GO vs Danball senki W. Usata in combinazione con Victor e Goldie, è un'evoluzione del Tornado di Fuoco Doppia Direzione. Arion e Victor saltano come nel Tornado di Fuoco Doppia Direzione e vengono avvolti da turbine di fuoco; Goldie salta ruotando intorno alla palla, illuminandola e spedendola fra Arion e Victor; infine, i tre la colpiscono contemporaneamente, Arion col piede sinistro, Victor col piede destro e Goldie con le suole dei piedi, quindi la palla schizza in porta con immane potenza e violenza.
- Galleria del Vento (Kazaana Drive, 風穴ドライブ?, Kazaana doraibu, lett. "Impulso dello Sfiatatoio"):

Tecnica di dribbling comparsa inizialmente nel videogioco Inazuma Eleven GO: Chrono Stones e nel film Gekijōban Inazuma Eleven GO vs Danball senki W, mentre nella serie televisiva compare per la prima volta nel primo episodio della serie Inazuma Eleven GO: Galaxy. Arion genera un corridoio di aria e ci entra dentro, quindi prosegue avvolto da esso per poi uscire una volta evitato l'avversario.
- Vento Supremo (God Wind, ゴシドィンド?, Goddo windo):

Tecnica apparsa dapprima nel gioco Inazuma Eleven GO: Chrono Stones e nel film Gekijōban Inazuma Eleven GO vs Danball senki W, mentre la prima comparsa nella serie televisiva è nell'episodio 49 di Inazuma Eleven GO: Chrono Stone , in cui è usata da Arion mentre è in modalità Armatura. Appare poi nell'episodio 3 della serie Galaxy usata in maniera individuale. Arion carica la palla di energia gialla e, quando ne ha caricata abbastanza, salta e tira: dalla palla esce un bagliore di luce e poi un vortice di vento che avvolge la palla.
- Mano di Luce Doppia (God Hand W, ゴッドハンドW?, Goddo hando daburu):

Tecnica usata da Arion solo nel gioco Inazuma Eleven GO Strikers 2013 e nel film Gekijōban Inazuma Eleven GO vs Danball senki W. Nel gioco viene usata da una sola persona: Arion utilizza una Mano di Luce e mentre rallenta il tiro accumula energia nell'altra mano e la incanala nella Mano di Luce, che si ingrandisce e ferma il pallone. Nel film la tecnica è usata in combinazione con tutta la squadra, i personaggi di Danball senki W e San e Asta, e Arion crea con le mani due gigantesche Mani di Luce. La "W" nel nome significa "doppia" (significato spesso usato in Giappone per assonanza tra daburyū, nome giapponese della W, e daburu, traslitterazione in rōmaji di ダブル, che a sua volta è la traslitterazione in katakana dell'inglese double, "doppio") perché si usano due mani. Inoltre la tecnica è molto simile alla versione della Mano di Luce che Mark usa nella finale regionale contro la Royal Academy per parare il Pinguino Imperatore n°2, la quale non ha un nome definito.
- Z Zag (Z Slash, Zスラッシュ?, Zetto surasshu):

Tecnica di dribbling usata in Inazuma Eleven GO: Galaxy (nell'anime la prima volta è nell'episodio 3). Arion corre velocemente superando l'avversario con la palla al piede e creando una Z rossa luminescente sul terreno.
- Uragano Tempestoso (Arashi - Tatsumaki- Hurricane, 嵐・竜巻・ハリケーン?, Arashi Tatsumaki Harikēn, lett. "Tempesta - Tornado - Uragano"):

Tecnica di tiro usata in Inazuma Eleven GO: Galaxy, nell'episodio 42, durante la sfida contro la Flotta Ixar. Arion circonda la palla di vento e la tira; la palla si dirige in porta accompagnata da un vortice di vento che si trasforma in un uragano.
- Energia Infinita della Terra (The Earth Infinity, ジ･アース∞（インフィニティ）?, Ji āsu infiniti):

Tecnica di tiro usata in Inazuma Eleven GO: Galaxy in combinazione con Riccardo e Victor, nell'episodio 43, durante la sfida contro la Flotta Ixar. È l'evoluzione della tecnica Energia della Terra. La palla si carica di energia e Arion, Riccardo e Victor saltano con la palla; quest'ultima poi si ferma e intorno ad essa si forma una sfera di energia che continua ad accumulare energia; quindi i tre colpiscono la palla, che si dirige in porta insieme ad un potentissimo raggio d'energia.
Mixi Max e tecniche correlate
Nella serie Inazuma Eleven GO: Chrono Stones, Arion possiede ben due Mixi Max. La prima si ha fondendo la sua aura con quella di Tezcat: i suoi capelli marroni diventano blu e con le treccine e occhi blu, a differenza di Vladimir e Fey. Con questa fusione può usare una tecnica di Tezcat: Cenere Nera. La seconda si ha fondendo la sua aura con quella di Re Artù: i suoi capelli diventano più lunghi e di colore biondo. Con questa fusione ha sviluppato le tecniche Spada Reale e Assalto della Squadra Invincibile.
- Cenere Nera (Black Ash, ブラックアッシュ?, Burakku asshu):

Tecnica usata con l'aura di Tezcat. Arion fa roteare la palla due volte (nel corso di ciò la palla accumula uno strato di cenere nera) e poi la tira. Mentre va in porta, la palla rilascia una scia nerissima. Arion usa questa tecnica solo nel gioco.
- Spada Reale (Ō no Tsurugi, 王の剣? lett. "Spada del Re"):

Usata con l'aura di Re Artù. Arion materializza una spada d'oro e d'argento e l'alza in alto illuminandola di energia gialla, quindi scatta in avanti colpendo l'avversario con la spada e lo evita. La spada in questione è la mitica Excalibur.
- Assalto della Squadra Invincibile (Saikyō Eleven Hadō, 最強イレブン波動?, Saikyō irebun hadō, lett. "Impeto degli Undici più Forti"):

Usata con l'aura di Re Artù. Arion ottiene energia da tutta la squadra e la incanala nel pallone, quindi lo tira creando una grande sfera lucente. Nell'anime la usa anche Fey con l'aura di Big: appare per la prima volta nell'episodio 50 della serie Chrono Stone, nel quale è usata prima da Arion e poi da Fey.
Totem
- Horse (ホース?, Hōzu):

Usata in Inazuma Eleven GO: Galaxy. Arion si trasforma in un cavallo bianco con una criniera e una coda gialla. Appare per la prima volta nell'episodio 39, durante la sfida contro la Falam Medius.
- Pegasus (ペガサス?, Pegasasu):

Usata in Inazuma Eleven GO: Galaxy. È l'evoluzione di Horse. Arion si trasforma in un Pegaso bianco con una criniera, una coda e una parte delle ali gialla. Appare per la prima volta nell'episodio 42, durante la sfida contro la Flotta Ixar.
Tecniche con Totem
- Tecnica con Totem di Horse:

Tecnica di dribbling. Uno o più giocatori cavalcano Arion diventato un cavallo, il quale con la palla al piede travolge l'avversario, superandolo.
- Tecnica con Totem di Pegasus:

Tecnica di dribbling. Arion vola con la palla, la quale si illumina di giallo e colpisce l'avversario, superandolo.

### Riccardo Di Rigo
Riccardo Di Rigo, nome originale Takuto Shindō (神童 拓人?, Shindō Takuto), primo capitano e centrocampista, numero 9

Doppiato in giapponese da Mitsuki Saiga e in italiano da Massimo Di Benedetto (anime) e ? (Inazuma Eleven Strikers)

Altro protagonista della serie, ha i capelli lunghi grigio scuro e gli occhi marroni ed è un personaggio dalla personalità complessa. Frequenta il secondo anno alla Raimon con Gabriel, ama la musica e suona il pianoforte. È una persona seria e determinata, ma spesso insicura nelle decisioni, tanto che si fa spesso consigliare da Gabriel. Sa perfettamente che Arion lo ammira, ma fa di tutto per non essere stimato da un giocatore così formidabile. Il suo scontro con Victor Blade sarà inevitabile. È messo in corrispondenza con la musica, poiché è visto come il direttore d'orchestra della squadra. Rosie, una delle manager della Raimon, ha una cotta per lui anche se egli la ignora del tutto. Nella finale del Cammino Imperiale cederà ad Arion il posto di capitano poiché si trova all'ospedale per un'operazione al piede. Compare anche nella serie Inazuma Eleven GO: Chrono Stones come uno dei giocatori non condizionati dalla El Dorado. Viene quindi selezionato per partecipare al primo viaggio nel passato. In quest'occasione sarà il primo della squadra a ottenere l'abilità Mixi Max, fondendo la sua aura con quella di Nobunaga Oda. Nel gioco Inazuma Eleven GO: Chrono Stones e nel film Gekijōban Inazuma Eleven GO vs Danball senki W si unisce alla Shinsei Inazuma Japan. In Inazuma Eleven GO: Galaxy entra a far parte della'Inazuma Japan, squadra che nella versione originale dell'anime, ma non in quella del gioco, è chiamata Shinsei Inazuma Japan, anche se non ha nulla a che fare con l'omonima squadra di Chrono Stones. Nella serie Galaxy si unisce anche alla Earth Eleven. Usa:
- Spirito Guerriero: Direttore d'Orchestra (Sōsha Maestro, 奏者マエストロ?, Sōsha maesutoro, lett. "Strumentista Maestro"):

Riccardo materializza alle sue spalle un "direttore d'orchestra" di luce con quattro braccia. Sviluppa inoltre l'Armatura del suo Spirito Guerriero nella serie Inazuma Eleven GO: Chrono Stones.
- Spirito Guerriero: Spirito degli Animali Grifo (Matei Gryphon, 魔帝グリフォン?, Matei Gurifon, lett. "Imperatore Demoniaco Gryphon"):

Lo Spirito Guerriero risultato dalla fusione tra il Super Pegaso Alato, il Maestro Spadaccino Lancelot e il Direttore d'Orchestra. Arion, Victor e Riccardo uniscono i loro Spiriti Guerrieri e danno vita ad un demone splendente di luce dorata, simile ad un grifone, e contornato di energia bruciante immensa. Compare nel videogioco e nel film Kyūkyoku no kizuna Gryphon, e nella serie televisiva appare nella semifinale del torneo Cammino Imperiale. Nel gioco Inazuma Eleven GO: Chrono Stones questo Spirito Guerriero può essere formato anche con il Majin Pegasus Arc R, il Maestro Spadaccino Lancelot e il Direttore d'Orchestra.
- Flamberga (Sword of Fire, ソード・オブ・ファイア?, Sōdo obu faia):

Tecnica di tiro con lo Spirito Guerriero fusione Spirito degli Animali Grifo, appare solo nel gioco e nel film Kyūkyoku no kizuna Gryphon. Nel gioco è usata solo da Arion, nel film è usata da Arion, Riccardo e Victor. Arion, Riccardo, Victor e lo Spirito degli Animali Grifo si caricano di grande potenza, poi lo Spirito Guerriero sfodera una grande spada infuocata, e i tre tirano; il tiro viene potenziato dalla spada dello Spirito degli Animali Grifo, generando una fiammata colossale.
- Tiro Sonoro (Fortissimo, フォルテシモ?, Foruteshimo):

Tiro micidiale di Riccardo. Il pallone viene avvolto da cerchi concentrici viola e con delle note musicali; dopodiché Riccardo tira il pallone che finisce dritto in rete accompagnato dalle note. Il nome giapponese è un termine musicale che indica l'intensità della melodia suonata, il Fortissimo appunto.
- Toccata e Fuga (Presto Turn, プレストターン?, Puresuto tān):

Tecnica di dribbling. Riccardo fa dei palleggi sulle ginocchia e, mentre l'avversario non se lo aspetta, Riccardo esegue uno scatto fulmineo e lo dribbla. Viene usata anche da Shunsuke nell'episodio 35. Nell'episodio 7 della serie Inazuma Eleven GO: Galaxy, nella partita contro i Big Waves, Riccardo userà la Toccata e Fuga Livello 2 (Presto Turn V2). Il termine Presto nel nome giapponese indica un ritmo musicale abbastanza sostenuto e veloce, il "Presto".
- Armonia Atomica (Harmonics, ハーモニクス?, Hāmonikusu):

La più potente tecnica di tiro di Riccardo in Inazuma Eleven GO. Per usarla Riccardo necessita dell'aiuto del suo Spirito Guerriero. Lo Spirito Guerriero di Riccardo fa risplendere la palla di una luce armoniosa somigliante all'acqua. Ad un certo punto, lo Spirito Guerriero lascia cadere la palla e, dopo un rimbalzo, Riccardo la scaraventa in porta. L'unico portiere che è riuscito a pararlo è Cadabra dell'Istituto Miraggio. Nell'episodio 11, nella versione italiana, Riccardo chiama la tecnica Movimenti Armonici.
- Pioggia di Zolfo (Joker Rains, ジョーカーレインズ?, Jōkā reinzu):

Tecnica di tiro combinata con Victor. Riccardo e Victor saltano e sferzano diverse volte coi piedi il pallone, che accumula grande potenza. A questo punto i due colpiscono il pallone con la suola del piede ed esso schizza in porta carico di elettricità nera. I due la sviluppano nel gioco e nel film Kyūkyoku no kizuna Gryphon.
- Tripla Minaccia (Evolution, エボリューション?, Eboryūshon):

Tecnica combinata con Arion e Victor, è l'unione delle tecniche Pioggia di Zolfo e Furia del Vento. Arion, Riccardo e Victor corrono formando una V. Riccardo e Victor saltano e colpiscono il pallone con il tallone (Pioggia di Zolfo), e Arion colpisce la palla a sua volta (Furia del Vento), scaraventandola in porta con grande potenza e violenza. Compare nel gioco e nel film Kyūkyoku no kizuna Gryphon.
- Inno di Atena (Olympus Harmony,オリンパスハーモニー?, Orinpasu hāmonī):

Tecnica usata da Riccardo nel gioco Inazuma Eleven GO e nell'episodio 8 della serie Inazuma Eleven GO: Chrono Stones. Un tempio greco appare dietro Riccardo; l'avversario è distratto da tale tempio e Riccardo lo evita con facilità.
- Pinguino Imperatore n°3 (皇帝ペンギン3号 Kōtei pengin san-gō?):

Tecnica di tiro usata solo nel gioco. Riccardo, insieme ad altri due giocatori, saltano mentre Riccardo evoca i pinguini, che cominciano a ruotare attorno alla palla assieme ai giocatori che danno energia alla palla e la colpiscono insieme col tallone mandandola verso la porta.
- Mixi Max:

Nella serie Inazuma Eleven GO: Chrono Stones Riccardo fonde la sua aura con quella di Nobunaga Oda. I suoi capelli diventano marroni, gli appare un codino sulla testa e gli occhi gli diventano rossi. Con questa fusione ha sviluppato la tecnica Impulso Effimero.
- Impulso Effimero (Setsuna Boost, 刹那ブースト?, Setsuna būsuto, lett. "Spinta del Momento"):

Tecnica presente in Inazuma Eleven GO: Chrono Stones e usata da Riccardo dopo essersi unito con l'aura di Nobunaga. Riccardo calcia la palla in avanti recuperandola con uno scatto fulmineo e rilanciandola in avanti tre volte e, dopo un violento tiro, quest'ultima lascia una scia bianca e azzurra. Il tiro è così potente che neanche lo Spirito Guerriero di Beta nella modalità Armatura riesce a respingerlo.
- Totem: Kujaku (クジャク? lett. "Pavone"):

Usata in Inazuma Eleven GO: Galaxy. Riccardo si trasforma in un pavone blu dalle ali marrone chiaro con tre parti blu, nere e arancioni. Appare per la prima volta nell'episodio 31, durante la sfida contro la Magmavia.
- Tecnica con Totem:

Tecnica di dribbling. Riccardo mostra all'avversario la sua coda, la quale si illumina e lo abbaglia, permettendo a Riccardo di superarlo.
- Chiave di Violino (Einsatz, アインザッツ?, Ainzattsu):

Tecnica di difesa usata in Inazuma Eleven GO: Galaxy (nell'anime per la prima volta nell'episodio 3). Riccardo scatta in avanti rubando la palla all'avversario, creando così un pentagramma con una chiave di violino che emette una melodia di musica classica. Può essere usata anche per fermare i tiri. Einsatz è una parola tedesca che significa "entrata", usata come termine musicale; è la prima tecnica della serie ad avere un nome originale in lingua tedesca.
- Energia Infinita della Terra (The Earth Infinity, ジ･アース∞（インフィニティ）?, Ji āsu infiniti):

Tecnica di tiro usata in Inazuma Eleven GO: Galaxy in combinazione con Arion e Victor, nell'episodio 43, durante la sfida contro la Flotta Ixar. È l'evoluzione della tecnica Energia della Terra. La palla si carica di energia e Arion, Riccardo e Victor saltano con la palla; quest'ultima poi si ferma e intorno ad essa si forma una sfera di energia che continua ad accumulare energia; quindi i tre colpiscono la palla, che si dirige in porta insieme ad un potentissimo raggio d'energia.
- Diffuse Chord (ディフューズコード?, Difyūzu kōdo):

Tecnica di dribbling usata solo nel gioco di Inazuma Eleven GO: Galaxy. Riccardo crea un pentagramma e delle note musicali che si mettono sul pentagramma facendolo illuminare; quindi Riccardo colpisce la palla creando un'onda musicale che sbalza via l'avversario.

### Victor Blade

Victor Blade nel primo episodio, mentre si appresta ad eseguire la Stoccata Micidiale (Death Sword)

Victor Blade, nome originale Kyōsuke Tsurugi (剣城 京介?, Tsurugi Kyōsuke), attaccante e capitano dei Cavalieri Oscuri, poi attaccante della Raimon, numero 10, inizialmente un Imperiale

Doppiato in giapponese da Takashi Ōhara e in italiano da Davide Garbolino (anime) e ? (Inazuma Eleven Strikers)

Terzo protagonista della serie, ha i capelli blu scuro alzati con una coda di cavallo e gli occhi arancioni. Ha forti somiglianze con Axel Blaze, come suggerisce anche il nome. Inizialmente Victor sembra essere il vero e proprio antagonista della serie, visto il suo essere arrogante e altezzoso e per il fatto che ha letteralmente sbaragliato senza alcun apparente motivo la seconda squadra della Raimon, essendo solo uno studente del primo anno. Difatti, egli rivela di essere un inviato del Quinto Settore, con l'ordine di distruggere la Raimon dato che è un Imperiale. Entra subito in contrasto con il capitano della Raimon Riccardo Di Rigo, sfidandolo in una partita con la squadra dei Cavalieri Oscuri che s'interrompe sul punteggio di 13-0 per questi ultimi. Nonostante il suo carattere, Mark è profondamente convinto che Victor sia una persona positiva e un ottimo giocatore. Nell'episodio 11 si scopre che suo fratello Vladimir è rimasto gravemente infortunato agli arti inferiori per causa sua, quando erano bambini. Il motivo per cui è diventato un imperiale è proprio ottenere i soldi dal Quinto Settore per finanziare una costosa operazione chirurgica alle gambe del fratello. Nello stesso episodio entra a far parte ufficialmente della Raimon, succedendo a Doug (che aveva in precedenza abbandonato la squadra). Victor, all'inizio, non si dimostra un giocatore fedele ai suoi compagni, ma in seguito, grazie ad Arion che arriva a proteggere da un tentativo della Fiducia Incrollabile che voleva rompergli le gambe per metterlo fuori gioco del tutto e al fratello che lo spinge a capire a chi deve la sua lealtà, capirà che è la Raimon la squadra con cui deve giocare. Infatti, pur mantenendo il suo carattere schivo e solitario, Victor cambia nel profondo del suo animo, dimostrando amicizia verso Arion e il resto dei suoi compagni. Compare anche nella serie Inazuma Eleven GO: Chrono Stones come uno dei giocatori non condizionati dalla El Dorado. Nel gioco Inazuma Eleven GO: Chrono Stones e nel film Gekijōban Inazuma Eleven GO vs Danball senki W si unisce alla Shinsei Inazuma Japan. In Inazuma Eleven GO: Galaxy, entra a far parte dell'Inazuma Japan, squadra che nella versione originale dell'anime, ma non in quella del gioco, è chiamata Shinsei Inazuma Japan, anche se non ha nulla a che fare con l'omonima squadra di Chrono Stones. Nella serie Galaxy si unisce anche alla Earth Eleven e poi diventa il capitano della Falam Medius. Usa:
- Stoccata Micidiale (Death Sword, デスソード?, Desu sōdo):

La prima tecnica usata da Victor Blade. Egli "infilza" la palla con la punta della scarpa, e poi la scaraventa in porta mentre la palla accumula energia oscura. La tecnica viene usata da Victor fino all'episodio 12, quando viene neutralizzata dal portiere del Collegio Fiducia Incrollabile, Nirvana.
- Spirito Guerriero: Maestro Spadaccino Lancelot (Kensei Lancelot, 剣聖ランスロット?, Kensei Ransurotto):

Victor materializza sulle sue spalle un "cavaliere" con spada e scudo avvolto nell'ombra. Sviluppa inoltre l'Armatura del suo Spirito Guerriero nella serie Inazuma Eleven GO: Chrono Stones. Il suo nome ricorda il Cavaliere della Tavola Rotonda Lancillotto.
- Angelo Perduto (Lost Angel, ロストエンジェル?, Rosuto enjeru):

Tecnica di tiro, che per essere eseguita necessita l'aiuto dello Spirito Guerriero. Victor salta colpendo il pallone e avvolgendolo di energia buia, poi il suo Spirito Guerriero potenzia il tiro grazie alla sua enorme spada. Si riconferma essere la tecnica più forte di Victor. L'unico portiere riuscito a parare questo tiro è stato Quentin Cinquedea della Dragon Link.
- Spirito Guerriero: Spirito degli Animali Grifo (Matei Gryphon, 魔帝グリフォン?, Matei Gurifon, lett. "Imperatore Demoniaco Gryphon"):

Lo Spirito Guerriero risultato dalla fusione tra il Super Pegaso Alato, il Maestro Spadaccino Lancelot e il Direttore d'Orchestra. Arion, Victor e Riccardo uniscono i loro Spiriti Guerrieri e danno vita ad un demone splendente di luce dorata, simile ad un grifone, e contornato di energia bruciante immensa. Compare nel videogioco e nel film Kyūkyoku no kizuna Gryphon, e nella serie televisiva appare nella semifinale del torneo Cammino Imperiale. Nel gioco Inazuma Eleven GO: Chrono Stones questo Spirito Guerriero può essere formato anche con il Majin Pegasus Arc R, il Maestro Spadaccino Lancelot e il Direttore d'Orchestra.
- Flamberga (Sword of Fire, ソード・オブ・ファイア?, Sōdo obu faia):

Tecnica di tiro con lo Spirito Guerriero fusione Spirito degli Animali Grifo, appare solo nel gioco e nel film Kyūkyoku no kizuna Gryphon. Nel gioco è usata solo da Arion, nel film è usata da Arion, Riccardo e Victor. Arion, Riccardo, Victor e lo Spirito degli Animali Grifo si caricano di grande potenza, poi lo Spirito Guerriero sfodera una grande spada infuocata, e i tre tirano; il tiro viene potenziato dalla spada del Spirito degli Animali Grifo, generando una fiammata colossale.
- Rovesciata Micidiale (Death Drop, デスドロップ?, Desu doroppu):

Tecnica usata per la prima volta nella partita contro la Royal Academy. Victor fa ruotare la palla ad alta velocità sotto la gamba sinistra e poi l'alza con violenza col tacco. Mentre la palla è in aria e brilla di elettricità rossa e nera, Victor la colpisce in rovesciata con il piede destro, scaraventandola in porta con enorme potenza. È una delle tecniche di attacco più forti di Victor. Nella finale contro la Dragon Link la evolve nella Rovesciata Micidiale L3 (Death Drop G3).
- Tornado di Fuoco Doppia Direzione (Fire Tornado Double Drive, ファイアトルネードDD（ダブルドライブ）?, Faia torunēdo daburu doraibu):

Tecnica di tiro che Arion sviluppa in coppia con Victor, nel corso della finale del torneo Cammino Imperiale. Arion e Victor saltano in contemporanea, e vengono avvolti da un turbine di fuoco. Quando i due raggiungono il pallone, le fiamme vengono incanalate nei piedi dei due, e dopo ciò Victor e Arion calciano contemporaneamente, facendo così incanalare le fiamme nel pallone, che schizza in porta con immane potenza e violenza. La tecnica viene suggerita da Victor, che consiglia ad Arion di unire assieme a lui il Tornado di Fuoco originale, cioè calciato col piede sinistro, con una tecnica complementare, ma usata col piede destro. Nel film Inazuma Eleven - Chō jigen dream match la tecnica è usata anche in combinazione con Axel Blaze, il quale come Arion calcia col piede sinistro.
- Pioggia di Zolfo (Joker Rains, ジョーカーレインズ?, Jōkā reinzu):

Tecnica di tiro combinata con Riccardo. Riccardo e Victor saltano e sferzano diverse volte coi piedi il pallone, che accumula grande potenza. A questo punto i due colpiscono il pallone con la suola del piede ed esso schizza in porta carico di elettricità nera. I due la sviluppano nel gioco e nel film Kyūkyoku no kizuna Gryphon
- Tripla Minaccia (Evolution, エボリューション?, Eboryūshon):

Tecnica combinata con Riccardo e Arion, è l'unione delle tecniche Pioggia di Zolfo e Furia del Vento. Arion, Riccardo e Victor corrono formando una V. Riccardo e Victor saltano e colpiscono il pallone con il tallone (Pioggia di Zolfo), e Arion colpisce la palla a sua volta (Furia del Vento), scaraventandola in porta con grande potenza e violenza. Compare nel gioco e nel film Kyūkyoku no kizuna Gryphon.
- Tiro Portentoso (Devil Burst, デビルバースト?, Debiru bāsuto):

Tecnica di tiro che appare nel videogioco, nel film Kyūkyoku no kizuna Gryphon, nell'episodio 28 della serie Chrono Stones e nell'episodio 3 della serie Galaxy. A Victor spuntano due ali di energia oscura dalla schiena, grazie alle quali salta fino a raggiungere il pallone. Poi le ali vengono incanalate nel piede di Victor, che colpisce il pallone scaraventandolo in porta.
- Tornado di Fuoco Tripla Direzione

 (ファイアトルネードTC（トリプルクラッシャー）?, Faia torunēdo toripuru kurasshā):
Tecnica comparsa nel gioco Inazuma Eleven GO: Chrono Stones e nel film Gekijōban Inazuma Eleven GO vs Danball senki W. Usata in combinazione con Arion e Goldie, è un'evoluzione del Tornado di Fuoco Doppia Direzione. Arion e Victor saltano come nel Tornado di Fuoco Doppia Direzione e vengono avvolti da turbine di fuoco; Goldie salta ruotando intorno alla palla, illuminandola e spedendola fra Arion e Victor; infine, i tre la colpiscono contemporaneamente, Arion col piede sinistro, Victor col piede destro e Goldie con le suole dei piedi, quindi la palla schizza in porta con immane potenza e violenza.
- Impeto Doppio (Great Blaster, グレイトブラスター?, Gureito burasutā):

Usata in combinazione con Bailong nel gioco Inazuma Eleven GO Chrono Stones e nel gioco Inazuma Eleven GO Strikers 2013. Bailong e Victor spostano all'indietro rispettivamente il braccio destro e il braccio sinistro. A questo comando la palla si alza in aria e accumula contemporaneamente luce bianca e blu. Bailong e Victor calciano a mezz'aria il pallone rispettivamente col piede sinistro e col piede destro, e la palla si dirige in porta contornata di strisce di fuoco lucenti.
- Mixi Max:

Nella serie Inazuma Eleven GO: Chrono Stones Victor fonde la sua aura con quella di Soji Okita. I suoi capelli diventano più lunghi e viola ed anche i suoi occhi diventano viola, mentre il colore della pelle diventa più scuro; inoltre, diventa molto più veloce. Con questa fusione ha sviluppato la tecnica Katana Crisantemo.
- Katana Crisantemo (Kiku Ichimonji, 菊一文字? lett. "Linea Diretta del Crisantemo"):

Tecnica usata con l'aura di Soji Okita. Dopo aver aspettato che la palla abbia rimbalzato, Victor scatta verso di essa per poi calciarla con un movimento rapido. A questo punto, la palla assume la forma di un crisantemo giallo/dorato, da cui il nome della tecnica, per poi andare verso la porta con una scia bianca e arancione a forma di punta di spada.
- Totem: Ookami (オオカミ? lett. "Lupo"):

Usata in Inazuma Eleven GO: Galaxy. Victor si trasforma in un lupo nero. Appare per la prima volta nell'episodio 39, quando Victor è il capitano della Falam Medius, durante la sfida contro la Earth Eleven.
- Tecnica con Totem:

Tecnica di tiro. Victor salta e ruota intorno alla palla, diventando una ruota blu scura e viola, e spedisce la palla in porta.
- Stoccata Invertita (Bicycle Sword, バイシクルソード?, Baishikuru sōdo):

Tecnica di tiro apparsa per la prima volta nell'episodio 6 della serie Inazuma Eleven GO: Galaxy. Victor salta e colpisce la palla in rovesciata, caricandola di energia oscura e spedendola in porta con potenza dopo essersi voltato.
- Alba Nera (Black Dawn, ブラックドーン?, Burakku dōn):

Tecnica di tiro usata in Inazuma Eleven GO: Galaxy in combinazione con Falco Flashman nell'episodio 41, durante la sfida contro la Flotta Ixal. Falco calcia indietro la palla a Victor, il quale la tira in avanti; la palla viene avvolta da energia oscura, mentre Falco corre velocemente per raggiungerla. Dopodiché, essa curva verso l'alto e Falco salta e tira; la palla viene avvolta da un'aura simile ad un'eclissi solare e si dirige in porta.
- Energia Infinita della Terra (The Earth Infinity, ジ･アース∞（インフィニティ）?, Ji āsu infiniti):

Tecnica di tiro usata in Inazuma Eleven GO: Galaxy in combinazione con Arion e Riccardo, nell'episodio 43, durante la sfida contro la Flotta Ixal. È l'evoluzione della tecnica Energia della Terra. La palla si carica di energia e Arion, Riccardo e Victor saltano con la palla; quest'ultima poi si ferma e intorno ad essa si forma una sfera di energia che continua ad accumulare energia; quindi i tre colpiscono la palla, che si dirige in porta insieme ad un potentissimo raggio d'energia.

### Michael Ballzack
Michael Ballzack, nome originale Norihito Kurama (倉間 典人?, Kurama Norihito), attaccante, numero 11 e numero 17 nella serie Chrono Stones

Doppiato in giapponese da Ayahi Takagaki e in italiano da Fabrizio Valezano

È un tipo schivo, solitario e a volte brusco che frequenta il secondo anno alla Raimon. Ha i capelli grigio ghiaccio di un cui un ciuffo gli cade sull'occhio sinistro ed è di carnagione scura. Sembra non sopportare le decisioni del suo capitano e neanche la presenza di Arion. Non va contro le decisioni del Quinto Settore, anzi le accetta senza discutere troppo, almeno all'inizio. Nella serie Inazuma Eleven GO: Chrono Stones passa la maglia numero 11 a Fey Rune per indossare la numero 17. Nella stessa serie, inoltre, abbandona la squadra per poco tempo (dall'episodio 6 fino al 17), condizionato dal lavaggio del cervello della El Dorado. Le sue tecniche sono:
- Serpente a Sonagli (Sidewinder, サイドワインダー?, Saidowaindā):

La prima tecnica di tiro di Michael. Egli prende la palla tra i piedi e la lancia in aria. Dopodiché, salta e colpisce la palla prima col piede sinistro, per accumulare potenza, poi col piede destro, e così scaraventa in porta la palla, che viene accompagnata da un minaccioso crotalo. È un tiro di bassa potenza, parato facilmente da quasi tutti i portieri. La evolverà nel Serpente a Sonagli Livello 2 (Sidewinder V2).
- Scoccata di Balista (Ballista Shot, バリスタショット?, Barisuta shotto):

Tecnica di tiro originaria di Cronus Fourseasons del Collegio Monte Olimpo, usata da Michael solo nel gioco. Egli fa un giro su sé stesso ed evoca una grande balista. Dopodiché tira contemporaneamente alla balista, e la palla viene potenziata da una grande lancia verde, schizzando in porta.
- Ruggito della Tigre (Tiger Drive, タイガードライブ?, Taigā doraibu):

Michael evoca una tigre che appare dietro di lui, poi accumula energia nel piede, che viene coperto da un'aura di energia gialla, e tira, quindi la tigre insegue la palla verso la porta. Michael la usa solo nel gioco Inazuma Eleven GO: Chrono Stones.

### Shunsuke Aoyama
Shunsuke "Shun" Aoyama (青山 俊介?, Aoyama Shunsuke), centrocampista della seconda squadra della Raimon col numero 6, poi centrocampista della Raimon col numero 12

Doppiato in giapponese da Ayahi Takagaki e in italiano da Alessandro Pili

È uno dei membri della seconda squadra della Raimon. Ha i capelli marroni e la carnagione pallida ed è un personaggio timido e riservato, sempre in coppia con Hugues. Nell'episodio 19 entrerà anche lui a far parte della Raimon. Dal suo ingresso in squadra, come Hugues, non gioca praticamente mai eccetto nell'episodio 35 quando subentra in campo al posto dell'infortunato Adé, giocando per la prima volta, e nell'episodio 44 durante la finale del Cammino Imperiale. Nella serie Inazuma Eleven GO: Chrono Stones abbandona la squadra per poco tempo (dall'episodio 6 fino al 17), condizionato dal lavaggio del cervello della El Dorado. Il soprannome "Shun" è stato aggiunto nella versione italiana. Le sue tecniche sono:
- Toccata e Fuga (Presto Turn, プレストターン?, Puresuto tān):

Tecnica di dribbling usata da Riccardo. Shunsuke fa dei palleggi sulle ginocchia e, mentre l'avversario non se lo aspetta, Shunsuke esegue uno scatto fulmineo e lo dribbla.
- Incrocio Esplosivo (Britannia Cross, ブリタニアクロス?, Buritania kurosu):

Usata con Hugues Baudet. Hugues e Shunsuke saltano con la palla e formano una X a mezz'aria. Un cerchio runico appare sopra l'avversario e i due calciano verso l'avversario la palla, che viene accompagnata da una X rossa simile a quella del Calcio Rovesciato X di Héctor. La tecnica è originaria della Royal Academy ed è usata da Hugues e Shunsuke solo nell'anime.

### Hugues Baudet
Hugues Baudet, nome originale Nanasuke Ichino (一乃 七助?, Ichino Nanasuke), centrocampista e capitano della seconda squadra della Raimon col numero 9, poi centrocampista della Raimon col numero 13

Doppiato in giapponese da Fumiko Orikasa e in italiano da ?

Ha i capelli color bianco perla con due ciocche laterali rosse e gli occhi blu. Inizialmente, è il capitano della seconda squadra della Raimon. Successivamente alla sconfitta della sua squadra contro Victor, decide di sciogliere ufficialmente la squadra a causa dell'umiliazione subita. Lo si vede spesso in coppia con Shunsuke Aoyama, e con lui segue spesso le partite della Raimon. Nell'episodio 19 entrerà ufficialmente a far parte della Raimon. Dal suo arrivo in squadra, non gioca praticamente mai; fa il suo esordio ufficiale nell'episodio 44, nella finale del Cammino Imperiale. Nella serie Inazuma Eleven GO: Chrono Stones abbandona la squadra per poco tempo (dall'episodio 6 fino al 17), condizionato dal lavaggio del cervello della El Dorado. Usa la tecnica:
- Incrocio Esplosivo (Britannia Cross, ブリタニアクロス?, Buritania kurosu):

Usata con Shunsuke Aoyama. Hugues e Shunsuke saltano con la palla e formano una X a mezz'aria. Un cerchio runico appare sopra l'avversario e i due calciano verso l'avversario la palla, che viene accompagnata da una X rossa simile a quella del Calcio Rovesciato X di Héctor. La tecnica è originaria della Royal Academy ed è usata da Hugues e Shunsuke solo nell'anime.

### Ryoma Nishiki
Ryoma Nishiki, nome originale Ryōma Nishiki (錦 龍馬?, Nishiki Ryōma), centrocampista, numero 14

Doppiato in giapponese da Ryō Iwasaki e in italiano da Gabriele Marchingiglio

È molto forzuto e porta un vistoso e lungo codino nero. Ha giocato nella seconda squadra insieme a Riccardo, Gabriel e altri. Ha giocato anche nella Italian League inizialmente come attaccante, poi è diventato un centrocampista; in quel periodo era allenato da Kevin Dragonfly (Ryūgo Someoka), l'unico capace di tirar fuori da Ryoma la sua forza di calciatore. Adora il suo maestro Kevin sia per i suoi metodi di allenamento che per i suoi deliziosi onigiri. Entra a far parte della Raimon nell'episodio 27, durante la partita contro l'Alpine. Il suo temperamento e la sua essenza ricordano molto quelli di un samurai; Ryoma infatti è rimasto profondamente colpito dal modo di vivere e dallo stile dell'antica casta giapponese, tanto da diventarne un fiero "rappresentante". Nella sfida contro la Kirkwood, Ryoma viene schierato da Jude come attaccante, facendo retrocedere Victor nel ruolo di centrocampista. Nel gioco Inazuma Eleven GO: Chrono Stones e nel film Gekijōban Inazuma Eleven GO vs Danball senki W si unisce alla Shinsei Inazuma Japan. Le sue tecniche sono:
- Difesa Acrobatica (Acrobat Keep, アクロバットキープ?, Akurobatto kīpu):

Tecnica di dribbling usata per la prima volta contro la Alpine. Ryoma salta, con la palla al piede, ed effettuando dei movimenti acrobatici evita l'avversario, evitandolo.
- Spirito Guerriero: Grande Samurai Musashi (Sengoku Bushin Musashi, 戦国武神ムサシ? lett. "Musashi Dio della Guerra del Sengoku"):

Ryoma aveva già tentato di evocare questo Spirito Guerriero, senza successo. Nella partita contro la Kirkwood, lo realizza definitivamente. Ryoma evoca un enorme shōgun armato di due katane giganti. Nell'episodio 29 della serie Chrono Stone Ryoma realizza l'Armatura del suo Spirito Guerriero.
- Stoccata del Samurai (Bushin Renzan, 武神連斬? lett. "Uccisione di Gruppo del Dio della Guerra"):

Tecnica di tiro dello Spirito Guerriero di Ryoma nell'episodio 31, usata sempre nella sfida con la Kirkwood. Ryoma salta e, mentre colpisce prima con la sua destra e poi con la sinistra il pallone, che intanto si è caricato di energia rossa, il Grande Samurai Musashi lo colpisce contemporaneamente con le sue katana; Ryoma scaraventa poi la palla in porta con un potente tiro.
- Tiro Ancestrale (Denrai Hōtō, 伝来宝刀? lett. "Antica Spada Custodita"):

Tecnica di tiro di Ryoma eseguita per la prima volta nell'episodio 35 contro l'Istituto Miraggio. Ryoma alza la gamba destra, materializzando una katana lucente su di essa; dopodiché colpisce il pallone, il quale crea una scia nel terreno e si dirige in porta.
- Dragone Sorgente (Noboriryū, 昇り龍? lett. "Cavalca-Draghi"):

Ryoma evoca un drago dal suolo, che prende in bocca la palla. Quindi Ryoma sale sul drago per dribblare. Questa tecnica compare solo nel videogioco e nel film Kyūkyoku no kizuna Gryphon.
- Mixi Max:

Nella serie Inazuma Eleven GO: Chrono Stones Ryoma fonde la sua aura con quella di Ryoma Sakamoto. I suoi capelli diventano blu e finiscono in trecce. Con questa fusione sviluppa la tecnica Corrente Nera.
- Corrente Nera (Kuroshio Ride, クロシオライド?, Kuroshio raido):

Tecnica usata con l'aura di Ryoma Sakamoto. Ryoma genera un immenso drago d'acqua, che afferra la palla nella sua bocca e travolge l'avversario, dribblandolo. La Kuroshio è una corrente oceanica del Pacifico.

### Aitor Cazador
Aitor Cazador, nome originale Masaki Kariya (狩屋 マサキ?, Kariya Masaki), difensore, numero 15

Doppiato in giapponese da Yūki Tai e in italiano da Jacopo Calatroni

È un nuovo arrivato della Raimon, e frequenta il primo anno. Ha i capelli celesti lunghi e gli occhi dalle pupille gialle. Entra ufficialmente in squadra nell'episodio 21, dimostrando di avere subito un'ottima abilità difensiva. Inizialmente si direbbe un ragazzino tranquillo, ma nasconde una personalità inquietante. Entra in conflitto con Gabriel, facendo di tutto per toglierlo di mezzo dalla squadra. Nell'episodio 22 egli rivela proprio a Gabriel di essere un giocatore mandato dal Quinto Settore, un Imperiale, ma poco dopo Gabriel capirà che si è trattata di una bugia per attirare su di sé l'attenzione. La signorina Schiller ha rivelato inoltre a Mark il difficile passato del ragazzino, sempre da solo, isolato dagli altri. Nella serie Inazuma Eleven GO: Chrono Stones abbandona la squadra per poco tempo (dall'episodio 6 fino al 17), condizionato dal lavaggio del cervello della El Dorado. Nonostante sembri avere ancora qualche seme di rivalità nei confronti di Gabriel, nell'episodio 18 finge di avere un dolore allo stomaco per far sì che Gabriel prenda il suo posto nella spedizione temporale. Nell'episodio 37 si scopre che è ofidiofobico, cioè ha paura dei serpenti. Nel gioco Inazuma Eleven GO: Chrono Stones e nel film Gekijōban Inazuma Eleven GO vs Danball senki W si unisce alla Shinsei Inazuma Japan. Il termine "cazador" del suo nome europeo significa "cacciatore" in spagnolo, e anche il primo kanji del suo cognome originale significa "caccia". Le sue tecniche sono:
- Rete da Caccia (Hunter's Net, ハンターズネット?, Hantāzu netto):

Tecnica di difesa. Aitor crea con un movimento delle mani una rete viola con cui intercetta ed intrappola la palla. Viene usata per la prima volta contro l'Età dell'Oro, riuscendo a vanificare il Pinguino Imperatore n° 2 del tridente d'attacco della squadra. Può essere usata anche per fermare gli avversari e respingere via il pallone. Nell'episodio 29 della serie Chrono Stone la evolve nella Rete da Caccia Livello 2 (Hunter's Net V2).
- Balzo Boom (Kattobi Defense, かっとびディフェンス?, Kattobi difensu, lett. "Difesa Aerea"):

Tecnica di difesa usata in coppia con Jean-Pierre. Quest'ultimo salta e mentre sta scendendo, Aitor lo spinge in avanti con le gambe permettendogli di intercettare la palla. È usata anche per bloccare i tiri. Originariamente la tecnica doveva essere eseguita da Arion e Jean-Pierre.

### Lucian Dark
Lucian Dark, nome originale Hikaru Kageyama (影山 輝?, Kageyama Hikaru), attaccante, numero 16

Doppiato in giapponese da Ayumi Fujimura e in italiano da Annalisa Longo

È uno degli attaccanti della Raimon, frequenta il primo anno ed ha i capelli viola chiaro cespugliosi. È una persona tranquilla e disponibile, come si vede nell'episodio 33 quando si interessa del problema di Wanli con Harrold. Si lascia facilmente trascinare dall'entusiasmo di Arion e Jean-Pierre. È il nipote del malvagio, poi redento, Ray Dark (Reiji Kageyama). Appare per la prima volta nell'episodio 24. A prima vista appare goffo e maldestro, tanto da venir preso in giro da Aitor. Dimostra tuttavia un grande potenziale nel tiro, pur essendo un principiante, semplicemente per aver visto Michael tirare. Nella serie Inazuma Eleven GO: Chrono Stones abbandona la squadra per poco tempo (dall'episodio 6 fino al 17), condizionato dal lavaggio del cervello della El Dorado. Il nome si basa su una contrapposizione tra luce e ombra: nel nome originale Hikaru (輝?) significa "splendore" e Kageyama (影山?) significa "montagna dell'ombra", mentre il nome europeo Lucian deriva dal latino lux, lucis, ovvero "luce", e il cognome da dark, che in inglese significa "scuro", "buio". Usa la tecnica:
- Stella Nera (Extend Zone, エクステンドゾーン?, Ekusutendo zōn):

Tecnica usata per la prima volta nell'episodio 35 contro l'Istituto Miraggio. Lucian fa ruotare la palla, e la rotazione genera una dimensione viola molto grande. Successivamente Lucian salta e tira, facendo rientrare il pallone nella dimensione originale e dirigendolo in porta con grande velocità.

### Ex-membri
Sven Johansson, nome originale Motonari Kosaka (小坂 元成?, Kosaka Motonari), ex-difensore della Raimon, numero 5

Doppiato in giapponese da Gō Shinomiya e in italiano da ?

Personaggio schivo e riservato, è uno dei primi difensori della Raimon; ha i capelli biondo-marrone a forma di "V". Nonostante compaia all'inizio della serie, durante la sfida contro la Kirkwood dell'anno prima nella finale del Cammino Imperiale, persa 2-1 dalla Raimon, Sven non appare come titolare; infatti compare al suo posto un giocatore il cui nome è sconosciuto. Contro i Cavalieri Oscuri non lo si vede per niente in azione e abbandona la squadra nell'episodio 3, dopo la partita, confessando di aver paura del Quinto Settore. Sarà rimpiazzato da Jean-Pierre.
Lars Dijkstra, nome originale Tatsuya Mizumori (水森 竜也?, Mizumori Tatsuya), ex-centrocampista della Raimon, numero 8

Doppiato in giapponese da Kiyotaka Furushima e in italiano da ?

Arrogante, brusco e presuntuoso, ha i capelli biondo senape simili a tentacoli e la carnagione mulatta; è uno dei primi centrocampisti della Raimon. Nonostante compaia all'inizio della serie, durante la sfida contro la Kirkwood dell'anno prima nella finale del Cammino Imperiale, persa 2-1 dalla Raimon, Lars non appare come titolare; infatti compare al suo posto un giocatore il cui nome è sconosciuto. Nella sfida contro i Cavalieri Oscuri abbandona la partita all'inizio del secondo tempo. Abbandona la squadra nell'episodio 3, subito dopo la partita contro i Cavalieri Oscuri, dicendo di essersi stufato di essa, poiché il calcio per lui è solo un modo per guadagnare punti nel curriculum scolastico; in realtà si dimette a causa del Quinto Settore. Sarà rimpiazzato da Arion.
Doug McArthur, nome originale Atsushi Minamisawa (南沢 篤志?, Minamisawa Atsushi), ex-attaccante della Raimon, poi attaccante dell'Accademia Militare Mare Lunare, numero 10

Doppiato in giapponese da Yūki Kaji e in italiano da Federico Viola

È un tipo arrogante e altezzoso e non ha un ruolo di grande rilevanza. È uno dei primi attaccanti della Raimon, ha i capelli viola e gli occhi bordeaux con delle linee color sabbia. Come ha ammesso lui stesso, non s'interessa della Raimon e del calcio: ha scelto di entrare nella Raimon solo per salire di grado, non per giocare con i suoi compagni. Infatti, nell'episodio 11 abbandona la squadra per lasciare il posto a Victor. Nell'episodio 22 Doug riappare dopo ben undici episodi con la maglia di una nuova squadra, l'Accademia Militare Mare Lunare, che partecipa al torneo del Cammino imperiale; con in suoi nuovi compagni è determinato a sconfiggere i "traditori" della Raimon, nonostante siano suoi ex-compagni. Solo a fine partita, dopo la sconfitta, riconosce di aver perso e si degna di salutare Arion. Doug riappare nell'episodio 37 insieme al suo capitano Alessandro Il Grande alla Raimon per aiutare Jean-Pierre a realizzare il suo Spirito Guerriero e assiste, sempre assieme ad Alessandro, alla semifinale e alla finale del torneo del Cammino imperiale. In Inazuma Eleven GO: Galaxy entra a far parte della Resistenza del Sol Levante. Il suo nome europeo può derivare da quello del generale statunitense della seconda guerra mondiale Douglas MacArthur; anche altri giocatori dell'Accademia Militare Mare Lunare hanno infatti nomi europei derivati da quelli di generali del passato. Usa le tecniche:
- Tiro Sonico (Sonic Shot, ソニックショット?, Sonikku shotto):

Doug colpisce il pallone che illuminato va in porta, penetrando la barriera del suono. È tuttavia un tiro di bassa potenza; quando però Doug passa all'Accademia Militare Mare Lunare il tiro viene potenziato.
- Mina Terrestre (Claymore, クレイモア?, Kureimoa):

Doug usa questa tecnica solo nel gioco, quando passa all'Accademia Militare Mare Lunare. Egli salta e dà una tallonata alla palla, sotterrandola, e con un gesto della mano la trasforma in una "trappola di spine".

### Seconda squadra della Raimon
Nome originale - Second Team (セカンドチーム?, Sekando Chīmu)
È la squadra di riserva della Raimon. Viene sciolta nell'episodio 3 dal capitano Hugues Baudet a causa dell'umiliazione subita ad opera di Victor Blade. Viene poi riformata nell'episodio 40, quando essa gioca una partita amichevole con Hugues e Shunsuke che ritornano nei loro ruoli originali. Usano lo schema di gioco 4-4-2 e la loro divisa è la stessa della prima squadra con la differenza che la maglietta è bianca a righe gialle sulle spalle, i pantaloncini giallo-blu e i calzettoni bianchi. Non possiedono riserve né nell'anime né nel gioco. La squadra compare anche alla fine di Inazuma Eleven GO: Galaxy (nell'anime nell'episodio 43).
Montaña "Buzz" Tábano, nome originale Tamotsu Abuyama (虻山 保?, Abuyama Tamotsu), portiere, numero 1

Doppiato in giapponese da Kiyotaka Furushima e in italiano da ?

Grosso di statura, ha i capelli blu scuro alzati e attraversati da una fascia gialla e gli occhi neri.
Tom Gato, nome originale Satoru Sakisaka (向坂 悟?, Sakisaka Satoru), difensore, numero 2

Doppiato in giapponese da Yūki Kaji e in italiano da ?

Ha i capelli grigio scuro e gli occhi verde chiaro.
Joaquín "Quini" Coronado, nome originale Hisashi Morisugi (森杉 久?, Morisugi Hisashi), difensore, numero 3

Ha i capelli marrone scuro-rosso alzati, gli occhi neri, la pelle scura, e dei vistosi canini.
Conant "Cob" Ó Briain, nome originale Gamon Momoyama (桃山 我聞?, Momoyama Gamon), difensore, numero 4

Doppiato in giapponese da Haruka Tomatsu e in italiano da ?

Ha i capelli arancioni e gli occhi azzurri.
Sirius Starsky, nome originale Ryūhei Hoshino (星野 隆平?, Hoshino Ryūhei), difensore, numero 5

Doppiato in giapponese da Yū Kobayashi e in italiano da Jacopo calatroni

Ha i capelli color indaco con una stellina tra essi e gli occhi neri.
Shunsuke "Shun" Aoyama (青山 俊介?, Aoyama Shunsuke), centrocampista, numero 6
Bucky Woodchuck, nome originale Kenta Risuno (梨巣野 ケン太?, Risuno Kenta), centrocampista, numero 7

Basso di statura, ha i capelli blu scuro, gli occhi neri e un dentone sporgente.
Punkie Mahican, nome originale Kanta Mohi (茂日 寛太?, Mohi Kanta), centrocampista, numero 8

Doppiato in giapponese da Tōru Nara e in italiano da ?

Basso e tarchiato, ha i capelli grigio scuro con la cresta, gli occhi neri e la pelle scura.
Hugues Baudet, nome originale Nanasuke Ichino (一乃 七助?, Ichino Nanasuke), centrocampista e capitano, numero 9
Jagur Meister, nome originale Raita Ishikari (石狩 雷太?, Ishikari Raita), attaccante, numero 10

Doppiato in giapponese da Gō Shinomiya e in italiano da ?

Dalla carnagione scura e dal fisico possente, ha i capelli viola con una treccia, gli occhi neri e la pelle scura.
Friedrich Schiller, nome originale Shūgo Kira (吉良 周吾?, Kira Shūgo), attaccante, numero 11

Doppiato in giapponese da Jun Konno e in italiano da ?

Ha i capelli e gli occhi neri. Sulla rivista Nintendo Dream di marzo 2012 viene detto che è imparentato con Aquilina Schiller (Hitomiko Kira). Il suo nome europeo è lo stesso del poeta tedesco Friedrich Shiller.

### Staff della squadra
Skie Blue, nome originale Aoi Sorano (空野 葵?, Sorano Aoi), manager

Doppiata in giapponese da Sayaka Kitahara e in italiano da Martina Felli

Grande amica di Arion sin dai tempi dell'infanzia, è una ragazza educata e gentile, studentessa del primo anno. È "la Silvia" del futuro, anche se dimostra di avere un carattere più forte. È presente anche in Inazuma Eleven GO: Chrono Stones, come manager della Raimon e dell'El Dorado Team 3, e Inazuma Eleven GO: Galaxy: in quest'ultimo è una delle manager dell'Inazuma Japan, e porta i capelli a caschetto. È "la Silvia" del futuro, anche se in lei si possono trovare tratti sia di Silvia che di Celia.

La parola Sora (空?) significa "cielo" mentre Aoi può significare "blu", ma è scritto con un ideogramma diverso, e no indica il complemento di specificazione se è scritto in hiragana e non in kanji come nel nome; quindi il nome giapponese di Skie assomiglia all'espressione che significa "il blu del cielo" (空の青い?, Sora no aoi). Anche nel nome europeo Skie ricorda sky che in inglese significa "cielo" e Blue significa "blu".
Jade Greene, nome originale Midori Seto (瀬戸 水鳥?, Seto Midori), manager

Doppiata in giapponese da Mina e in italiano da Beatrice Caggiula

Studentessa del secondo anno, ha un carattere potente e deciso, che nasconde la parte più dolce del suo essere (si può definire tsundere). Si considera la più grande tifosa di Arion, al quale dimostra il suo affetto con pacche sulla schiena e rimproveri quasi materni. È "la Nelly" del futuro, con un pizzico di ironia in più. È presente anche in Inazuma Eleven GO: Chrono Stones, come manager della Raimon e dell'El Dorado Team 1.

Midori può significare "verde", ma è scritto con ideogrammi diversi. Anche il cognome europeo, Greene, assomiglia a green, "verde".
Rosie Redd, nome originale Akane Yamana (山菜 茜?, Yamana Akane), manager

Doppiata in giapponese da Yurin e in italiano da Anna Mazza

Anch'essa studentessa del secondo anno, ha una personalità cordiale e tranquilla. Con Celia ha in comune soltanto la passione per la fotografia, poiché sembra essere più dolce e assolutamente priva di carattere. Ha una cotta per Riccardo, che soprannomina "capitano Riccardo" (Shin-sama in originale, che tradotto significa "signor Shin" o "capo Shin"), anche se questi la ignora del tutto. È presente anche in Inazuma Eleven GO: Chrono Stones, come manager della Raimon e dell'El Dorado Team 2.

Aka può significare "rosso", ma è scritto con un ideogramma diverso, dato che in questo nome si tratta di un unico kanji che si pronuncia akane. Anche il cognome europeo, Redd, assomiglia a red, "rosso".
Percival "Percy" Travis, allenatore

Doppiato in giapponese da Hiroki Tōchi e in italiano da Pino Pirovano

Ex allenatore dell'Inazuma Japan, in questa serie è inizialmente l'allenatore della Raimon, ma viene licenziato da Goldwin per non aver rispettato il punteggio imposto dal Quinto Settore nella partita contro l'Istituto Superiore per Prodigi. Si fa quindi aiutare da William Glass per entrare nel sito del Quinto settore ed inserire i dati di Mark, in modo che diventi il nuovo allenatore. È un membro della Resistenza.
Celia Hills, manager ed insegnante della Raimon

Doppiata in giapponese da Hinako Sasaki e in italiano da Debora Magnaghi

In questa serie, Celia appare esattamente nel primo episodio, dove accompagna Arion, allora nuovo studente della Raimon, a fare un giro turistico. Quando Arion entra in squadra, Celia inizierà a seguire la squadra, trovandosi nuovamente nella panchina della Raimon.
Mark Evans, allenatore

Doppiato in giapponese da Junko Takeuchi e in italiano da Renato Novara

In questa serie, Mark subentra come allenatore della Raimon al posto di Percy Travis. Mark appare ufficialmente nell'episodio 7 della serie. Si dimostra un allenatore dalle scelte impeccabili ed imbattibili, anche se ogni tanto le sue decisioni sconcertano i suoi giocatori. È sposato con Nelly Raimon nell'anime e nella versione Luce del videogioco, mentre nella versione Ombra è sposato con Camelia Travis. Si ritira per indagare sul Quinto settore dopo la partita con la Alpine (episodio 27). Ritorna poi allenatore della Raimon dopo l'infortunio di Riccardo (episodio 40).
Jude Sharp, allenatore poi vice-allenatore

Doppiato in giapponese da Hiroyuki Yoshino e in italiano da Luigi Rosa

Allenatore della Royal Academy, passa alla Raimon dopo la partita tra Raimon e Royal come vice-allenatore. Quando Mark gli dice di dover partire gli dà la carica di allenatore e al ritorno di Mark ritorna vice-allenatore.

## Squadre del Cammino imperiale

### Collegio Via Lattea
Nome originale - Tengawara (天河原?)
La prima squadra che affronta la Raimon agli ottavi di qualificazione. L'allenatrice della squadra è Diana Tamm, nome originale Michiko Mizuki (観月 路子?, Mizuki Michiko), e i giocatori sono arroganti e giocano in maniera scorretta. Sembra tuttavia una squadra molto debole poiché verrà sconfitta da una Raimon in cui gli unici a giocare veramente sono Arion, Jean-Pierre, Riccardo e Samguk. Nell'anime nessun giocatore del Collegio Via Lattea, eccetto l'Imperiale Zaphod Riker, usa tecniche micidiali. Usano lo schema di gioco 3-4-3 e la loro maglietta è bianca con una striscia rossa al centro e le maniche nere, mentre i calzettoni sono neri e i calzoncini sono rossi a righe nere.
Starbuck Rogers, nome originale Jūji Minami (三波 十次?, Minami Jūji), portiere, numero 1

Indossa una fascia nera ed ha i capelli bianchi con un grosso ciuffo. Non ha tecniche speciali nell'anime, ma nel gioco usa la tecnica:
- Turbo Pugno (Rapid Whip, ラピッドウイップ?, Rapiddo uippu):

Starbuck rotea il braccio per poi colpire tre volte col pugno la palla, respingendola.
Worff Chewback, nome originale Ginta Kawasaki (河崎 銀太?, Kawasaki Ginta), difensore, numero 2

Grosso di statura, ha la carnagione scura e delle treccine. Il nome europeo è un probabile riferimento a Chewbecca, il co-pilota Wookiee di Ian Solo nella saga di Guerre stellari.
Dart H. Cylon, nome originale Yoshinobu Itokawa (糸川 吉信?, Itokawa Yoshinobu), difensore, numero 3

Alto di statura, ha i capelli neri con un ciuffo bianco che gli cadono sulla spalla. Usa nel gioco la tecnica:
- Colpi in Serie (Mad Juggler, マッドジャグラー?, Maddo jagurā).

Tecnica di difesa molto violenta. Dart colpisce la palla ripetutamente buttandola contro il petto dell'avversario, facendolo salire in alto per poi farlo cadere a terra, stordito.
Scotty O'Brien, nome originale Seigo Kashio (樫尾 星五?, Kashio Seigo), difensore, numero 4

Ha i capelli cespugliosi marroni e un naso appuntito. Porta sempre un paio di cuffie color verde acqua al collo, anche in partita. Usa nel gioco la tecnica Colpi in Serie (Mad Juggler, マッドジャグラー?, Maddo jagurā).
Billy-Lee Adarma, nome originale Kin'ya Higashi (比嘉志 欣也?, Higashi Kin'ya), centrocampista, numero 5

Basso di statura, ha i capelli rosso-violetto. Usa le tecniche:
- Pirocinesi (Endless Summer, エンドレスサマー?, Endoresu samā):

Tecnica di dribbling usata solo nel gioco. Billy-Lee lancia la palla contro la faccia dell'avversario e, colpendo il pallone dal basso generando una fiammata, comincia a farlo roteare verso l'alto per farlo ricadere a terra, per poi poter proseguire indisturbato.
- Colpi in Serie (Mad Juggler, マッドジャグラー?, Maddo jagurā):

Tecnica usata solo nel gioco.
Zaphod Riker, nome originale Hideki Hayabusa (隼総 英聖?, Hayabusa Hideki), centrocampista, numero 6, Imperiale

Doppiato in giapponese da Genki Muro e in italiano da Paolo De Santis

L'unico Imperiale del Collegio Via Lattea. Ha i capelli viola e sembra una ragazza. Hayabusa, scritto con solo il primo ideogramma del cognome originale (隼), significa "falco pellegrino". Usa:
- Spirito Guerriero:  Falcone Tonante Soprannaturale (Chōjin Falco, 超人ファルコ?, Chōjin Faruko, lett. "Superuomo Falco"):

Spirito Guerriero simile ad un falco.
- Ali di Falco (Falco Wing, ファルコウィング?, Faruko wingu):

Tecnica con Spirito Guerriero: Zaphod salta e colpisce la palla andando più in alto. Poi colpisce la palla una seconda volta, tirandola col tallone, e lo Spirito Guerriero la colpisce con i suoi artigli, formando una X.
- Colpi in Serie (Mad Juggler, マッドジャグラー?, Maddo jagurā):

Tecnica usata solo nel gioco.
Cyber Dalekman, nome originale Mizunari Harei (晴井 水成?, Harei Mizunari), centrocampista, numero 7

Molto basso di statura, indossa un casco bianco a lenti rosse. Usa nel gioco la tecnica Colpi in Serie (Mad Juggler, マッドジャグラー?, Maddo jagurā).
Lucas Skywalk, nome originale Yoichi Nishinosora (西野空 宵一?, Nishinosora Yoichi), centrocampista, numero 8

Ha i capelli lunghi biondi e indossa degli occhialetti. È molto sarcastico e adora prendere in giro la Raimon. Il nome europeo è un probabile riferimento al personaggio della saga di Guerre stellari Luke Skywalker e a George Lucas, l'autore della saga. Usa nel gioco la tecnica Colpi in Serie (Mad Juggler, マッドジャグラー?, Maddo jagurā).
Jimmy Kyrk, nome originale Ichiban Kita (喜多 一番?, Kita Ichiban), attaccante e capitano, numero 9

Doppiato in giapponese da Jun Konno e in italiano da ?

Ha i capelli arancioni raccolti in un fermaglio bianco e una personalità più calma e tranquilla rispetto ai suoi compagni. Odia i punteggi già fatti del Quinto settore. Usa nel gioco la tecnica Colpi in Serie (Mad Juggler, マッドジャグラー?, Maddo jagurā). In Inazuma Eleven GO: Galaxy entra a far parte della Resistenza del Sol Levante. Il suo nome giapponese, "Ichiban" (一番?), significa "primo", "numero uno". Il suo nome europeo può essere invece un riferimento al personaggio di Star Trek James Kirk.
Harkness Torchwood, nome originale Tsuneyuki Andō (安藤 恒之?, Andō Tsuneyuki), attaccante, numero 10

Alto di statura, ha i capelli viola e occhi piccoli e stretti. Usa nel gioco la tecnica Colpi in Serie (Mad Juggler, マッドジャグラー?, Maddo jagurā).
Jean-Luc Janeway, nome originale Kaguya Hoshifuru (星降 香宮夜?, Hoshifuru Kaguya), attaccante, numero 11

Ha lunghi capelli color pesca che lo fanno somigliare ad una ragazza.
Wesley Sheridan, nome originale Mihoshi Orio (折尾 三保志?, Orio Mihoshi), portiere, numero 12

Alto di statura, ha un ciuffo di capelli biondi che gli cade sull'occhio destro.
Sithri Peon, nome originale Kazuhiro Ōshida (奥志田 和洋?, Ōshida Kazuhiro), difensore, numero 13

Grosso di statura, ha i capelli viola, la carnagione mulatta e una faccia da pesce. Il suo nome europeo contiene la parola Sith, facente parte dell'universo di Guerre stellari e indicante la setta di guerrieri in contrasto con i Jedi.
Isaac Binks, nome originale Noboru Yuge (弓削 昇?, Yuge Noboru), difensore, numero 14

Alto di statura, ha i capelli bianchi e il naso appuntito. Il suo cognome europeo è un riferimento a Jar Jar Binks, altro personaggio della saga di Guerre stellari, apparso per la precisione nel film La minaccia fantasma.
Carl Rissian, nome originale Masayuki Ankoku (暗谷 正運?, Ankoku Masayuki), centrocampista, numero 15

Basso e tarchiato, ha i capelli viola che lo lasciano per alcune parti calvo e indossa degli occhialetti. Il suo nome europeo è un chiaro riferimento al personaggio di Lando Calrissian della saga di Guerre stellari, apparso per la precisione nel film L'Impero colpisce ancora.
Robert Affett, nome originale Hikaru Harusawa (陽沢 光留?, Harusawa Hikaru), attaccante, numero 16

Ha i capelli viola con un ciuffo celeste nel mezzo.

### Collegio Fiducia Incrollabile
Nome originale - Mannōzaka (万能坂?)
È la squadra che affronta la Raimon ai quarti di qualificazione. L'allenatore della squadra è Primo Eden, nome originale Yoshichika Yorozuya (萬屋 能力?, Yorozuya Yoshichika), e i giocatori sono dotati di un notevole potenziale offensivo, avendo battuto i loro precedenti avversari con un notevole numero di reti. Giocano in maniera scorretta per ordine del Quinto Settore. Hanno tre Imperiali in squadra e usano lo schema di gioco 4-3-3 e la loro maglietta è blu e rossa scura, i pantaloncini blu scuro e i calzettoni rosso scuro. I loro cognomi ricordano i nomi di mondi immaginari legati alle religioni o alla mitologia.
Aum Nirvana, nome originale Mitsuru Shinoyama (篠山 ミツル?, Shinoyama Mitsuru), portiere, numero 1, Imperiale

Doppiato in giapponese da Jun Konno e in italiano da Roberto Palermo

Hai capelli color verde acqua che gli nascondono un occhio. Usa:
- Spirito Guerriero: Titano Golia (Kiaki-Hei Galleus, 機械兵ガレウス?, Kikai hei Gareusu, lett. "Soldato Meccanico Galleus"):

Spirito Guerriero simile ad un robot.
- Scudo Titanico (Guardian Shield, ガーディアンシールド?, Gādian shīrudo):

Tecnica con Spirito Guerriero: Aum unisce i due pugni mentre il suo Spirito Guerriero forma uno scudo che blocca la palla.
- Ultrasuono (Bat Attack, バットアタック?, Batto atakku):

Usata solo nel gioco. Aum si aggrappa alla traversa e colpisce la palla con impulsi sonar, per poi afferrarla al volo.
Adamant "Adam" Walhalla, nome originale Tsuneoki Gamaishi (蒲石 常興?, Gamaishi Tsuneoki), difensore, numero 2

Ha la pelle rosa scuro e i capelli grigio scuro lunghi. Il suo cognome europeo è un riferimento al Valhalla, il luogo sacro dove riposavano gli spiriti dei guerrieri caduti nella mitologia norrena. Usa la tecnica:
- Carica degli Elefanti (Elephant Press, エレファントプレス?, Erefanto puresu):

Adam e Mega corrono verso l'avversario e lo "schiacciano" dai due lati come un branco di elefanti.
Omega "Mega" Elysium, nome originale Kotetsu Ōsawada (大沢田 虎鉄?, Ōsawada Kotetsu), difensore, numero 3

Grosso di statura, ha enormi capelli viola trattenuti da una fascia grigia. Usa la tecnica Carica degli Elefanti (Elephant Press, エレファントプレス?, Erefanto puresu) con Adam.
Fürimmer Jung, nome originale Dōji Nagahisa (永久 童子?, Nagahisa Dōji), difensore, numero 4

Basso di statura, indossa una bandana bianca sulla bocca.
Zenith "Zen" Shangrila, nome originale Sanosuke Kuranoin (倉ノ院 佐之助?, Kuranoin Sanosuke), difensore, numero 5

Ha i capelli grigio-blu scuro a caschetto.
Optimum "Optim" Limbo, nome originale Kenjirō Ushio (潮 賢次郎?, Ushio Kenjirō), centrocampista, numero 6

Ha i capelli grigio chiaro e grigio scuro. Usa nel gioco la tecnica:
- Finto Boomerang (Boomerang Feint, ブーメランフェイント?, Būmeran feinto):

Optim schiaccia, con il tacco, la palla, che prende la forma di un boomerang. Egli lancia la palla e quest'ultima ritorna da lui dopo che ha dribblato l'avversario.
Panacea "Pan" Utopia, nome originale Kanezane Busujima (毒島 兼真?, Busujima Kanezane), centrocampista, numero 7

Ha i capelli bianchi. Usa nel gioco la tecnica Finto Boomerang (Boomerang Feint, ブーメランフェイント?, Būmeran feinto).
Acme Rapture, nome originale Mugen Sakazaki (逆崎 無限?, Sakazaki Mugen), centrocampista, numero 8

Ha una striscia bianca sulla faccia. Usa nell'anime la tecnica Finto Boomerang (Boomerang Feint, ブーメランフェイント?, Būmeran feinto).
Ultima Nextworld, nome originale Kiyoshirō Shirato (白都 聖志郎?, Shirato Kiyoshirō), attaccante, numero 9

Indossa degli occhiali da sole e ha i capelli lunghi e bianchi. Usa le tecniche:
- Bomba Ballerina (Bound Flame, バウンドフレイム?, Baundo fureimu):

Ultima schiaccia la palla e tira dopo che quest'ultima ha preso fuoco. Dopo essere stata tirata, la palla rimbalzerà verso la porta e lascerà una scia di fuoco.
- Finto Boomerang (Boomerang Feint, ブーメランフェイント?, Būmeran feinto):

Ultima usa questa tecnica solo nel gioco.
Maxim "Maxi" Millennium, nome originale Yozakura Mitsuyoshi (光良 夜桜?, Mitsuyoshi Yozakura), attaccante, numero 10, Imperiale

Doppiato in giapponese da Yūki Kodaira e in italiano da ?

Uno degli Imperiali del Collegio Fiducia Incrollabile. Nonostante l'apparenza, in realtà è un maschio. Usa:
- Spirito Guerriero: Illusionista Canaglia (Kijutsuma Purim, 奇術魔ピュ－リム?, Kijutsuma Pyūrimu, lett. "Demone della Magia Purim"):

Spirito Guerriero simile ad un mago con quattro braccia.
- Scatola a Sorpresa (Magician's Box, マジシャンズボックス?, Majishanzu bokkusu):

Tecnica con Spirito Guerriero: Illusionista Canaglia fa apparire dal suo cilindro un cubo. Maxi dà una tallonata alla palla in direzione del cubo, la palla viene avvolta dal cubo e poi lo rompe grazie alla sua forza dirompente, e scatta in direzione della porta avvolta da una potente energia viola.
- Finto Boomerang (Boomerang Feint, ブーメランフェイント?, Būmeran feinto):

Maxi usa questa tecnica solo nel gioco.
- Bomba Ballerina (Bound Flame, バウンドフレイム?, Baundo fureimu):

Maxi usa questa tecnica solo nel gioco.
Infinity Beyond, nome originale Kenma Isozaki (磯崎 研磨?, Isozaki Kenma), attaccante e capitano, numero 11, Imperiale

Doppiato in giapponese da Takuya Eguchi e in italiano da Felice Invernici

L'arrogante capitano del Collegio Fiducia Incrollabile, è cattivo e violento. Ha i capelli neri con delle ciocche laterali bianche e una coda di cavallo. Segue alla lettera gli ordini del Quinto Settore ed è orgoglioso di essere un Imperiale. Usa nel gioco le tecniche Finto Boomerang (Boomerang Feint, ブーメランフェイント?, Būmeran feinto) e Bomba Ballerina (Bound Flame, バウンドフレイム?, Baundo fureimu).
Apex Paradiso, nome originale Tsuyoshi Chita (知多 剛?, Chita Tsuyoshi), portiere, numero 12

Alto di statura, ha i capelli viola lunghi. Anche se non si nota bene, in un fotogramma dell'episodio 12 indossa la divisa da normale giocatore, anziché quella da portiere.
Pearl Gates, nome originale Tōshi Basato (場里 闘史?, Basato Tōshi), attaccante, numero 13

Basso di statura, ha i capelli viola e una mascherina grigia accanto agli occhi.
Perpetuo Xanadu, nome originale Seishin Kiwami (極見 誠真?, Kiwami Seishin), centrocampista, numero 14

Ha gli occhi chiusi e i capelli corti marroni.
Sempiterno Bliss, nome originale Shunpei Okano (陸野 俊兵?, Okano Shunpei), centrocampista, numero 15

Ha i capelli rossi lunghi.
Myriad Arcadia, nome originale Gizō Kamihira (紙平 儀造?, Kamihira Gizō), difensore, numero 16

Ha i capelli celesti corti e la carnagione scura ed indossa gli occhiali.

### Royal Academy
Nome originale - Teikoku Gakuen (帝国学園?)
Affronta la Raimon nelle semifinali delle qualificazioni ed è allenata, nel gioco e nell'anime, da Jude Sharp e David Samford. In realtà la squadra doveva essere il Collegio Ultramegaedera ma le squadre vengono cambiate per ordine dell'Imperatore Alex Zabel: nel girone di qualificazione in cui si trova la Raimon viene inserita la Royal Academy al posto del Collegio Ultramegaedera, e quest'ultima viene spostata nel girone che era della Royal Academy. Punto di forza è la difesa che verrà spazzata dall'Assalto Tuonante della Raimon. Ha quattro Imperiali in squadra, usa lo schema di gioco 5-3-2 e la divisa della squadra è la stessa della precedente Royal Academy. Nel manga l'allenatore non è Jude Sharp e tutti i giocatori sono Imperiali. Nella versione europea i cognomi dei giocatori sono i nomi di celebri università.

La squadra compare anche all'inizio di Inazuma Eleven GO: Galaxy, in cui gioca un'amichevole contro la squadra chiamata Inazuma Japan, dominando la partita e vincendola per 10-1.
Preston Princeton, nome originale Reiichi Miyabino (雅野 麗一?, Miyabino Reiichi), portiere, numero 1

Doppiato in giapponese da Mina e in italiano da ?

Somiglia molto a Shawn Froste. All'inizio è molto sicuro di sé, ma in realtà sogna di giocare al calcio vero. Durante la partita contro la Raimon, blocca il Tiro Sonoro di Riccardo senza usare Tecniche Micidiali. Usa la tecnica:
- Parata Potente (Power Spike, パワースパイク?, Pawā supaiku):

Preston prende energia dalle mani, come Joseph King con la Super Barriera di Forza, e si butta in picchiata verso la palla, bloccandola e creando un piccolo cratere intorno ad essa. Nella partita contro l'Inazuma Japan, Preston utilizzerà la Parata Potente Livello 3 (Power Spike V3).
Duke Dartmouth, nome originale Tonoo Ōtaki (大瀧 殿男?, Ōtaki Tonoo), difensore, numero 2

Doppiato in giapponese da Kensuke Satō e in italiano da ?

Indossa una maschera che gli copre la bocca e il naso.
Baron Oxford, nome originale Taruhiko Kabata (蒲田 太留彦?, Kabata Taruhiko), difensore, numero 3

Doppiato in giapponese da Takashi Ōhara e in italiano da ?

Ha dei capelli a forma di corna viola, è grosso di statura e ha sempre un sorriso inquietante. Usa insieme a Caesar la tecnica:
- Grande Vortice (Sargasso, サルガッソー?, Sarugassō):

Baron e Caesar ruotano intorno all'avversario, formando un mulinello. L'avversario verrà respinto e alla fine la palla viene rubata. Nella partita contro l'Inazuma Japan utilizzerà la tecnica Grande Vortice Livello 2 (Sargasso V2).
Cameron Cambridge, nome originale Kenya Narita (成田 賢也?, Narita Ken'ya), difensore, numero 4

Doppiato in giapponese da Fumiko Orikasa e in italiano da ?

Ha i capelli biondo chiaro.
Dracon Yale, nome originale Ōji Ryūzaki (龍崎 皇児?, Ryūzaki Ōji), difensore, numero 5, Imperiale

Doppiato in giapponese da Tomoaki Maeno e in italiano da ?

Si sente superiore agli altri. Ha i capelli biondi molto lunghi che gli coprono l'occhio destro. Usa:
- Spirito Guerriero: Drake, il Cavaliere Dragone (Ryukishi Tedis, 竜騎士 テディス?, Ryukishi Tedisu, lett. "Cavaliere Drago Tedis"):

Uno Spirito Guerriero simile a un cavaliere, utile in difesa.
Caesar Cornell, nome originale Sakuya Asukaji (飛鳥寺 朔也?, Asukaji Sakuya), centrocampista, numero 6, Imperiale

Doppiato in giapponese da Hirofumi Nojima e in italiano da ?

Uno degli Imperiali della Royal. Ha i capelli viola alzati e la carnagione grigia. Usa insieme a Baron la tecnica Grande Vortice (Sargasso, サルガッソー?, Sarugassō). Nella partita contro l'Inazuma Japan utilizzerà la tecnica Grande Vortice Livello 2 (Sargasso V2).
Hampton Harvard, nome originale Shūji Horasawa (洞沢 秀二?, Horasawa Shūji), centrocampista, numero 7

Doppiato in giapponese da Yurin e in italiano da ?

Basso di statura, porta in bocca un ramoscello.
Earl Eton, nome originale Katsumasa Itsuki (五木 勝正?, Itsuki Katsumasa), centrocampista, numero 8

Doppiato in giapponese da Jun Konno e in italiano da ?

È alto ed ha la pelle scura.
Sterling Stanford, nome originale Iwao Sasaki (佐々鬼 厳?, Sasaki Iwao), centrocampista, numero 9

Doppiato in giapponese da Tōru Nara e in italiano da ?

Di statura alta, ha i capelli viola. Usa insieme a Colby la tecnica:
- Incrocio Esplosivo (Britannia Cross, ブリタニアクロス?, Buritania kurosu):

Sterling e Colby saltano con la palla e formano una X a mezz'aria. Un cerchio runico appare sopra l'avversario e i due calciano verso l'avversario la palla, che viene accompagnata da una X rossa simile a quella del Calcio Rovesciato X di Hector.
Colby Columbia, nome originale Kunihiko Itsumi (逸見 久仁彦?, Itsumi Kunihiko), attaccante, numero 10, Imperiale

Doppiato in giapponese da Kiyotaka Furushima e in italiano da ?

Arrogante, gli piace stuzzicare gli avversari. Sogna però di giocare al calcio vero. Usa insieme a Sterling la tecnica Incrocio Esplosivo (Britannia Cross, ブリタニアクロス?, Buritania kurosu).
Rex Remington, nome originale Haruma Mikado (御門 春馬?, Mikado Haruma), attaccante e capitano, numero 11, Imperiale

Doppiato in giapponese da Yūki Hayashi e in italiano da ?

Ha tre cicatrici: una vicino all'occhio sinistro, una sulla guancia destra e una sul braccio destro. Usa:
- Spirito Guerriero: Corvo dalle Ali Nere (Kuroki Tsubasa Raven, 黒き翼レイブン?, Kuroki tsubasa reibun):

Spirito Guerriero simile a Falcone Tonante Soprannaturale di Zaphod Riker del Collegio Via Lattea ma con le piume nere.
- Artigli della Furia (Raging Claw, レイジングクロウ?, Reijingu kurou):

Tecnica con Spirito Guerriero usata solo nel gioco: Rex salta e Corvo dalle Ali Nere vola intorno alla palla, che si avvolge in un'aura nero-azzurra, e lo Spirito Guerriero la colpisce con i suoi artigli in contemporanea con Rex che la tira in porta.
- Pinguino Imperatore n° 7 (Kōtei Penguin 7, 皇帝ペンギン7?, Kōtei pengin sebun):

I sette pinguini, che hanno i colori dell'arcobaleno, vanno addosso alla palla dopo che Rex ha fischiato e la palla viene circondata da scintille colorate. Dopo che la palla viene tirata, si dirige verso la porta accompagnata dai pinguini, che lasciano una scia arcobaleno.
Fred "Fanshaw" Featherstonhaugh, nome originale Kadoteru Mashira (増荒 門輝?, Mashira Kadoteru), portiere, numero 12

Molto robusto, ha i capelli grigi e uno sguardo truce.
Arthur Ascot, nome originale Michiru Nakamura (中邑 未散?, Nakamura Michiru), difensore, numero 13

Basso di statura, ha i capelli biondi.
Stuart St. John, nome originale Jinta Kasumino (霞野 迅太?, Kasumino Jinta), difensore, numero 14

Basso di statura, ha i capelli biondo scuro.
Wenceslas Wales, nome originale Kaoru Hanamura (華村 薫?, Hanamura Kaoru), attaccante, numero 15

Ha i capelli viola.
Yorick York, nome originale Futoshi Ōsugi (大杉 太?, Ōsugi Futoshi), centrocampista, numero 16

Alto di statura, ha i capelli marroni con un ciuffo sul volto.

### Accademia Baia dei Pirati
Nome originale - Kaiō Gakuen (海王学園? lett. "Accademia Re del mare")
La squadra che affronta la Raimon nella finale delle qualificazioni, dopo aver vinto il girone in cui è stato spostato il Collegio Ultramega Edera. Tutta la squadra è composta da Imperiali e sembrano dei pirati. Usano lo schema di gioco 3-5-2 e la loro maglietta è bianca con delle righe rosso scuro sulle maniche, i pantaloncini blu scuro e i calzettoni bianchi. L'allenatore della squadra è Longjohn Silver, nome originale Masatsugu Kuki (九鬼 真次?, Kuki Masatsugu).

Kaiō (海王?) significa "Nettuno" come pianeta, ma è un riferimento indiretto al dio romano del mare Nettuno, anche perché è scritto con gli ideogrammi che significano letteralmente "re del mare". Gakuen (学園?) significa "accademia". I nomi europei dei personaggi sono per la maggior parte riferimenti a marinai e pirati famosi, sia immaginari che realmente esistiti.
Ishmael Ahab, nome originale Dandō Fukami (深淵 断道?, Fukami Dandō), portiere, numero 1, Imperiale

Doppiato in giapponese da Tōru Nara e in italiano da Roberto Palermo

È molto grosso e ha dei lunghi capelli marroni. Indossa inoltre una maschera bianca che gli copre bocca ed il naso. Il nome europeo del personaggio è un riferimento a due personaggi del romanzo Moby Dick dello scrittore Herman Melville: il capitano Achab (Ahab in originale) e Ismaele (Ishmael nella versione originale). Usa le tecniche:
- Ancora Navale (Hydro Anchor, ハイドロアンカー?, Haidoro ankā):

Ishmael dà un pugno al terreno ed estrae una grossa ancora che rallenta la palla rendendo più facile la parata.
- Turbo Pugno (Rapid Whip, ラピッドウイップ?, Rapiddo uippu):

Usata solo nel gioco. Ishmael rotea il braccio per poi colpire tre volte col pugno la palla, respingendola.
Octavus Kraken, nome originale Norikawa Ide (井出 乗数?, Ide Norikawa), difensore, numero 2, Imperiale

Doppiato in giapponese da Kensuke Satō e in italiano da ?

Ha i capelli rasta blu ed è molto simile ad un gorilla. Usa:
- Spirito Guerriero: Pedone Bianco (Seiei-Hei Pawn W, 精鋭兵ポーンW?, Seiei hei Pōn daburyū, lett. "Guerriero d'Élite Pawn W"):

Uno Spirito Guerriero basato sul pedone bianco degli scacchi. La "W" dopo il nome originale sta per white, "bianco" in inglese.
Roger Jolly, nome originale Sōma Saruga (猿賀 操馬?, Saruga Sōma), difensore, numero 3, Imperiale

Ha la carnagione mulatta e indossa degli occhiali. Il suo nome europeo si riferisce al Jolly Roger, la tipica bandiera dei pirati.
Sinbad Saylor, nome originale Yūto Funaki (船旗 勇斗?, Funaki Yūto), difensore, numero 4, Imperiale

Ha i capelli marroni. Il suo nome europeo si riferisce al personaggio leggendario Sindbad il marinaio; il cognome significa "marinaio" in inglese.
Rob Crusoe, nome originale Nagisa Nagisawa (凪沢 渚?, Nagisawa Nagisa), centrocampista, numero 5, Imperiale

Ha i capelli verde melma. Il nome europeo è un riferimento a Robinson Crusoe, protagonista dell'omonimo romanzo di Daniel Defoe.
Cheung Po, nome originale Tōru Tōga (党賀 徹?, Tōga Tōru), centrocampista, numero 6, Imperiale

È tarchiato e calvo con un ciuffo centrale nero. Porta una benda sull'occhio destro.
William Kidd, nome originale Kōichirō Kaizu (海図 航一郎?, Kaizu Kōichirō), centrocampista, numero 7, Imperiale

Assomiglia ad una ragazza e ha i capelli color foglia di tè e rosa.
Santelmo "Elmo" Phyre, nome originale Gunki Murakami (村上 軍紀?, Murakami Gunki), centrocampista, numero 8, Imperiale

Di statura media, ha la carnagione mulatta e i capelli rosso scuro.
Dakkar Nemo, nome originale Naoto Wanda (湾田 七雄人?, Wanda Naoto), centrocampista, numero 9, Imperiale

Doppiato in giapponese da Jun Konno e in italiano da ?

Ha i capelli rasta verde acqua ed è arrogante e sicuro di sé. Il nome europeo è un riferimento al capitano Nemo protagonista del romanzo di Jules Verne Ventimila leghe sotto i mari. Usa:
- Spirito Guerriero: Varius Supersonico (Onsoku no Varius, 音速のバリウス?, Onsoku no Bariusu):

Uno Spirito Guerriero che usa onde sonore per superare la difesa avversaria.
Davy Jones, nome originale Rensuke Namikawa (浪川 蓮助?, Namikawa Rensuke), attaccante e capitano, numero 10, Imperiale

Doppiato in giapponese da Nobuya Mine e in italiano da Federico Viola

Arrogante, gioca con vigore per difendere l'onore di essere Imperiale. In passato, venne umiliato da Victor e allora decise di diventare Imperiale sotto la visione del Quinto Settore. Caratteristica particolare è la cicatrice sull'occhio sinistro. In Inazuma Eleven GO: Galaxy entra a far parte della Resistenza del Sol Levante. Il nome europeo del personaggio è un riferimento al personaggio della serie di film Pirati dei Caraibi. Usa:
- Spirito Guerriero: Signore dei Mari Poseidone (Kaiō Poseidon, 海王ポセイドン?):

Uno Spirito Guerriero armato di tridente. Davy lo usa per tirare.
- Arpione Silurante (Heavy Aqua Lance, ヘヴィアクアランス?, Hevi akua ransu):

Tecnica usata da Davy solo nel gioco, tramite il suo Spirito Guerriero. Davy carica la sua mano sinistra di acqua e la sbatte al suolo. Dopo che ha tirato, la palla viene circondata dall'acqua e viene seguita dalla lancia scagliata da Poseidone.
Calico Corsair, nome originale Misaki Yoshimine (喜峰 岬?, Yoshimine Misaki), attaccante, numero 11, Imperiale

Doppiato in giapponese da Yuka Nishigaki e in italiano da ?

Ha i capelli grigio scuro e due ciuffi marroni. Il suo nome europeo deriva da quello del pirata inglese Calico Jack ed il cognome significa "corsaro" in inglese. Usa la tecnica:
- Pesci Volanti (Flying Fish, フライングフィッシュ?, Furaingu fisshu):

Calico corre verso la palla mentre viene circondato dalle onde. poi salta e, dopo un paio di capriole, tira con i due piedi. La palla lascia una scia azzurra e viene accompagnata, appunto, da pesci volanti.
Nick Tofobia, nome originale Ryūhei Hōki (宝亀 竜平?, Hōki Ryūhei), portiere, numero 12, Imperiale

Grosso di statura, ha la carnagione scura e i capelli neri raccolti in grosse trecce.
Marley Hookson, nome originale Tairamaru Isaribi (漁火 平丸?, Isaribi Tairamaru), centrocampista, numero 13, Imperiale

Piccolo di statura, ha i capelli bianchi raccolti in una fascia verde.
Bart Black, nome originale Sumitomo Fujita (藤田 純友?, Fujita Sumitomo), difensore, numero 14, Imperiale

Ha i capelli rossi lunghi.
Frank Drake, nome originale Izō Kurofune (黒船 威造?, Kurofune Izō), difensore, numero 15, Imperiale

Basso di statura, ha i capelli verde scuro che gli coprono gli occhi.
Barnabas Rossa, nome originale Entarō Umigishi (宇美岸 燕太郎?, Umigishi Entarō), attaccante, numero 16, Imperiale

Ha uno sguardo malevolo e i capelli marrone chiaro.

### Accademia Militare Mare Lunare
Nome originale - Gassan Kunimitsu (月山国光?)
La prima squadra che affronta la Raimon nei trentaduesimi di finale. Squadra di grande potenza con allenatore Sturm Schwartzkopf, nome originale Keiji Kondō (近藤 啓士?, Kondō Keiji, doppiato in giapponese da Tomoyuki Shimura e in italiano da ?), Doug McArthur ne diventa attaccante dopo aver lasciato la Raimon. La partita tra la Raimon e l'Accademia Militare Mare Lunare si svolge nello Stadio Turbina (Cyclone Stadium, サイクロンスタジアム?, Saikuron Sutajiamu). Usano lo schema di gioco 4-3-3, anche se spesso varia a causa dei continui cambiamenti delle condizioni del campo di gioco e la loro maglietta è blu scuro a righe dorate, i pantaloncini dello stesso colore e i calzettoni bianchi con una riga celeste laterale. La maggior parte dei nomi europei dei personaggi deriva da quelli di famosi generali e condottieri.
Tattica micidiale: Assalto Tattico (Tactics Cycle, タクティクスサイクル?, Takutikusu saikuru):

Tattica offensiva in cui quattro giocatori, tra cui il possessore di palla, si mettono in fila diventando molto veloci e sbaragliano la difesa.
Alessandro Il Grande, nome originale Tsukasa Hyōdō (兵頭 司?, Hyōdō Tsukasa), portiere e capitano, numero 1, Imperiale

Doppiato in giapponese da Kōzō Mito e in italiano da ?

Arrogante e obbediente al coach, è corpulento e ha i capelli e la barba blu scuro. Nell'episodio 37 riappare alla Raimon insieme a Doug, offrendo il suo aiuto a Jean-Pierre per realizzare il suo nuovo Spirito Guerriero. Assiste inoltre anche alla semifinale ed alla finale insieme a Doug, tifando per la Raimon. Il suo nome europeo è ispirato ad Alessandro Magno. Usa:
- Spirito Guerriero: Titano Gigante (Kyoshin Gigantes, 巨神ギガンテス?, Kyoshin gigantesu, lett. "Grande Dio Gigantes"):

Uno Spirito Guerriero fatto di pietra.
- Presa D'Acciaio (Gigantic Bomb, ギガンティック ボム?, Gigantikku bomu):

Tecnica con Spirito Guerriero: Titano Gigante schiaccia la palla con i pugni impedendole di entrare in porta.
- Parata Potente (Power Spike, パワースパイク?, Pawā supaiku):

Tecnica usata da Alessandro solo nel gioco. Alessandro prende energia dalle mani, come Joseph King con la Super Barriera di Forza, e si butta in picchiata verso la palla, bloccandola e creando un piccolo cratere intorno ad essa.
Gene Ghiskhan, nome originale Tessai Kanehira (金平 鉄斎?, Kanehira Tessai), difensore, numero 2

Doppiato in giapponese da Tomoyuki Shimura e in italiano da ?

Ha un grosso dente sporgente ed è grosso di statura. Il suo nome europeo è un riferimento a Gengis Khan. Usa le tecniche:
- Vortice di Colpi (Twin Mixer, ツインミキサー?, Tsuin mikisā)

Gene e Attila scattano verso il possessore di palla avversario generando un polverone. I due colpiscono ferocemente l'avversario fino a quando la palla non viene rubata.
- Testata Nucleare (Rocket Head, ロケットヘッド?, Roketto heddo):

Usata con Leon. Leon salta e, dopo un paio di capriole, viene lanciato da Gene, poi tira la palla con un colpo di testa.
- Carica degli Elefanti (Elephant Press, エレファントプレス?, Erefanto puresu):

Usata solo nel gioco. Gene e Attila corrono verso l'avversario e lo "schiacciano" dai due lati come un branco di elefanti.
Attila Hun, nome originale Tenzen Osafune (長船 典膳?, Osafune Tenzen), difensore, numero 3

Grosso e muscoloso. Usa insieme a Gene la tecnica Vortice di Colpi (Twin Mixer, ツインミキサー?, Tsuin mikisā) e nel gioco la tecnica Carica degli Elefanti (Elephant Press, エレファントプレス?, Erefanto puresu). Il suo nome europeo è un riferimento ad Attila, il guerriero e comandante degli Unni (in inglese Huns, al singolare Hun).
Sun Tzu, nome originale Tadatora Hachisuka (蜂須賀 忠虎?, Hachisuka Tadatora), difensore, numero 4

Alto di statura, ha i capelli bianco-neri che gli coprono l'occhio destro. Il nome europeo è un riferimento diretto all'omonimo generale e filosofo cinese Sun Tzu.
Arty Xerxes, nome originale Sōkichi Kobayakawa (小早川 槍吉?, Kobayakawa Sōkichi), difensore, numero 5

Indossa occhiali a lenti verdi, è alto, ha la carnagione grigia e un dente sporgente. Il suo nome europeo è un riferimento ad Artaserse, nome di diversi re persiani.
Darius Cyrus, nome originale Kagehide Tsukishima (月島 景秀?, Tsukishima Kagehide), centrocampista, numero 6

Ha i capelli grigio chiaro e un grande ciuffo bianco. Il suo nome europeo deriva da quello di due imperatori persiani: Ciro il Grande, in greco antico e inglese "Cyrus", e Dario I di Persia. Usa nel gioco la tecnica:
- Mina Terrestre (Claymore, クレイモア?, Kureimoa)

Darius salta e dà una tallonata alla palla,sotterrandola, e con un gesto della mano la trasforma in una "trappola di spine".
Jerry Onimo, nome originale Gorō Masamune (正宗 五郎?, Masamune Gorō), centrocampista, numero 7

Indossa una mascherina che gli copre il naso. Il suo nome europeo è un riferimento al pellerossa Geronimo. Usa nel gioco la tecnica Mina Terrestre (Claymore, クレイモア?, Kureimoa).
Leon Ohnepart, nome originale Nobutake Kai (甲斐 信武?, Kai Nobutake), centrocampista, numero 8

Doppiato in italiano da Marcella Silvestri

Piccolo di statura, con una cicatrice a forma di X sulla testa. Segna un goal nella sfida contro la Raimon. Il suo nome europeo è un riferimento al generale e imperatore francese Napoleone Bonaparte. Usa la tecnica Mina Terrestre (Claymore, クレイモア?, Kureimoa) e con Gene la tecnica Testata Nucleare (Rocket Head, ロケットヘッド?, Roketto heddo).
Robert Lee, nome originale Kachidoki Shibata (柴田 勝時?, Shibata Kachidoki), attaccante, numero 9

Ha i capelli viola ed è molto arrogante. Il suo nome europeo è un chiaro riferimento al generale statunitense della guerra civile Robert Edward Lee. Possiede anche uno Spirito Guerriero nel gioco, Roc, Feroce Uccello Fatato (Aoki Ryūk, 蒼きリューク?, Aoki Ryūku, lett. "Ryuuk Blu").
Doug McArthur, nome originale Atsushi Minamisawa (南沢 篤志?, Minamisawa Atsushi), attaccante, numero 10
Nobby Naga, nome originale Kirito Ichimonji (一文字 斬斗?, Ichimonji Kirito), attaccante, numero 11

Doppiato in giapponese da Hirofumi Nojima e in italiano da ?

Ha i capelli rossi tenuti da una fascia nera. Possiede anche uno Spirito Guerriero nel gioco, Cardinale dalle Ali di Fuoco (Akaki Mega Hawk, 紅きメガホーク?, Akaki Mega Hōku, lett. "Mega Hawk Rosso").
Salvador Addin, nome originale Kanta Yamamoto (山本 勘太?, Yamamoto Kanta), portiere, numero 12

Ha i capelli viola scuro ricurvi.
Otto Bismark, nome originale Hanzō Takenaka (竹中 半蔵?, Takenaka Hanzō), difensore, numero 13

Alto di statura, ha i capelli color senape. Il suo nome europeo è un riferimento al cancelliere tedesco Otto von Bismarck.
Jean Darc, nome originale Rokurō Sanada (真田 六郎?, Sanada Rokurō), difensore, numero 14

Ha i capelli marrone nocciola a caschetto. Il suo nome europeo è ispirato a quello di Giovanna d'Arco.
Bobby Bruce, nome originale Samonji Shima (嶋 左門字?, Shima Samonji), attaccante, numero 15

Robusto, ha i capelli neri.
Hanny Bawl, nome originale Takechiyo Karasuma (烏丸 竹千代?, Karasuma Takechiyo), attaccante, numero 16

Ha i capelli grigio scuro ed è pallido. Il suo nome europeo è ispirato a quello del condottiero cartaginese Annibale.

### Alpine Jr. High
Nome originale - Hakuren (白恋?)
Affronta la Raimon nei sedicesimi di finale. In origine era allenata da Shawn Froste, ma, essendo contrario al Quinto Settore, viene sostituito da Wilder Bigfoot, nome originale Denji Kumazaki (熊崎 伝治?, Kumazaki Denji, doppiato in giapponese da Kensuke Satō e in italiano ?). La partita Raimon-Alpine si svolge nello Stadio Iceberg (Snowland Stadium, スノーランドスタジアム?, Sunōrando Sutajiamu). Usano lo schema 4-4-2 e la divisa è la stessa della precedente Alpine.
Tattica micidiale: Barriera Assoluta (Zettai Shōheki, 絶対障壁?):

Tattica difensiva in cui sei giocatori si dispongono a forma di piramide, creando un grosso iceberg che blocca chiunque. Verrà distrutta dalla Tattica Micidiale Ali Gemelle della Raimon.
Wolfe Whyte, nome originale Katsuya Shirosaki (白咲 克也?, Shirosaki Katsuya), portiere e capitano, numero 1, Imperiale

Doppiato in giapponese da Jun Konno e in italiano da Mattia Bressan

Ha i capelli marroni di cui tre ciuffi sono sulla fronte. È abile a convincere la gente, come ha fatto con Njord Snio, e leale al Quinto Settore. Sebbene sembri molto sicuro di sé e forte, si rivela un giocatore fantoccio, colluso col Quinto Settore e di scarso talento. Usa le tecniche:
- Barriera Cristallina (Crystal Barrier, クリスタルバリア?, Kurisutaru baria):

Wolfe forma uno scudo a forma di fiocco di neve che congela la palla. Viene usata solo una volta per bloccare il Serpente a Sonagli di Michael.
- Gran Stella (Star Reflection, スターリフレクション?, Sutā rifurekushon):

Tecnica usata da Wolfe solo nel gioco. Wolfe salta ed evoca un'enorme stella azzurra che blocca il tiro, respingendolo e lasciando una scia luminosa azzurra.
Sascha Kotch, nome originale Takeyuki Hakugen (北厳 猛雪?, Hakugen Takeyuki), difensore, numero 2

Di statura grossa, ha la carnagione scura.
Guy L'Acier, nome originale Torata Itō (伊富 寅太?, Itō Torata), difensore, numero 3

Alto di statura, ha i capelli bianchi e indossa occhiali da neve.
Matther Horne, nome originale Kōtarō Otaru (小樽 港太郎?, Otaru Kōtarō), difensore, numero 4 

Ha i capelli bianchi e occhiali da neve verdi. Anch'egli è di statura grossa.
Iggie Loo, nome originale Ginjirō Makari (真狩 銀次郎?, Makari Ginjirō), difensore, numero 5

Doppiato in giapponese da Hirofumi Nojima e in italiano da ?

Ha i capelli color foglia di tè a caschetto e porta una sciarpa bianca che gli copre il viso, lasciandogli scoperti solo gli occhi. È il difensore più forte della squadra ed è il regista delle manovre difensive di essa. In Inazuma Eleven GO: Galaxy entra a far parte della Resistenza del Sol Levante.
Bob Sled, nome originale Tsuneo Kitaki (木瀧 常緒?, Kitaki Tsuneo), centrocampista, numero 6

Doppiato in giapponese da Yūki Tai e in italiano da ?

Ha capelli bianchi che arrivano fino alle spalle. Usa:
- Spirito Guerriero: Pedone Bianco (Seiei-Hei Pawn W, 精鋭兵ポーンW?, Seiei hei Pōn daburyū, lett. "Guerriero d'Élite Pawn W"):

Uno Spirito Guerriero basato sul pedone bianco degli scacchi. La "W" dopo il nome originale sta per white, "bianco" in inglese. Bob lo usa solo nel gioco.
- Orbita Polare (White Blade, ホワイトブレード?, Howaito burēdo):

Tecnica usata da Bob solo nel gioco. Bob, con la palla al piede, rotea su sé stesso diverse volte generando un disco di ghiaccio. Ad un suo schiocco delle dita, poi, il disco si rompe colpendo l'avversario con le schegge di ghiaccio provocate dalla sua rottura e sbaragliandolo.
Blain Chills, nome originale Kunihiro Tōya (洞爺 国広?, Tōya Kunihiro), centrocampista, numero 7

Ha i capelli viola. Usa nel gioco la tecnica Orbita Polare (White Blade, ホワイトブレード?, Howaito burēdo).
Art Tundra, nome originale Itsuki Kōri (氷里 樹?, Kōri Itsuki), centrocampista, numero 8

Ha i capelli lunghi blu scuro, raccolti in un fermaglio. Usa nel gioco la tecnica Orbita Polare (White Blade, ホワイトブレード?, Howaito burēdo).
Borel Aurora, nome originale Korohiko Rumoi (留萌 頃彦?, Rumoi Korohiko), centrocampista, numero 9

Molto basso di statura, ha un cappello che gli copre gli occhi. Usa nel gioco la tecnica Orbita Polare (White Blade, ホワイトブレード?, Howaito burēdo).
Njord Snio, nome originale Hyōga Yukimura (雪村 豹牙?, Yukimura Hyōga), attaccante, numero 10

Doppiato in giapponese da Junta Terashima e in italiano da Maurizio Merluzzo

Ha i capelli blu scuro e gli occhi azzurri e somiglia molto a Shawn Froste. Molto attaccato a quest'ultimo, si dimostra essere molto più bravo degli altri compagni. Crede che Shawn abbia lasciato la Alpine di sua spontanea volontà ma, quando capisce le cose, si farà perdonare da Shawn. Nel gioco Inazuma Eleven GO: Chrono Stones e nel film Gekijōban Inazuma Eleven GO vs Danball senki W Njord si unisce all'Inazuma Japan giocando come centrocampista con il numero 6. In Inazuma Eleven GO: Galaxy entra a far parte della Resistenza del Sol Levante. Usa:
- Spirito Guerriero: Chione, Regina delle Nevi (Gōsetsu no Saia, 豪雪のサイア? lett. "Saia della Tempesta di Neve"):

Spirito Guerriero simile ad una maga del ghiaccio.
- Proiettile Glaciale (Icicle Road, アイシクルロード?, Aishikuru rōdo):

Tecnica con Spirito Guerriero: mentre Njord tira la palla, Chione, Regina delle Nevi sbatte il suo scettro per terra. La palla viene ricoperta di ghiaccio e lascia una scia, anch'essa di ghiaccio.
- Leopardo delle Nevi (Panther Blizzard, パンサーブリザード?, Pansā burizādo):

Njord calcia la palla in una maniera simile alla Lastra di Ghiaccio di Shawn. Una pantera bianca appare e Njord tira la palla in modo simile alla Tormenta Glaciale; la palla viene accompagnata dalla pantera.
- Orbita Polare (White Blade, ホワイトブレード?, Howaito burēdo):

Tecnica usata da Njord solo nel gioco. Njord, con la palla al piede, rotea su sé stesso diverse volte generando un disco di ghiaccio. Ad un suo schiocco delle dita, poi, il disco si rompe colpendo l'avversario con le schegge di ghiaccio provocate dalla sua rottura e sbaragliandolo.
- Tormenta Glaciale (Eternal Blizzard, エターナルブリザード?, Etānaru burizādo)

Tecnica già comparsa nella prima serie, era in origine il tiro di Aiden Froste, il fratello morto di Shawn. Njord fa girare la palla che si ricopre di ghiaccio; Njord compie una piroetta e tira ed il colpo che ne scaturisce è potentissimo. Non la usa in partita.
Yule Hoarfrost, nome originale Tōma Itetsuki (射月 冬馬?, Itetsuki Tōma), attaccante, numero 11

Ha i capelli blu chiaro a zig-zag.
Suno Aisu, nome originale Itaru Mosaki (最崎 至?, Mosaki Itaru), portiere, numero 12

Piccolo di statura, ha i capelli a caschetto bianchi e indossa occhiali da neve rotondi.
Himesh Himalaya, nome originale Kaku Ōjika (王鹿 角?, Ōjika Kaku), difensore, numero 13

Ha la carnagione mulatta e i capelli lunghi neri.
Blake Wintry, nome originale Minori Yamane (山音 実里?, Yamane Minori), centrocampista, numero 14

Ha i capelli marrone-arancio e un'espressione da roditore.
Fritz Brisk, nome originale Takeshi Hidaka (日高 岳?, Hidaka Takeshi), centrocampista, numero 15

Ha un volto truce e i capelli lunghi biondi.
Grisley "Grizzly" Bear, nome originale Ganjirō Seki (石 岩次郎?, Seki Ganjirō), attaccante, numero 16, Imperiale

Doppiato in giapponese da Yasuyuki Kase e in italiano da Andrea Bolognini

Grosso di statura, ha i capelli bianchi e blu e gli occhi dalla sclera nera. È chiamato l'"arma segreta" della Alpine. Entra nel secondo tempo della sfida contro la Raimon al posto di Yule Hoarfrost e, come detto dal commentatore Chester Horse Sr., la sua forza bruta può essere paragonata ad un orso grizzly. È un giocatore che gioca in maniera scorretta e aggressiva come i Cavalieri Oscuri ed il Collegio Fiducia Incrollabile, tant'è che infortuna Samguk e rompe la Cinta di Nebbia di Gabriel.

### Kirkwood Jr. High
Nome originale - Kidokawa Seishū (木戸川清修?)
Affronta la Raimon negli ottavi di finale ed è allenata da Byron Love. La partita si svolge nello Stadio Zattera (Water World Stadium, ウォーターワールドスタジアム?, Wōtā Wārudo Sutajiamu). Usano lo schema 4-4-2 e la divisa è la stessa della precedente Kirkwood. La squadra punta essenzialmente sulle strategie di Byron e di Bay.
Tattica micidiale: Triangolo Perfetto (God Triangle, ゴッドトライアングル?, Goddo toraianguru):

Tattica offensiva che consiste in tre giocatori, tra cui il possessore di palla, che formano, come dice il nome, un triangolo. Se arriva una barriera d'acqua formata dal campo di gioco, il possessore passa la palla a un altro che forma, con altri due giocatori, la stessa tattica.
Strom Boojum, nome originale Tsuyoshi Katayama (硬山 強?, Katayama Tsuyoshi), portiere, numero 1, Imperiale

Doppiato in giapponese da Kensuke Satō e in italiano da ?

Come la maggior parte dei giocatori, preferisce il calcio del Quinto Settore a quello vero. È grosso di statura ed ha i capelli marroni lunghi, Usa:
- Spirito Guerriero: Barron il Colosso Metallico (Jūki-Hei Baron, 重機兵バロン? lett. "Soldato Pesante Baron"):

Uno Spirito Guerriero simile a Titano Golia di Aum Nirvana del Collegio Fiducia Incrollabile, ma molto più forte e di colore giallo e arancione.
- Scudo Titanico / Scudo Guardiano (Guardian Shield, ガーディアンシールド?, Gādian shīrudo):

Tecnica con Spirito Guerriero: Strom unisce i due pugni mentre il suo Spirito Guerriero forma uno scudo che blocca la palla. Solo nella versione italiana dell'episodio 31 Strom chiama la tecnica Scudo Guardiano.
- Incontro Ravvicinato (Counter Drive, カウンタードライブ?, Kauntā doraibu):

Tecnica usata solo nel gioco. Strom colpisce la palla con il braccio, dopodiché essa rotola e viene afferrata dal portiere.
Dock Hickory, nome originale Tarō Ōisokawa (大磯川 太郎?, Ōisokawa Tarō), difensore, numero 2

Di statura alta, usa insieme a Flynt la tecnica:
- Chele Taglienti (Big Scissors, ビッグシザース?, Biggu shizāsu):

Flynt e Dock eseguono una scivolata verso l'avversario mentre delle chele di granchio arrivano dietro di loro.
Bourne Birch, nome originale Kanpei Ishikawa (石川 神兵?, Ishikawa Kanpei), difensore, numero 3

Di statura grossa e muscolosa. Usa anche lui, nel gioco, la tecnica Chele Taglienti (Big Scissors, ビッグシザース?, Biggu shizāsu).
Flynt Pine, nome originale Kotarō Yamazaki (山裂 虎太郎?, Yamazaki Kotarō), difensore, numero 4

Di statura minuta. Usa insieme ad Dock la tecnica Chele Taglienti (Big Scissors, ビッグシザース?, Biggu shizāsu).
Trent Poplar, nome originale Waku Konuma (湖沼 枠?, Konuma Waku), difensore, numero 5

Di statura bassa, ha sempre gli occhi chiusi. Usa anche lui, nel gioco, la tecnica Chele Taglienti (Big Scissors, ビッグシザース?, Biggu shizāsu).
River Willows, nome originale Ryūto Shimizu (清水 柳人?, Shimizu Ryūto), centrocampista, numero 6

Ha i capelli biondi cespugliosi raccolti in una fascia bianca. Usa la tecnica:
- Grande Illusione (Illusion Ball, イリュージョンボール?, Iryūjon bōru):

Tecnica già comparsa nella prima serie. River salta e, a contatto col suolo, crea delle illusioni della palla che ruotano attorno all'avversario che, confuso, viene dribblato.
Beck Heath, nome originale Kanaaki Izumi (和泉 奏秋?, Izumi Kanaaki), centrocampista, numero 7

Doppiato in giapponese da Yūki Tai e in italiano da ?

Uno dei pochi che disapprova il Quinto Settore. Ha i capelli grigi. Usa la tecnica:
- Triangolo Z Z (Triangle Double Z, トライアングルZZ?, Toraianguru daburu zetto):

Usata con Bay e Brook. Bay prende la palla con i piedi e quest'ultimo, Beck e Brook volano a mezz'aria. Bay rotea la palla, i tre la tirano e, alla fine, fanno una posa simile a quelli dei fratelli Murdock con il Triangolo Z.
Brook Linden, nome originale Mana Tobisawa (跳沢 真波?, Tobisawa Mana), centrocampista, numero 8

Doppiato in giapponese da Tōru Nara e in italiano da ?

Ha i capelli grigio chiaro. Usa il Triangolo Z Z (Triangle Double Z, トライアングルZZ?, Toraianguru daburu zetto) con Bay e Beck.
Bay Laurel, nome originale Taiga Kishibe (貴志部 大河?, Kishibe Taiga), centrocampista e capitano, numero 9

Doppiato in giapponese da Yūki Ono e in italiano da ?

Ha i capelli viola scuro lunghi e gli occhi del medesimo colore. È un ragazzo molto strategico e simile a Riccardo perché i due non erano capitani l'anno prima e sono entrambi centrocampisti. Usa il Triangolo Z Z (Triangle Double Z, トライアングルZZ?, Toraianguru daburu zetto) con Beck e Brook. Possiede anche uno Spirito Guerriero nel gioco, Leone, Re delle Bestie  (Jū-ō Leon, 獣王レオン?, Jū-ō Reon, lett. "Re Bestia Leon"). In Inazuma Eleven GO: Galaxy entra a far parte della Resistenza del Sol Levante.
Langford Ash, nome originale Sōsuke Taki (滝 総介?, Taki Sōsuke), attaccante, numero 10, Imperiale

Doppiato in giapponese da Nobuya Mine e in italiano da Omar Vitelli

Ha i capelli marroni appuntiti all'estremità e una coda di cavallo. È arrogante e all'inizio ignora la presenza di Bradford in campo ma, alla fine, farà pace con suo fratello. Usa:
- Spirito Guerriero: Cavallo Bianco (Tekkihei Knight W, 鉄騎兵ナイトW?, Tekkihei Naito daburyū, lett. "Cavaliere di Ferro Knight W"):

Uno Spirito Guerriero simile ad un cavallo di ferro, basato sul cavallo bianco degli scacchi, usato per i tiri in porta. La "W" dopo il nome originale sta per white, "bianco" in inglese.
- Carica al Galoppo (Gallop Buster, ギャロップバスター?, Gyaroppu basutā):

Tecnica con Spirito Guerriero: Langford corre verso la porta mentre il suo Spirito Guerriero si prepara. Dopo che Cavallo Bianco ha caricato la sua lancia di energia azzurra, Langford tira la palla e Cavallo Bianco la colpisce contemporaneamente con la sua lancia. Dopo il tiro, la palla lascia una scia blu-bianca.
Escott Aspen, nome originale Kōta Kamiya (河宮 幸多?, Kamiya Kōta), attaccante, numero 11

Ha i capelli verde scuro. Usa anche lui, nel gioco, la tecnica Chele Taglienti (Big Scissors, ビッグシザース?, Biggu shizāsu).
Maxwell Mahogany, nome originale Waganuki Kinugawa (鬼怒川 我貫?, Kinugawa Waganuki), portiere, numero 12

Alto di statura, ha i capelli lunghi viola che gli coprono un occhio.
Bradford Ash, nome originale Yoshihiko Taki (滝 快彦?, Taki Yoshihiko), attaccante, numero 13

Doppiato in giapponese da Fumiko Orikasa e in italiano da Federica Valenti

Fratello minore di Langford. Litiga sempre con suo fratello ma, dopo la partita, farà pace con lui.
Calder Elm, nome originale Mizuho Yukai (遊海 端?, Yukai Mizuho), attaccante, numero 14

Ha i capelli grigi a caschetto.
Laike Alder, nome originale Jun Goshiki (五色 潤?, Goshiki Jun), difensore, numero 15

Ha i capelli bianchi di cui un ciuffo gli cade sulla spalla.
Tahoma Sequoia, nome originale Hiroaki Sendai (川内 広明?, Sendai Hiroaki), centrocampista, numero 16

Ha i capelli verde scuro.

### Istituto Miraggio
Nome originale - Gen'ei Gakuen (幻影学園?, lett. "Accademia Fantasma")
Squadra i cui giocatori hanno un aspetto inquietante e pauroso, richiama molto la Occult Junior High. È allenata da Hans Sleight, nome originale Tadanori Housuiin (宝水院 忠則?, Housuiin Tadanori). Nei quarti di finale del Cammino Imperiale, affronta la Raimon nello Stadio Flipper (Pinball Stadium, ピンボールスタジアム?, Pinbōru Sutajiamu). Usano lo schema 4-4-2 e la loro maglia è viola con delle mezzelune gialle sulle maniche, i pantaloncini rosso scuro e i calzettoni viola a righe gialle.

Gen'ei (幻影?) significa "illusione" e gakuen (学園?) significa "accademia".
Abram Cadabra, nome originale Zuiichi Hakono (箱野 随一?, Hakono Zuiichi), portiere, numero 1, Imperiale

Doppiato in giapponese da Jun Konno e in italiano da ?

È il grosso e muscoloso portiere titolare ma, nel primo tempo, verrà messo in panchina. Ha i capelli lunghi e neri con una fascia bianca e gli occhi dalla sclera nera. Usa:
- Spirito Guerriero: Grande Giocatore Lot (Shōbushi Diceman, 勝負士ダイスマン?, Shōbushi Daisuman, lett. "Gentiluomo della Gara Diceman"):

Spirito Guerriero simile ad un guerriero vestito di fiche e armato di sei dadi.
- Dadi della Fortuna (Lucky Dice, ラッキーダイス?, Rakkī daisu):

Tecnica con Spirito Guerriero: Grande Giocatore Lot lancia sei dadi e, se escono tutti con il numero 6, la palla viene bloccata con facilità.
- Presa Oscura (Kage Tsukami, かげつかみ? lett. "Presa dell'Ombra"):

Con un gesto della mano, Abram fa apparire dal terreno una mano oscura che afferra la palla bloccandola. Abram usa questa tecnica solo nel gioco.
Jaymes Randie, nome originale Ōma Kurenai (暮内 逢馬?, Kurenai Ōma), difensore, numero 2

Ha gli occhi viola chiaro e la carnagione pallida e porta una treccia.
Daffyd Blayne, nome originale Yaku Ozuno (小津 野役?, Ozuno Yaku), difensore, numero 3

Ha i capelli color viola. Il nome europeo è un riferimento a David Blaine.
Al Kazam, nome originale Kanjūrō Michiie (道家 冠十郎?, Michiie Kanjūrō), difensore, numero 4

È forzuto ed ha i capelli neri a forma di mezzaluna e la carnagione pallida.
Sigfryd Roi, nome originale Akira Araki (新木 朗?, Araki Akira), difensore, numero 5

Ha i capelli biondi e porta una treccia.
Dave "Copper" Coppfielder, nome originale Teito Dōhara (銅原 帝人?, Dōhara Teito), centrocampista, numero 6

Di statura alta e carnagione mulatta. Il nome europeo è un riferimento al celebre mago illusionista David Copperfield.
Launce Berton, nome originale Kirimasa Fudano (札野 霧正?, Fudano Kirimasa), centrocampista, numero 7

Ha i capelli grigi spioventi che gli coprono gli occhi. Il suo nome europeo è un richiamo a Lance Burton.
Ledger Demain, nome originale Hiroo Kobato (小鳩 宏夫?, Kobato Hiroo), centrocampista, numero 8

Doppiato in giapponese da Nanae Katō e in italiano da ?

Di statura bassa, porta un cerotto rosso nell'occhio sinistro ed ha i capelli bianchi. Usa la tecnica:
- Taglio Dimensionale (Dimension Cut, ディメンションカット?, Dimenshon katto):

Il piede destro si riempie di energia oscura, Ledger dà un calcio nel vuoto e si apre un portale nelle vicinanze dell'avversario. Il piede di Ledger appare e ruba la palla all'avversario.
Harrold Houdini, nome originale Tadashi Mahoro (真帆路 正?, Mahoro Tadashi), centrocampista e capitano, numero 9, Imperiale

Doppiato in giapponese da Kazuma Horie e Ayahi Takagaki (voce da bambino) e in italiano da ?

Amico d'infanzia di Wanli. Ha i capelli rossi a forma di corna e la barba dello stesso colore. In Inazuma Eleven GO: Galaxy entra a far parte della Resistenza del Sol Levante. Usa:
- Spirito Guerriero: Garas, Maestra delle Illusioni (Gen'ei no Dalamanglass, 幻影のダラマンガラス?, Gen'ei no Daramangarasu, lett. "Dalamanglass dell'Illusione"):

Uno Spirito Guerriero simile ad una strega.
- Nastri Paralizzanti (Dancing Ghost, ダンシングゴースト?, Danshingu gōsuto):

Tecnica con Spirito Guerriero: Garas, Maestra delle Illusioni evoca dal suo scettro dei fantasmi che stritolano lo Spirito Guerriero avversario o semplicemente l'avversario stesso.
- Tiro Fantasma (Maboroshi Shot, マボロシショット?, Maboroshi shotto, lett. "Tiro dell'Illusione"):

Dei fuochi fatui di colore foglia di tè "entrano" nella palla. Dopo che la palla ne è intrisa abbastanza, Harrold tira in porta. È un tiro che, come dice Celia, non è mai stato parato perché la palla scompare e riappare dopo aver superato la difesa avversaria.
Hocus Sesame, nome originale Gen'ichi Shiranui (不知火 幻一?, Shiranui Gen'ichi), attaccante, numero 10

Doppiato in giapponese da Yūki Tai e in italiano da ?

Ha i capelli rosa scuro. Usa la tecnica:
- Palla a Trabocchetto (Trick Ball, トリックボール?, Torikku bōru):

Hocus lancia la palla in aria che si ingrandisce. L'avversario si accuccia per la paura ma la palla torna normale e Hocus la riprende.
Pocus Sesame, nome originale Eiji Shiranui (不知火 影二?, Shiranui Eiji), attaccante, numero 11, Imperiale

Fratello di Hocus, ha i capelli celesti. Usa:
- Spirito Guerriero: Giullare, mago delle arguzie (Dōkeshi Phantom, 道化師ファンタム?, Dōkeshi Fantamu, lett. "Clown Fantasma"):

Uno Spirito Guerriero simile a Illusionista Canaglia di Maxim Millennium del Collegio Fiducia Incrollabile. Esso compare solo nel gioco.
- Palla a Trabocchetto (Trick Ball, トリックボール?, Torikku bōru):

Pocus usa questa tecnica solo nel gioco.
Pen Teller, nome originale Sanemi Utsurogi (虚木 実美?, Utsurogi Sanemi), portiere, numero 12

Doppiato in giapponese da Mina e in italiano da ?

Il portiere di riserva della squadra, ha i capelli lunghi e grigi. Nel primo tempo della partita contro la Raimon gioca da titolare. Usa le tecniche:
- Presa Oscura (Kage Tsukami, かげつかみ? lett. "Presa dell'Ombra"):

Con un gesto della mano, Pen fa apparire dal terreno una mano oscura che afferra la palla bloccandola.
- Ultrasuono (Bat Attack, バットアタック?, Batto atakku)

Usata solo nel gioco. Pen si aggrappa alla traversa e colpisce la palla con impulsi sonar, per poi afferrarla al volo.
Petey Sentar, nome originale Jōji Iryū (井柳 丈次?, Iryū Jōji), difensore, numero 13

È pallido ed ha i capelli marroni a forma di v.
Trump Loyal, nome originale Shiiya Machi (真地 椎矢?, Machi Shiiya), centrocampista, numero 14

Basso di statura, ha i capelli biondo scuro.
Daren Blakh, nome originale Asaya Toriyuki (取行 麻也?, Toriyuki Asaya), attaccante, numero 15

Ha i capelli lilla che gli coprono l'occhio destro.
Billy Lingsoo, nome originale Tamanori Ōki (大木 玉則?, Ōki Tamanori), attaccante, numero 16

Grosso di statura, ha i capelli neri e la carnagione scura.

### Istituto Galattico
Nome originale - Arakumo Gakuen (新雲学園?, lett- "Accademia Nuova nuvola")
Affronta la Raimon nelle semifinali nello Stadio Deserto (Desert Stadium, デザートスタジアム?, Dezāto Sutajiamu). L'allenatrice è Hailey Cometti, nome originale Ranko Karibe (狩部 蘭子?, Karibe Ranko). Usano lo schema 3-4-3 e la loro maglietta è blu con delle linee gialle sulle maniche, i pantaloncini grigi e i calzettoni blu. Da notare che i nomi dei giocatori titolari si riferiscono ai vari corpi celesti del Sistema Solare. Gakuen (学園?) significa "accademia".
Ringo Saturn, nome originale Tosamaru Sata (佐田 土佐丸?, Sata Tosamaru), portiere, numero 1, Imperiale

Doppiato in giapponese da Yūki Tai e in italiano da ?

Ha i capelli marroni con due grossi ciuffi attorno al collo che ricordano gli anelli del pianeta Saturno. Il primo kanji del suo nome di battesimo originale, To (土?), è un riferimento al pianeta Saturno, dato che è il primo del nome del pianeta, Dosei (土星?). Usa:
- Spirito Guerriero: Gargantua Gigante Metallico (Teppeki no Gigadone, 鉄壁のギガドーン?, Teppeki no Gigadōn, lett. "Fortezza Inespugnabile Gigadone"):

Uno Spirito Guerriero identico a Titano Gigante di Alessandro Il Grande dell'Accademia Militare Mare Lunare con la differenza che è azzurro.
- Presa D'Acciaio (Gigantic Bomb, ギガンティックボム?, Gigantikku bomu):

Tecnica con Spirito Guerriero: Gargantua Gigante Metallico schiaccia la palla con i pugni impedendole di entrare in porta. E la stessa tecnica di Alessandro Il Grande.
- Gran Stella (Star Reflection, スターリフレクション?, Sutā rifurekushon):

Tecnica usata da Ringo solo nel gioco. Ringo salta ed evoca un'enorme stella azzurra che blocca il tiro, respingendolo e lasciando una scia luminosa azzurra.
Auberon Ouranos, nome originale Tenshō Urano (浦野 天正?, Urano Tenshō), difensore, numero 2

Grosso di statura, ha i capelli color foglia di tè a forma di U, che ricordano molto gli anelli di Urano, e occhi senza pupille. Il suo cognome originale è un riferimento al pianeta Urano, anche se gli ideogrammi con cui si scrive significano tutt'altro e il pianeta ha un altro nome in giapponese.
Manning Moon, nome originale Tsukiya Mukumo (武雲 月弥?, Mukumo Tsukiya), difensore, numero 3

Grosso di statura, ha un ciuffo giallo e un grosso naso. Il primo ideogramma del suo nome di battesimo originale è un riferimento alla Luna, il cui nome in giapponese è proprio Tsuki (月?).
Terran Gaea, nome originale Chiharu Yasumori (安守 地春?, Yasumori Chiharu), difensore, numero 4

Ha i capelli rasati color foglia di tè chiaro ed è di statura alta. Il suo nome di battesimo originale è un riferimento al pianeta Terra, dato che l'ideogramma chi (地?) significa "terra" come nome comune e forma la parola Chikyū (地球?) che indica il pianeta.
Crateris Mercury, nome originale Mizuki Makisato (牧里 水樹?, Makisato Mizuki), difensore, numero 5

Ha i capelli bianchi con due ciuffi che assomigliano a delle corna e occhi a sclera nera. Il primo kanji del suo nome di battesimo originale, Mizu (水?), è un riferimento al pianeta Mercurio, dato che è il primo del nome del pianeta, Suisei (水星?).
Nix Pluton, nome originale Meiji Furuto (古戸 冥次?, Furuto Meiji), centrocampista, numero 6

È di statura bassa e ha i capelli neri-grigi. Il primo kanji del suo nome di battesimo originale, Mei (冥?), è un riferimento al pianeta nano Plutone, dato che è il primo del nome del pianeta, Meiōsei (冥王星?).
Neith Venus, nome originale Kinsuke Hinano (雛乃 金輔?, Hinano Kinsuke), centrocampista, numero 7

Doppiata in italiano da Domitilla D'Amico

Molto simile a Byron Love per i suoi capelli lunghi. È l'unica femmina della squadra. Verrà sostituita da Chiron nel secondo tempo. Il primo kanji del suo nome di battesimo originale, Kin (金?), è un riferimento al pianeta Venere, dato che è il primo del nome del pianeta, Kinsei (金星?).
Callis Jove, nome originale Mokuren Kida (樹田 木蓮?, Kida Mokuren), centrocampista, numero 8

Ha i capelli gialli con due ciuffi gialli-neri che ricordano dei fulmini. Il primo kanji del suo nome di battesimo originale, Moku (木?), è un riferimento al pianeta Giove, dato che è il primo del nome del pianeta, Mokusei (木星?).
 Deimos Mars, nome originale Hiroshi Mazumi (真住 火朗志?, Mazumi Hiroshi), centrocampista, numero 9

Ha i capelli rossi. Il primo kanji del suo nome di battesimo originale, Hi (火?), è un riferimento al pianeta Marte, dato che è il primo del nome del pianeta, Kasei (火星?).
Triton Nettuno, nome originale Umitomo Nebuchi (根淵 海友?, Nebuchi Umitomo), attaccante, numero 10, Imperiale

Doppiato in giapponese da Hirofumi Nojima e in italiano da ?

I suoi capelli grigi, che gli coprono gli occhi, ricordano un tridente. Il primo kanji del suo nome di battesimo originale, Umi (海?), è un riferimento al pianeta Nettuno, dato è il primo del nome del pianeta, Kaiōsei (海王星?). Usa:
- Spirito Guerriero: Neptune, Imperatore degli Oceani (Kaitei Nepuchūn, 海帝ネプチューン? lett. "Imperatore del Mare Nettuno"):

Uno Spirito Guerriero simile a Signore dei Mari Poseidone di Davy Jones dell'Accademia Baia dei Pirati visto che Poseidone è il nome di Nettuno nella mitologia greca.
- Arpione Silurante (Heavy Aqua Lance, ヘヴィアクアランス?, Hevi akua ransu):

Tecnica con Spirito Guerriero: Triton carica la sua mano sinistra di acqua e la sbatte al suolo. Dopo che ha tirato, la palla viene circondata dall'acqua e viene seguita dalla lancia scagliata da Neptune, Imperatore degli Oceani. E la medesima tecnica di Davy Jones nel gioco.
Sol Daystar, nome originale Taiyō Amemiya (雨宮 太陽?, Amemiya Taiyō), attaccante e capitano, numero 11

Doppiato in giapponese da Takuya Eguchi e in italiano da Ruggero Andreozzi

Ha lunghi capelli arancioni e occhi celesti. Dimostra subito amicizia nei confronti di Arion. Appare per la prima volta nell'episodio 33. È un giocatore con grande potenza di tiro. Viene ricoverato in ospedale poiché ha i polmoni fragili e non deve sforzarsi quando gioca a calcio. Il suo nome di battesimo originale è un riferimento al Sole, il cui nome in giapponese si legge e si scrive nello stesso modo. Anche il nome europeo Sol significa "Sole" in latino, e day star vuol dire "luce del giorno" in inglese. Nella versione Fiamma del videogioco Inazuma Eleven GO: Chrono Stones e nell'anime, Sol si unisce alla Raimon per aiutarla contro la El Dorado. Nel gioco Inazuma Eleven GO: Chrono Stones e nel film Gekijōban Inazuma Eleven GO vs Danball senki W si unisce all'Inazuma Japan. Usa:
- Spirito Guerriero: Apollo, Spirito del Sole (Taiyō Shin Apollo, 太陽神アポロ?, Taiyō Shin Aporo, lett. "Dio del Sole Apollo"):

Uno Spirito Guerriero a quattro braccia, di cui due conserte, che richiama, appunto, Apollo. Nel gioco Inazuma Eleven GO: Chrono Stones e nell'episodio 44 del relativo anime, durante la partita contro il Team Gar, Sol sviluppa l'Armatura.
- Bagliore Solare (Sunshine Force, サンシャインフォース?, Sanshain fōsu):

Tecnica con Spirito Guerriero: Sol esegue un movimento con le mani, Apollo crea una gigantesca palla di fuoco, Sol salta e tira in porta.
- Sorpresa Solare (Crazy Sunlight, クレイジーサンライト?, Kureijī sanraito):

Tecnica difensiva usata solo nel gioco. Sol genera e lancia una sfera lucente che spara violentemente raggi solari che abbagliano l'avversario, permettendo a Sol di prendergli la palla.
- Raggio Accecante (Sunshine Storm, サンシャインストーム?, Sanshain sutōmu):

Usata nel gioco Inazuma Eleven GO: Chrono Stones e nel film Gekijōban Inazuma Eleven GO vs Danball senki W. Sol lancia in cielo la palla, che accumula energia solare; dopodiché Sol salta e tira in porta.
- Scivolata Scintillante (Spark Edge Dribble, スパークエッジドリブル?, Supāku ejji doriburu):

Usata nel gioco Inazuma Eleven GO: Chrono Stones e nel film Gekijōban Inazuma Eleven GO vs Danball senki W. Sol riempie il piede sinistro di elettricità e inizia a scivolare in piedi con la palla sopra al piede; quando ha l'avversario di fronte a lui, lo supera generando una piccola esplosione che lo fa sbalzare via.
- Mixi Max:

Nella versione Fiamma del videogioco e nell'anime di Inazuma Eleven GO: Chrono Stones Sol unisce la sua aura con quella di Zhuge Liang. I suoi capelli diventano color viola chiaro e i suoi occhi diventano a mandorla e con una tonalità verde acqua. Nell'anime avviene nell'episodio 24, durante la partita contro la Zanark Domain. Con questa fusione sviluppa, solo nel gioco, la tecnica Cielo e Terra.
- Cielo e Terra (Tenchi Raimei, 天地雷鳴? lett. "Fulmine di Cielo e Terra"):

Tecnica usata da Sol con l'aura di Zhuge Liang solo nella versione Fiamma di Inazuma Eleven GO: Chrono Stones e nel film Gekijōban Inazuma Eleven GO vs Danball senki W. Sol crea una torre di pietre, quindi salta all'interno di una nube temporalesca per poi avvitarsi coperto dalle nubi, e calcia il pallone caricandolo di fulmini e spedendolo in porta, avvolto dalle nubi, con grande forza e velocità.
- Spirito Guerriero: Epico Dragone Kykhreides (蒼天の覇者玉竜? lett. "Capo Supremo dell'Azzurro Gyokuryū"):

Usato solo nella versione Fiamma di Inazuma Eleven GO: Chrono Stones nella modalità Mixi Max con Zhuge Liang, è uno Spirito Guerriero che assomiglia ad un drago alato. Nell'anime lo usa solo Zhuge Liang e non Sol, e non viene detto il suo nome.
- Lampi e Fulmini (Tempest, テンペスト?, Tenpesuto):

Tecnica con Spirito Guerriero usata solo nella versione Fiamma di Inazuma Eleven GO: Chrono Stones. Epico Dragone Kykhreides ruggisce e scatena dei fulmini che colpiscono l'avversario dando a Sol la possibilità di evitarlo.
Astro Ceres, nome originale Kazutoyo Serei (瀬嶺 数豊?, Serei Kazutoyo), portiere, numero 12

Ha i capelli lunghi e bianchi.
Chiron Vestal, nome originale Eichi Chihara (茅原 恵智?, Chihara Eichi), attaccante, numero 13

Ha i capelli blu-grigi. Sostituisce Neith Venus nel secondo tempo.
Xeno Eris, nome originale Kōshichirō Iri (伊理 虹七郎?, Iri Kouschichirou), centrocampista, numero 14

Basso di statura, ha i capelli grigi.
Namak Haumea, nome originale Takeyasu Higa (比嘉 健康?, Higa Takeyasu), difensore, numero 15

Alto di statura, ha i capelli grigi corti con un ciuffo curvo viola.
Mac Emake, nome originale Shirō Uesuda (上須田 四郎?, Uesuda Shirō), difensore, numero 16

Ha i capelli lunghi e marroni che gli coprono il viso, lasciandogli scoperti naso e occhi.

### Collegio Monte Olimpo
Nome originale - Seidōzan (聖堂山?, lett. "Il tempio della montagna")
La squadra allenata da Alex Zabel e Dave Quagmire che affronta la Raimon nella finale del Cammino Imperiale, ma solo nel primo tempo. È nota come la squadra che ha vinto tutte le partite e che ha fatto più gol nel Cammino Imperiale. Nelle semifinali batte la Farm Jr. High per 16-0. La finale si tiene nello Stadio Zenith (Ama no Mikado Stadium, アマノミカドスタジアム?, Ama no mikado sutajiamu, lett. "Stadio Imperatore del Cielo"). Usano lo schema di gioco 4-4-2 e la loro maglietta è arancione con il colletto marrone e delle strisce bianche sulle maniche, i pantaloncini grigio scuro e i calzettoni grigio chiaro con delle righe bianche e marroni.
Theo "Theia" Divine, nome originale Teiya Masaki (征木 帝矢?, Masaki Teiya), portiere, numero 1

Doppiato in giapponese da Hirofumi Nojima e in italiano da ?

Indossa una fascia bianca ed ha i capelli blu scuro. Usa la tecnica:
- Bloccatiro (Shoot Break, シュートブレイク?, Shūto bureiku):

Theo prende fuoco e si dirige verso la palla; a quel punto colpisce ripetutamente la palla con calci velocissimi. Dopo che Theo la spedisce in alto, e la palla "esplode" per i colpi subiti.
Mnemo Pool, nome originale Hidetoshi Munemori (宗森 秀年?, Munemori Hidetoshi), difensore, numero 2

Il difensore più grosso della squadra. Ha i capelli biondi.
Perses Destroyer, nome originale Yūdai Kurei (呉井 雄大?, Kurei Yūdai), difensore, numero 3

Ha due strisce bianche in faccia che formano una X.
Iapetus Pierce, nome originale Satoshi Iyabe (伊矢部 敏志?, Iyabe Satoshi), difensore, numero 4

Ha i capelli bianchi e tiene sempre gli occhi chiusi.
Phoebus Moonlight, nome originale Shinpei Hozumi (穂積 信平?, Hozumi Shinpei), difensore, numero 5

Ha i capelli marroni.
Rae Godmother, nome originale Reia Amase (天瀬 玲亜?, Amase Reia), centrocampista, numero 6

Doppiato in giapponese da Yurin e in italiano da ?

Ha capelli biondi e gli occhi chiusi. Usa la tecnica:
- Proiettile D'Aria (Air Bullet, エアーバレット?, Eā baresu):

Rae crea una sfera d'energia e tira verso l'avversario come con una normale palla. Dopo aver raggiunto l'avversario, la sfera esplode facendolo volare via mentre la palla viene presa da Rae.
Hyperion Wise, nome originale Rion Hyūga (日向 理恩?, Hyūga Rion), centrocampista, numero 7

Doppiato in giapponese da Mitsuki Saiga e in italiano da ?

Ha i capelli bianchi. Usa la tecnica:
- Globi di Luce (Round Spark, ラウンドスパーク?, Raundo supāku):

Hyperion manda la palla in aria e, dopo che quest'ultima prende elettricità, la tira verso l'avversario. La palla si divide in quattro e colpisce l'avversario e, a quel punto, Hyperion la riprende.
Oceanus Worldstream, nome originale Yukimori Okegawa (桶川 之守?, Okegawa Yukimori), centrocampista, numero 8

È di statura minuta ed ha i capelli marroni.
Cronus Fourseasons, nome originale Makoto Kurosaki (黒裂 真命?, Kurosaki Makoto), centrocampista e capitano, numero 9, Imperiale

Doppiato in giapponese da Nanae Katō e in italiano da ?

Ha un aspetto femminile, i capelli marrone chiaro e gli occhi rossi ed indossa una fascia bianca. Nonostante giochi per il Quinto Settore, dimostra sportività e lealtà. In Inazuma Eleven GO: Galaxy entra a far parte della Resistenza del Sol Levante. Usa:
- Spirito Guerriero: Surtur, il Gigante di Fuoco (Enma Gazard, 炎魔ガザード?, Enma Gazādo, lett. "Demone di Fuoco Gazard"):

Cronus evoca uno Spirito Guerriero di fuoco muscoloso e molto potente.
- Tormenta di Fuoco (Bakunetsu Storm, 爆熱ストーム?, Bakunetsu sutōmu, lett. "Tempesta esplosiva"):

Tecnica usata nella prima serie da Axel Blaze, Cronus la usa con il suo Spirito Guerriero. Cronus crossa ed evoca Surtur, il Gigante di Fuoco che lo alza fino al pallone, quindi tira mentre la palla diventa bianca e coperta da una fiamma. Durante tutto questo ha lo Spirito Guerriero sempre dietro, che si muove in modo simile a lui.
- Scoccata di Balista (Ballista Shot, バリスタショット?, Barisuta shotto):

Tecnica di tiro. Cronus fa un giro su sé stesso ed evoca una grande balista. Dopodiché, tira col piede sinistro, facendo diventare la palla una grande lancia verde, che schizza in porta lanciata dalla balista.
Coeus Heavens, nome originale Io Koizaki (恋崎 伊雄?, Koizaki Io), attaccante, numero 10

Doppiato in giapponese da Yū Kobayashi e in italiano da ?

Ha i capelli biondi riccioluti che coprono l'occhio destro. Usa anche lui, nel gioco, la tecnica Scoccata di Balista (Ballista Shot, バリスタショット?, Barisuta shotto).
Tet "Tethys" Aqua, nome originale Tomo Tsutsumi (堤美 智?, Tsutsumi Tomo), attaccante, numero 11

Ha i capelli rossi.
Eos Dawn, nome originale Kenji Temizu (手水 研二?, Temizu Kenji), portiere, numero 12

Ha i capelli blu a caschetto.
Pallas Brandish, nome originale Akisada Furō (府老 明貞?, Furō Akisada), difensore, numero 13

Basso di statura, ha i capelli rosa a caschetto.
Themis Law, nome originale Omi Arino (有野 緒美?, Arino Omi), centrocampista, numero 14

Ha i capelli chiari.
Atlas Carrier, nome originale Arashi Atō (阿藤 嵐?, Atō Arashi), attaccante, numero 15

Alto di statura, ha i capelli biondi.
Orion Hunter, nome originale Kurehito Asō (麻生 暮人?, Asō Kurehito), centrocampista, numero 16

Ha i capelli grigi corti.

### Dragon Link
Nome originale - Dragonlink (ドラゴンリンク?, Doragonrinku)
Affronta la Raimon nella finale del Cammino Imperiale, sostituendo il Collegio Monte Olimpo nel secondo tempo. La squadra è formata interamente da Imperiali. Da notare che tutti i giocatori, tranne il capitano Quentin, hanno i capelli bianchi. È allenata da Gyan Cinquedea, alleato di Alex Zabel. Gli Spiriti Guerrieri di questa squadra sono basati sulle pedine degli scacchi bianchi, e la "W" dopo il nome originale sta per white, "bianco" in inglese. Nel gioco compaiono anche degli Spiriti Guerrieri simili con la "B" di black, "nero", usati dalla Zanna del Nord. La finale si tiene nello Stadio Zenith (Ama no Mikado Stadium, アマノミカドスタジアム?, Ama no mikado sutajiamu, lett. "Stadio Imperatore del Cielo"). Usano lo schema di gioco 2-4-4 e la loro maglietta è grigio scuro con le maniche bianche, i pantaloncini bianchi e i calzettoni bianchi a righe grigio scuro. A differenza delle altre squadre, la Dragon Link non presenta un proprio emblema nell'anime e usa quello del Collegio Monte Olimpo; per questo il commentatore Chester Horse Sr. chiama la squadra come se fosse il Monte Olimpo. La maggior parte dei nomi originali dei personaggi contiene la sillaba "go" o la sillaba "gō", in riferimento al numero 5, in giapponese go (五?), del Quinto Settore, anche se solo nei nomi di Seiei Gomi ed Eiji Gonokami è scritto con lo stesso ideogramma del numero; i nomi europei, invece, ad eccezione di quelli delle riserve, contengono un riferimento al numero 5 in varie lingue europee.
Quentin Cinquedea, nome originale Yamato Sengūji (千宮路 大和?, Sengūji Yamato), portiere e capitano, numero 1, Imperiale

Doppiato in giapponese da Yūki Hayashi e in italiano da Alessandro Capra
Il figlio dell'allenatore Gyan Cinquedea. È un portiere di straordinaria potenza, tant'è che riesce a bloccare Angelo Perduto di Victor, la sua tecnica più potente, quando altri celebri portieri in precedenza affrontati dalla Raimon non ci erano riusciti. Nel videogioco invece blocca con una sola mano la Stoccata Micidiale dello stesso Victor senza usare Tecniche Micidiali e tantomeno il suo Spirito Guerriero. Segna inoltre un goal nella sfida contro la Raimon. In Inazuma Eleven GO: Galaxy entra a far parte della Resistenza del Sol Levante. Usa:
- Spirito Guerriero: Saggio Monarca, Re Bianco (Ken'ō Kingburn W, 賢王キングバーンW?, Ken'ō Kingubān daburyū, lett. "Re Saggio Kingburn W"):

Uno Spirito Guerriero con quattro braccia basato sul re.
- Corona di Fuoco (King Fire, キングファイア?, Kingu faia):

Tecnica con Spirito Guerriero: le mani di Saggio Monarca, Re Bianco prendono fuoco e quest'ultimo blocca la palla con un potente raggio infuocato, incenerendola.
- Bloccatiro (Shoot Break, シュートブレイク?, Shūto bureiku):

Quentin prende fuoco e si dirige verso la palla; a quel punto colpisce ripetutamente la palla con calci velocissimi. Dopo che Quentin la spedisce in alto, la palla "esplode" per i colpi subiti. Quentin usa questa tecnica solo nel gioco.
Aimé Quintet, nome originale Tetsurō Gomaki (護巻 徹郎?, Gomaki Tetsurō), difensore, numero 2, Imperiale

Doppiato in giapponese da Hirofumi Nojima e in italiano da ?

Porta tre trecce di cui una è appoggiata sulla spalla sinistra. In Inazuma Eleven GO: Galaxy entra a far parte della Resistenza del Sol Levante. Usa:
- Spirito Guerriero: Incantatrice Reale, Regina Bianca (Majo Queen Redia W, 魔女クィーンレディアW?, Majō kwīn Redia daburyū, lett. "Regina Strega Redia W"):

Uno Spirito Guerriero basato sulla regina.
Eljas Viisi, nome originale Senma Gōishi (郷石 閃真?, Gōishi Senma), difensore, numero 3, Imperiale

È uno dei due difensori titolari della squadra. Usa:
- Spirito Guerriero: Sentinella di Guardia, Torre Bianca (Bannin no Tō Rook W, 番人の塔ルークW?, Bannin no tō Rūku daburyū, lett. "Torre del Guardiano Rook W"):

Uno Spirito Guerriero basato sulla torre.
Pentra Chek, nome originale Seiei Gomi (五味 清栄?, Gomi Seiei), centrocampista, numero 4, Imperiale

Doppiato in giapponese da Tōru Nara e in italiano da ?

Di statura grossa. Usa:
- Spirito Guerriero: Messaggero Divino, Alfiere Bianco (Masaishō Bishop W, 魔宰相ビショップW?, Masaishō Bishoppu daburyū, lett. "Primo Ministro Demone Bishop W"):

Uno Spirito Guerriero basato sull'alfiere.
Federigo Cinco, nome originale Gōnoshin Kamiyama (神山 豪之伸?, Kamiyama Gōnoshin), centrocampista, numero 5, Imperiale

Porta dei dreadlocks. Anche lui può usare lo Spirito Guerriero Messaggero Divino, Alfiere Bianco (Masaishō Bishop W, 魔宰相ビショップW?, Masaishō Bishoppu daburyū, lett. "Primo Ministro Demone Bishop W").
Ferdinand Delafünfe, nome originale Dōriki Ikari (猪狩 強利貴?, Ikari Dōriki), centrocampista, numero 6, Imperiale

Anch'esso è di statura grossa. Usa:
- Spirito Guerriero: Cavallo Bianco (Tekkihei Knight W, 鉄騎兵ナイトW?, Tekkihei Naito daburyū, lett. "Cavaliere di Ferro Knight W"):

Uno Spirito Guerriero basato sul cavallo, usato per i tiri in porta.
Quinque Flores, nome originale Shōgo Seijō (聖城 将護?, Seijō Shōgo), attaccante, numero 7, Imperiale

Doppiato in giapponese da Yūki Kodaira e in italiano da ?

Ha gli occhi viola ma i suoi capelli coprono quello destro. Segna un goal nella sfida contro la Raimon abbattendo la Mano del Colosso dello Spirito Guerriero Atlante Difensore della Terra di Jean-Pierre. Usa:
- Spirito Guerriero: Pedone Bianco (Seiei-Hei Pawn W, 精鋭兵ポーンW?, Seiei hei Pōn daburyū, lett. "Guerriero d'Élite Pawn W"):

Uno Spirito Guerriero basato sul pedone.
Jacques Cinquini, nome originale Shō Mito (御戸 翔?, Mito Shō), attaccante, numero 8, Imperiale

Ha gli occhi marroni. Durante la sfida contro la Raimon infortuna, con un tiro dello Spirito Guerriero, Samguk. Anche lui può usare infatti lo Spirito Guerriero Pedone Bianco (Seiei-Hei Pawn W, 精鋭兵ポーンW?, Seiei hei Pōn daburyū, lett. "Guerriero d'Élite Pawn W").
Fivier Saviola, nome originale Masaru Aikawa (合川 賢?, Aikawa Masaru), centrocampista, numero 9, Imperiale

Ha un aspetto femminile e porta gli occhiali. Può usare lo Spirito Guerriero Cavallo Bianco (Tekkihei Knight W, 鉄騎兵ナイトW?, Tekkihei Naito daburyū, lett. "Cavaliere di Ferro Knight W").
David Quintola, nome originale Shingo Godai (伍代 慎吾?, Godai Shingo), attaccante, numero 10, Imperiale

Doppiato in giapponese da Jun Konno e in italiano da ?

Giocatore dalla potenza di tiro devastante, probabilmente il più potente attaccante della Dragon Link nonostante non abbia segnato nessun goal nella sfida contro la Raimon. Anche lui può usare lo Spirito Guerriero Pedone Bianco (Seiei-Hei Pawn W, 精鋭兵ポーンW?, Seiei hei Pōn daburyū, lett. "Guerriero d'Élite Pawn W").
Erik Pentona, nome originale Yukai Gotō (後藤 結界?, Gotō Yukai), attaccante, numero 11, Imperiale

Doppiato in giapponese da Fumiko Orikasa e in italiano da ?

È calvo ma porta una lunga treccia. Anche lui può usare lo Spirito Guerriero Pedone Bianco (Seiei-Hei Pawn W, 精鋭兵ポーンW?, Seiei hei Pōn daburyū, lett. "Guerriero d'Élite Pawn W").
Leonidas Epsilon, nome originale Tōru Gotenba (御殿場 享?, Gotenba Tōru), portiere, numero 12, Imperiale

Nonostante sia il secondo portiere della squadra, nell'anime indossa la divisa da normale giocatore, invece che quella da portiere.
George Wu, nome originale Eiji Gonokami (五ノ神 栄治?, Gonokami Eiji), centrocampista, numero 13, Imperiale

Ha la carnagione pallida.
Geert Vandevijf, nome originale Haeru Gōsaki (江崎 映?, Gōsaki Haeru), attaccante, numero 14, Imperiale

I suoi capelli tendono al celeste chiaro.
Folke Fem, nome originale Takeyuki Gozuma (牛頭真 武之?, Gozuma Takeyuki), centrocampista, numero 15, Imperiale

Alto di statura.
Naji Khamsa, nome originale Tsuyoshi Hoshii (星井 剛志?, Hoshii Tsuyoshi), difensore, numero 16, Imperiale

Un ciuffo ricurvo gli cade sul volto.

### Collegio Ultramegaedera
Nome originale - Aoba Gakuen (青葉学園? lett. "Accademia Foglie verdi")
Squadra del gruppo A che originariamente doveva sfidare la Raimon nella semifinale, ma viene spostata nel gruppo B al posto della Royal Academy per volere del Quinto Settore. Affronta quindi l'Accademia Baia dei Pirati nella semifinale del gruppo B, in cui perde. Nell'anime compare solo il portiere della squadra in un fotogramma, mentre la squadra per intero è visibile e affrontabile solo nel videogioco. Gakuen (学園?) significa "accademia".
Clem Attish, nome originale Hanasaku Shiyō (紫陽 花作?, Shiyō Hanasaku), portiere, numero 1

Alto di statura, indossa degli occhialetti e ha i capelli rosa. È l'unico membro della squadra a comparire nell'anime, nella sfida contro l'Accademia Baia dei Pirati. Usa nel gioco la tecnica:
- Turbo Pugno (Rapid Whip, ラピッドウイップ?, Rapiddo uippu):

Clem rotea il braccio per poi colpire tre volte col pugno la palla, respingendola.
Tyrian Purpel, nome originale Tsutaru Sometani (染谷 伝統?, Sometani Tsutaru), difensore, numero 2

Grosso di statura, ha i capelli marroni e la barbetta.
Pike Pollack, nome originale Kunihiro Ōmizu (大水 群二洋?, Ōmizu Kunihiro), difensore, numero 3

Ha i capelli celesti con una coda di cavallo e occhiaie nere.
Martin Blando, nome originale Yoshihiko Murasaki (村崎 喜彦?, Murasaki Yoshihiko), difensore, numero 4

Ha i capelli viola che gli coprono gli occhi.
Keane Gardner, nome originale Toshinori Koba (小庭 利徳?, Koba Toshinori), difensore, numero 5

Ha i capelli chiari corti. Compare in un fotogramma del gioco.
Shaun Bonce, nome originale Hajime Koiura (恋浦 初?, Koiura Hajime), centrocampista, numero 6

Basso di statura, ha i capelli marroni cespugliosi ed è pallido.
Penn Minim, nome originale Rei Sumii (住井 礼?, Sumii Rei), centrocampista, numero 7

Anch'egli basso di statura, ha i capelli bianchi appuntiti ai lati con degli strani chignon sopra e un ciuffo blu scuro che gli ricade sul viso.
Brook Bold, nome originale Isami Aino (藍野 勇?, Aino Isami), centrocampista, numero 8

Ha i capelli biondi e gli occhi blu.
Francis Tuffnot, nome originale Nozomi Sōgetsu (蒼月 望観?, Sōgetsu Nozomi), centrocampista e capitano, numero 9

Ha i capelli blu. Compare in un fotogramma del gioco.
Joshua Bleak, nome originale Haseru Shian (詩庵 馳?, Shian Haseru), attaccante, numero 10

Ha i capelli marrone chiaro lunghi.
Hayden Whyrl, nome originale Ryūichi Azu (安須 竜一?, Azu Ryūichi), attaccante, numero 11

Ha i capelli biondi e gli occhialetti. Compare in un fotogramma del gioco.
Matt Durer, nome originale Suzuto Umeo (梅尾 鈴人?, Umeo Suzuto), portiere, numero 12

Ha i capelli blu e la faccia da gorilla.
Nixon Earlnight, nome originale Nobuhiko Asaga (浅賀 伸彦?, Asaga Nobuhiko), difensore, numero 13

Ha i capelli biondi e indossa gli occhiali.
Jack Balance, nome originale Kagehiro Wakeru (分流 陰陽?, Wakeru Kagehiro), centrocampista, numero 14

Ha i capelli a forma di fungo che gli coprono gli occhi bianco-neri.
Skylar Lepton, nome originale Takatoshi Hizu (飛豆 祟利?, Hizu Takatoshi), difensore, numero 15

Ha i capelli viola scuro che gli coprono un occhio e ha il naso appuntito.
Tarquin Orchards, nome originale Ken'ichirō Oume (青梅 健一郎?, Oume Ken'ichirō), attaccante, numero 16

Ha i capelli blu-verde con un ciuffo giallo chiaro.

### Squadre solo menzionate
- Farm Jr. High (千羽山?, Senbayama): ha affrontato il Collegio Monte Olimpo nelle semifinali perdendo per 16-0. Si intravede solo il portiere della squadra, di spalle, mentre tutti gli altri membri sono ignoti.

## Altre squadre

### Cavalieri oscuri
Nome originale - Kuro no Kishidan (黒の騎士団?)
Squadra mandata dal Quinto settore per sostituire la Raimon. È la prima squadra di Victor Blade e, dopo che egli l'avrà abbandonata, non si sa chi sia il nuovo capitano. Il presunto allenatore della squadra è Saber Sabel, nome originale Zenzou Kuroki. La partita contro la Raimon s'interrompe sul punteggio di 13-0 per i Cavalieri oscuri. Usano lo schema 4-3-3 e la loro divisa è tutta nera con una saetta gialla sulla maglietta. Victor è l'unico giocatore della squadra a giocare senza indossare la divisa. Nel videogioco possiedono anche delle riserve, assenti nell'anime. Il nome originale della squadra significa letteralmente "Cavalieri neri". La maggior parte dei nomi europei dei giocatori sono quelli di armi medioevali.
Lance Speares, nome originale Masashi Tetsuoda (鉄雄田 政志?, Tetsuoda Masashi), portiere, numero 1

Il serio portiere della squadra. Blocca facilmente il tiro di Doug durante la partita contro la Raimon. Nel gioco Inazuma Eleven GO: Chrono Stones viene indicato come capitano della squadra.
Dirk Anlace, nome originale Genta Morikawa (森川 源太?, Morikawa Genta), difensore, numero 2

Dai capelli verde scuro, ha l'abitudine di portare sempre il braccio sinistro stretto sulla spalla.
Clay Moor, nome originale Seiji Ushijima (牛島 誠次?, Ushijima Seiji), difensore, numero 3

È alto e robusto. Ha due stelline nere su entrambi i lati della fronte.
Nun Chuck, nome originale Mitsuru Daimon (大門 満?, Daimon Mitsuru), difensore, numero 4

È grosso e muscoloso. Ha i capelli marroni con delle strane protuberanze rosa salmone ai lati e le braccia scoperte; sul braccio destro porta un vistoso tatuaggio con il simbolo maschile.
Spike Stiletto, nome originale Mitsuo Yanagi (柳 光男?, Yanagi Mitsuo), difensore, numero 5

Ha un aspetto inquietante e i capelli celeste chiaro.
Bilbo Baton, nome originale Dai Sanjō (三定 大?, Sanjō Dai), centrocampista, numero 6

Ha i capelli triangolari e indossa gli occhiali.
Jack Knife, nome originale Minoru Iseya (伊勢屋 実?, Iseya Minoru), centrocampista, numero 7

Irrispettoso nei confronti della Raimon. Ha un piccolo neo sulla fronte e i capelli biondo chiaro.
Bayonet Gunne, nome originale Kaiji Amano (天野 快司?, Amano Kaiji), centrocampista, numero 8

Doppiato in giapponese da Ayahi Takagaki e in italiano da ?

I suoi capelli bianchi gli coprono tutto il viso, lasciandogli scoperti solo gli occhi.
Howie Itzer, nome originale Natsuki Inaba (稲葉 夏樹?, Inaba Natsuki), attaccante, numero 9

Narcisista. Ha i capelli color turchese ed è affetto da eterocromia.
Victor Blade, nome originale Kyōsuke Tsurugi (剣城 京介?, Tsurugi Kyōsuke), attaccante e capitano, numero 10, Imperiale
Flam Berger, nome originale Yūji Kizaki (貴崎 勇二?, Kizaki Yūji), attaccante, numero 11

Doppiato in giapponese da Jun Konno e in italiano da ?

Proprio come Sam Kincaid, ha i capelli lunghi arancioni che gli coprono gli occhi.
Matt Chetty, nome originale Saisuke Kusakabe (草壁 才介?, Kusakabe Saisuke), portiere, numero 12

Ha i capelli marroni che gli cadono sulle spalle. Compare solo nel gioco.
Morgan Stem, nome originale Gekito Shibaki (柴木 激斗?, Shibaki Gekito), difensore, numero 13

Ha i capelli marroni appuntiti. Compare solo nel gioco.
Hal Byrd, nome originale Kiyoo Taketomi (武登美 清夫?, Taketomi Kiyoo), centrocampista, numero 14

Ha i capelli neri appuntiti che formano una v. Compare solo nel gioco.
Roman Ballista, nome originale Kento Maniwa (真庭 健人?, Maniwa Kento), centrocampista, numero 15

Basso di statura, ha i capelli viola. Compare solo nel gioco.
Harold Shields, nome originale Maiya Okusano (奥佐野 舞哉?, Okusano Maiya), attaccante, numero 16

Ha i capelli fucsia ricurvi. Compare solo nel gioco.

### Istituto Superiore per Prodigi
Nome originale - Eito Gakuen (栄都学園?)
Una squadra che affronta la Raimon in un'amichevole in cui il punteggio sarebbe stato 3-0 per l'Istituto Superiore per Prodigi ma la partita finisce 3-1 con il potentissimo tiro di Riccardo. Da notare che tutti i giocatori e perfino l'allenatore Tom Jefferson, nome originale Kyōichi Eisai (栄西 教一?, Eisai Kyōichi, doppiato in giapponese da Tōru Nara e in italiano da ?)) indossano gli occhiali, sono molto studiosi e non molto forti a calcio. Contrariamente a quanto pensano Arion e Jean-Pierre su di loro, è una squadra che vanta l'aiuto del Quinto Settore per vincere le sue partite, da cui si denota lo scarsissimo livello dei giocatori. Anche se collusa col Quinto Settore, la squadra non presenta Imperiali né Spiriti Guerrieri. Usa lo schema 4-4-2 e la loro maglietta è celeste con due linee bianche verso il colletto blu scuro, i pantaloncini blu scuro e i calzettoni bianchi con una riga blu e celeste. Solo nell'anime, l'Istituto Superiore per Prodigi, dopo i Cavalieri Oscuri, è l'unica squadra nella serie che ha un preciso ordine di numeri: il portiere il numero 1, i difensori i numeri 2, 3, 4 e 5, i centrocampisti 6, 7, 8 e 9 e le punte 10 e 11. La maggior parte dei nomi europei dei giocatori sono riferimenti a celebri scienziati, inventori e filosofi. Gakuen (学園?) significa "accademia".
Par Scal, nome originale Tōji Kageura (影浦 透司?, Kageura Tōji), portiere, numero 1

Doppiato in giapponese da Gō Shinomiya e in italiano da ?

Indossa degli occhiali a lenti "ipnotiche" e ha i capelli biondo chiaro che gli coprono gli occhi. Il suo nome europeo è un probabile riferimento allo scienziato e filosofo Blaise Pascal. Usa la tecnica:
- Parata Acrobatica (Moonsault Stamp, ムーンサルトスタンプ?, Mūnsaruto sutanpu):

Par si aggrappa alla traversa e, come un ginnasta, si lancia verso la palla e la blocca con i due piedi.
Tez La, nome originale Kōta Mienai (三重内 光太?, Mienai Kōta), difensore, numero 2

Indossa occhiali "futuristici" verdi e ha i capelli a caschetto. Il suo nome europeo è un riferimento all'inventore Nikola Tesla.
Aris Tottle, nome originale Taizō Honda (本多 大蔵?, Honda Taizō), difensore, numero 3

Di statura grossa, indossa occhiali molto piccoli e ha un naso grosso. Il suo nome europeo è un riferimento al filosofo greco Aristotele.
Archie Medes, nome originale Fusanosuke Akutagawa (阿久田川 房之佑?, Akutagawa Fusanosuke), difensore, numero 4

Di bassa statura, anche lui indossa occhiali molto piccoli. Il suo nome europeo è un riferimento ad Archimede, celebre scienziato di Siracusa. Usa nel gioco la tecnica:
- Scansione Digitale (Future Eye, フューチャー・アイ?, Fyūchā ai):

Tecnica di dribbling esclusiva del gioco. Si tratta, in pratica, di una tecnica opposta all'Entrata Furtiva. Archie forma una O all'occhio destro, "analizzando" l'avversario e i suoi possibili movimenti mediante schemi e grafici tridimensionali e, così facendo, riesce a superarlo con un rapido scatto.
Socrat Eiss, nome originale Hagumi Kakizaki (書崎 育?, Kakizaki Hagumi), difensore, numero 5

Doppiato in giapponese da Haruka Tomatsu e in italiano da ?

Ha i capelli grigi e occhi color foglia di tè. Il suo nome europeo è un riferimento al filosofo greco Socrate. Usa la tecnica:
- Occhiata Furtiva (Thief Eye, シーフアイ?, Shīfu ai):

Con la mano destra, Socrat forma una O all'occhio destro, "analizzando" la palla. Dopo aver analizzato, Eiss ruba la palla all'avversario con un tackle.
Ian Stein, nome originale Hayato Hitofude (一筆 早徒?, Hitofude Hayato), centrocampista, numero 6

Ha i capelli blu scuro cespugliosi. Sua madre ha cercato di "corrompere" Riccardo, offrendogli dei biglietti di un concerto di musica classica, chiedendo a quest'ultimo di far tirare suo figlio durante la partita. Ovviamente, Riccardo non mantiene la promessa. Il suo nome europeo è un probabile riferimento al celebre scienziato Albert Einstein. Usa nel gioco le tecniche Occhiata Furtiva (Thief Eye, シーフアイ?, Shīfu ai) e Scansione Digitale (Future Eye, フューチャー・アイ?, Fyūchā ai).
Ed Ison, nome originale Tetsuya Fukuro (服呂 哲也?, Fukuro Tetsuya), centrocampista, numero 7

Indossa occhialini da snowboard, ha la carnagione grigia ed un naso appuntito. È abile nei cross e nelle incursioni. Il suo nome europeo è un riferimento al celebre inventore Thomas Edison. Usa nel gioco la tecnica Scansione Digitale (Future Eye, フューチャー・アイ?, Fyūchā ai).
Mitchell Angelio, nome originale Satoshi Yomiya (読矢 聡?, Yomiya Satoshi), centrocampista, numero 8

Doppiato in giapponese da Yūki Kaji e in italiano da ?

Ha i capelli blu scuro. Durante la partita, si farà rubare la palla molte volte. Il suo nome europeo è un riferimento allo scultore e pittore italiano Michelangelo Buonarroti. Usa nel gioco la tecnica Scansione Digitale (Future Eye, フューチャー・アイ?, Fyūchā ai).
Moe Sart, nome originale Keiichi Yukiji (雪地 蛍壱?, Yukiji Keiichi), attaccante nel gioco e centrocampista nell'anime, numero 9

Doppiato in giapponese da Nanae Katō e in italiano da ?

Ha i capelli biondi. È stato incaricato dal suo allenatore di segnare i tre goal contro la Raimon ed è uno dei pochi giocatori in tutta la serie assieme a Sol Daystar, Harrold Houdini, Ryoma Nishiki, Beta e Mac Robingo ad aver siglato una tripletta in partita. Il suo nome europeo è un riferimento al celebre musicista Wolfgang Amadeus Mozart. Usa le tecniche:
- Traiettoria Perfetta (Perfect Course, パーフェクトコース?, Pāfekuto kōsu):

Moe forma, con le dita, un rettangolo davanti all'occhio destro. Dopo che apparirà una visiera verde, comincerà ad analizzare la porta. Alla fine, apparirà una scia fatta da figure tridimensionali di palloni da calcio, Moe tira e la palla segue la scia.
- Occhiata Furtiva (Thief Eye, シーフアイ?, Shīfu ai):

Moe usa questa tecnica solo nel gioco. Con la mano destra, forma una O all'occhio destro, "analizzando" la palla. Dopo aver analizzato, Moe ruba la palla all'avversario con un tackle.
Dave Inchy, nome originale Yūchirō Saewatari (冴渡 優一郎?, Saewatari Yūchirō), centrocampista nel gioco e attaccante nell'anime, capitano, numero 10

Doppiato in giapponese da Nobuya Mine e in italiano da ?

Ha i capelli marroni e gli occhi verdi. È fedele al suo allenatore e si sente superiore alla Raimon per la recente fila di vittorie ordinate dal Quinto Settore. Durante la partita contro la Raimon si vede poco in azione dato che tende principalmente a provocare Riccardo più che a giocare. Il suo nome europeo fa assonanza con quello del celebre scienziato italiano Leonardo Da Vinci. Usa nel gioco le tecniche Scansione Digitale (Future Eye, フューチャー・アイ?, Fyūchā ai) e Traiettoria Perfetta (Perfect Course, パーフェクトコース?, Pāfekuto kōsu).
Frank Lyn, nome originale Gaku Kindaichi (近代知 学?, Kindaichi Gaku), attaccante, numero 11

Doppiato in giapponese da Tōru Nara e in italiano da ?

Ha i capelli marrone chiaro con un ciuffo riccioluto. Il nome europeo è un riferimento all'inventore americano Benjamin Franklin. Usa nel gioco la tecnica Traiettoria Perfetta (Perfect Course, パーフェクトコース?, Pāfekuto kōsu).
Cooper Nikos, nome originale Utanori Kaoka (雅岡 詩紀?, Kaoka Utanori), portiere, numero 12

Ha i capelli marroni a caschetto e occhiali grossi. Sebbene sia il secondo portiere della squadra, nell'anime indossa la divisa da normale giocatore. Il suo nome europeo è un riferimento allo scienziato polacco Niccolò Copernico.
Leo Gally, nome originale Hifumi Kōyō (紅葉 一二三?, Kōyō Hifumi), difensore, numero 13

Ha i capelli lunghi fucsia e un aspetto femminile. Il suo nome europeo, letto al contrario, è un riferimento allo scienziato Galileo Galilei.
Desmond Cartes, nome originale Kinsuke Natsume (名詰 欽佑?, Natsume Kinsuke), centrocampista, numero 14

Ha i capelli biondi, la faccia allungata e occhiali gialli. Usa nel gioco la tecnica Scansione Digitale (Future Eye, フューチャー・アイ?, Fyūchā ai). Il suo nome europeo è probabile un riferimento al filosofo Cartesio (vero nome René Descartes).
Connor Fuschius, nome originale Tetsuo Kuniki (国木 哲夫?, Kuniki Tetsuo), centrocampista, numero 15

Ha i capelli chiari, la carnagione scura e gli occhiali a lenti viola. Usa nel gioco la tecnica Scansione Digitale (Future Eye, フューチャー・アイ?, Fyūchā ai).
Dar Wynne, nome originale Junji Tanizaki (谷崎 純治?, Tanizaki Junji), attaccante, numero 16

Ha i capelli blu con un ciuffo celeste e gli occhi chiusi. Il suo nome europeo è un riferimento a Charles Darwin.

### Età dell'Oro
Nome originale - Akizora Challengers (秋空チャレンジャーズ?, Akizora Charenjāzu, lett. "Gli sfidanti del cielo autunnale")
Una squadra composta dagli inquilini dello stesso condominio di Silvia Woods (Aki Kino). È allenata da quest'ultima e capitanata da Scott Banyan. Sfida la Raimon in una partita ma perdono per 1-0.

I nomi europei dei giocatori, eccetto Scott, sono riferimenti all'autunno. La parola Akizora (秋空?) significa "cielo d'autunno" essendo formata dai kanji aki (秋?), "autunno", e sora (空?), "cielo". L'ideogramma aki costituisce anche il nome di Aki (ovvero Silvia).
Chuck Pumpkins, nome originale Minoru Toyota (豊田 穣?, Toyota Minoru), portiere, numero 1

Il robusto portiere della squadra, dalla pelle scura.
Scott Banyan, nome originale Yūya Kogure (木暮 夕弥?, Kogure Yūya), difensore e capitano, numero 2

Doppiato in giapponese da Nami Miyahara e in italiano da Ernesto Mendace
Filbert Chestnut, nome originale Shibugaki Henkutsu (辺九津 渋柿?, Henkutsu Shibugaki), difensore, numero 3

Porta dei vistosi baffi.
Gadish Oldman, nome originale Hiroshi Kuriyama (九里山 博士?, Kuriyama Hiroshi), difensore, numero 4

È il più vecchio della squadra. Ha la pelle nera e la testa triangolare.
Autumn Leaf, nome originale Komichi Kaedeno (楓野 小道?, Kaedeno Komichi), difensore, numero 5

Doppiata in giapponese da Yū Kobayashi e in italiano da ?

Una ragazza dai capelli rosa.
Skeeter Hawk, nome originale Tonbo Akai (赤井 トンボ?, Akai Tonbo), centrocampista, numero 6

Porta degli occhiali a lente verde scuro e ha due dentoni sporgenti.
Hal Löwén, nome originale Hideho Tsukimi (月見 秀穂?, Tsukimi Hideho), centrocampista, numero 7

Ha i capelli grigi corti. Il suo nome europeo è un riferimento alla festa di Halloween che cade il 31 ottobre.
Jacko Lantern, nome originale Kai Udō (有働 開?, Udō Kai), centrocampista, numero 8

Ha i capelli viola. Il suo nome europeo è un riferimento al Jack-o'-lantern.
Guy-Jean Harvestman, nome originale Johnny Autumn (ジョニー・オータム?, Jonī Ōtamu), centrocampista, numero 9

Doppiato in giapponese da Tōru Nara e in italiano da ?

Gentile e calmo, indossa gli occhiali e ha i capelli biondi. Usa il:
- Turbine Supremo (Fūjin no Mai, 風神の舞? lett. "Danza del dio del vento"):

Tecnica già usata nella prima serie da Nathan Swift. È ottenuta con un rapidissimo movimento rotatorio sull'avversario per rubargli la palla o dribblarlo scatenando una tempesta.
Sibylle Equinox, nome originale Himiko Akiyama (秋山 ヒミコ?, Akiyama Himiko), attaccante, numero 10

Doppiata in giapponese da Mina e in italiano da ?

Alta di statura, ha i capelli blu scuro. Durante la partita, spaventa Shunsuke e Hugues dicendo che ci sono spiriti malvagi dietro di lei.
Bobine Apples, nome originale Yone Kazeaki (風秋 ヨネ?, Kazeaki Yone), attaccante, numero 11

Doppiata in giapponese da Haruka Tomatsu e in italiano da ?

Signora anziana di statura bassa, ha i capelli biondi e rosa che sembrano una torta. Appare anche in Inazuma Eleven Ares no Tenbin ma è chiamata Élisabeth Lecœur. Usa il:
- Pinguino Imperatore n° 2 (Kōtei Penguin nigō, 皇帝ペンギン2号?, Kōtei pengin nigō)

### Inazuma Kids FC
Nome originale - Inazuma KFC (稲妻KFC?)
È una squadra di bambini delle elementari già comparsa nel primo gioco, ora ha nuovi giocatori. L'allenatore è Steve Grim, ex giocatore della Raimon, e la manager è Maddie Moonlight, capitano della vecchia Inazuma Kids FC. Usano lo schema di gioco 4-5-1 e la loro maglia è rossa, i calzoncini verdi e i calzettoni rossi con una striscia orizzontale gialla.

Quella che segue è la lista dei giocatori presenti nel videogioco; i giocatori che si vedono nell'anime sono diversi e non vengono detti i loro nomi. La squadra, insieme a Steve e Maddie, appare nell'episodio 46.
Vivian Doosley, nome originale Yōsuke Koiwa (小岩 羊介?, Koiwa Yōsuke), portiere, numero 1

Ha i capelli viola che gli coprono gli occhi.
Sean Muller, nome originale Kosuke Munakata (宗像 小助?, Munakata Kosuke), difensore, numero 2

Grosso di statura, ha i cappelli marroni cespugliosi con due sfere blu-gialle e uno strano aggeggio sul mento dello stesso colore.
Abe Roof, nome originale Hajime Doigaki (土井垣 元?, Doigaki Hajime), difensore, numero 3

Ha i capelli neri con un cappello blu e bianco e gli occhi blu. Assomiglia a Robert Silver (Ryōta Kitagaki) della vecchia Inazuma Kids FC.
Buck Tucker, nome originale Takeshi Omoi (飯井 雄志?, Omoi Takeshi), difensore (ma gioca come centrocampista), numero 4

Grosso di statura, ha la pelle scura, i capelli viola scuro legati in una coda di cavallo che punta verso l'alto e degli occhialini rosa con lenti verdi.
Edward Headwood, nome originale Rintarō Matsuishi (松石 林太郎?, Matsuishi Rintarō), difensore (ma gioca come centrocampista), numero 5

Basso di statura, ha i capelli neri che in alto sono verdi, la pelle scura e degli occhiali arancioni.
Ricky Shea, nome originale Toshihiko Sagami (相模 俊彦?, Sagami Toshihiko), centrocampista, numero 6

Ha lungi capelli neri con due parti bianche.
Felix Higgins, nome originale Tokio Terasaka, centrocampista (ma gioca come difensore) e capitano, numero 7

Ha lunghi capelli marroni coperti da un berretto bianco con l'immagine di un gatto. Assomiglia a Taylor Higgins (Hibiki Terasaka) della vecchia Inazuma Kids FC.
Warren Cool, nome originale Kōzo Aohiro, attaccante (ma gioca come difensore), numero 8

Ha i capelli viola. Assomiglia a Jamie Cool (Sora Kōzu) della vecchia Inazuma Kids FC.
Keeley Hall, nome originale Remi Kasama, centrocampista, numero 9

Ragazza dai lunghi capelli biondi coperti da una bandana blu e bianca. Assomiglia a Hans Randall (Ryūsuke Hazama) della vecchia Inazuma Kids FC.
Walt Riverside, nome originale Kaito Morimoto, centrocampista, numero 10

Ha i capelli marrone scuro cespugliosi e la pelle scura e indossa delle cuffie verdi. Assomiglia a Michael Riverside (Rikuto Morimoto) della vecchia Inazuma Kids FC.
Elizabeth Buble, nome originale Chako Umemiya (梅宮 チャコ?, Umemiya Chako), attaccante, numero 11

Ragazza dai lunghi capelli rosa legati in due code e una spilla a forma di teschio fra i capelli.
Titch Allhare, nome originale Ataru Karai, portiere, numero 12
Puck Fishley, nome originale Shun Ayukawa, difensore, numero 13
Reed Maind, nome originale Takeru Shōji, centrocampista, numero 14
Jaqueline Rabbit, nome originale Mimi Kawai, attaccante, numero 15
Bert Trapper, nome originale Tōma Sasazuka, difensore, numero 16

### Luce Sfavillante
Nome originale - Unlimited Shining (アンリミテッドシャイニング?, Anrimiteddo Shainingu)
Una squadra che appare nella versione Luce del videogioco e nel film Kyūkyoku no kizuna Gryphon. È allenata da Pinkus Mountbatten, nome originale Dōzan Kibayama. Nel film sconfigge pesantemente la Raimon per 12-0. È composta interamente di Imperiali. Sei giocatori di questa squadra faranno parte della Zero.
Albion Lumina, nome originale Makito Hebino (蛇野 巻人?, Hebino Makito), portiere, numero 1, Imperiale

Doppiato in giapponese da Ryō Iwasaki

Assomiglia ad un cobra per via dei suoi capelli. Usa la tecnica:
- Morso di Serpente (Serpent Fang, サーベントファング?, Sāpento fangu):

Un gigantesco serpente bianco appare dietro ad Albion e azzanna la palla bloccandola.
Candido Glow, nome originale Yukio Saki (佐喜 幸夫?, Saki Yukio), difensore, numero 2, Imperiale

Doppiato in giapponese da Hiroyuki Yoshino

Uno dei giocatori più alti.
Dwight Whittaker, nome originale Kazuya Ejima (江島 一八?, Ejima Kazuya), difensore, numero 3, Imperiale

Doppiato in giapponese da Tōru Nara

Assomiglia ad un leone.
Beamer Daye, nome originale Heita Onizuka (鬼塚 平太?, Onizuka Heita), difensore, numero 4, Imperiale

Doppiato in giapponese da Yū Kobayashi

Ha cinque piccole code di cavallo.
Chandler Blanc, nome originale Tatsuhiko Fujiki (藤木 立彦?, Fujiki Tatsuhiko), difensore, numero 5, Imperiale

Ha i capelli marroni che gli coprono gli occhi.
Beacon Noor, nome originale Miru Nitta (新田 ミル?, Nitta Miru), centrocampista, numero 6, Imperiale

Doppiato in giapponese da Ayumi Fujimura

Ha i capelli color foglia di tè.
Dawntavius Spectrum, nome originale Dan Seidō (青銅 弾?, Seidō Dan), centrocampista, numero 7, Imperiale

Doppiato in giapponese da Yurin

Ha i capelli rossi.
Brighton Spark, nome originale Akira Ginzamiya (銀座宮 章?, Ginzamiya Akira), centrocampista, numero 8, Imperiale

Doppiato in giapponese da Fumiko Orikasa

Ha i capelli marroni.
Laban Lux, nome originale Taki Sasayama (笹山 滝?, Sasayama Taki), centrocampista, numero 9, Imperiale

Doppiato in giapponese da Yuka Nishigaki

Ha i capelli azzurri.
Filbert Weissman, nome originale Mitsuhiro Hoda (帆田 光洋?, Hoda Mitsuhiro), attaccante, numero 10, Imperiale

Doppiato in giapponese da Jun Konno

Ha i capelli biondi portati da una fascia viola.
Bailong, nome originale Hakuryū (白竜?), attaccante e capitano, numero 11, Imperiale

Doppiato in giapponese da Jun Fukuyama

Ha i capelli bianchi e azzurri con una coda di cavallo e gli occhi marroni. Nella versione Tuono di Inazuma Eleven GO: Chrono Stones, Bailong si unisce alla Raimon, mentre nella versione Fiamma e nell'anime è Sol Daystar, il capitano dell'Istituto Galattico, a farlo. Nel gioco Inazuma Eleven GO: Chrono Stones e nel film Gekijōban Inazuma Eleven GO vs Danball senki W si unisce alla Shinsei Inazuma Japan. Appare nella serie televisiva per la prima volta nel primo episodio della serie Inazuma Eleven GO: Galaxy, in cui partecipa alla selezione per l'Inazuma Japan ma non viene preso. Nella stessa serie diventa il capitano della Resistenza del Sol Levante. Il suo nome originale significa "drago bianco" in quanto è formato da haku (白?), scritto con il kanji che significa "bianco", e ryū (竜?) che significa "drago". Il suo nome europeo è un riferimento al fiume cinese Bailong, il cui nome significa "drago bianco" come il nome giapponese del personaggio. Usa:
- Spirito Guerriero: Viverna Bianca, Serpente Sacro (Seijū Shining Dragon, 聖獣シャイニングドラゴン?, Seijū Shainingu Doragon, lett. "Bestia Sacra Shining Dragon"):

Bailong materializza un drago di luce di grande potenza.
- Afflato Bianco (White Breath, ホワイトブレス?, Howaito buresu):

Il potente tiro con lo Spirito Guerriero di Bailong. Bailong tira la palla a mezz'aria col piede sinistro mentre il suo Spirito Guerriero, Viverna Bianca, Serpente Sacro, lancia un raggio lucente dalla bocca.
- Uragano Bianco (White Hurricane, ホワイトハリケーン?, Howaito harikēn):

Dopo che la palla ha accumulato luce gialla e si è illuminata, Bailong la tira con violenza ed essa schizza in porta avvolta da una gigantesco tornado di luce gialla. È una tecnica potentissima, dato che nessun portiere è mai riuscito a pararla, e nel film Bailong con essa riesce a creare un gigantesco uragano.
- Spirito Guerriero: Artù, Paladino della Spada Magica (Seikishi Arthur, 聖騎士アーサー?, Seikishi Āsā, lett. "Cavaliere Sacro Arthur"):

Lo Spirito Guerriero risultato dalla fusione degli Spiriti Guerrieri di Bailong e Tezcat nella Zero. Bailong e Tezcat materializzano un cavaliere alato con una spada enorme, contornato da un'aura oscuro-lucente.
- Caliburn (Sword Excalibur, ソードエクスカリバー?, Sōdo Ekusukaribā):

Tecnica combinata di Bailong e Tezcat con il loro Spirito Guerriero fusione. Artù, Paladino della Spada Magica carica la spada di elettricità ad alta tensione e Bailong e Tezcat colpiscono la palla assieme, mentre questa viene potenziata dalla spada del loro Spirito Guerriero.
- Zero Magnum (ゼロマグナム?, Zero magunamu):

Usata con Tezcat nella Zero. Bailong e Tezcat si circondano, rispettivamente, di luce e oscurità. I due saltano e calciano la palla che lascia una scia azzurra.
- Scatto Anomalo (Sprint Warp, スプリントワープ?, Supurinto Wāpu):

Tecnica di dribbling usata solo nel gioco. Bailong corre velocemente verso l'avversario e lo supera con rapidi movimenti a zig-zag.
- Drago Draconiano (Dragon Blaster, ドラゴンブラスター?, Doragon burasutā):

Tecnica comparsa nel gioco Inazuma Eleven GO: Chrono Stones e nel film Gekijōban Inazuma Eleven GO vs Danball senki W. Bailong evoca una scia di luce che prende la forma di un drago, la scia si avvolge intorno alla palla e Bailong tira; la scia si incanala nella palla diventando un raggio lucente potentissimo.
- Impeto Doppio (Great Blaster, グレイトブラスター?, Gureito burasutā):

Usata in combinazione con Victor nel gioco Inazuma Eleven GO Strikers 2013. Balong e Victor spostano all'indietro rispettivamente il braccio destro e il braccio sinistro. A questo comando la palla si alza in aria e accumula contemporaneamente luce bianca e blu. Bailong e Victor calciano a mezz'aria il pallone rispettivamente col piede sinistro e col piede destro, e la palla si dirige in porta contornata di strisce di fuoco lucenti.
- Mixi Max:

Nella versione Tuono di Inazuma Eleven GO: Chrono Stones Bailong unisce la sua aura con quella di Zhuge Liang, cosa che nell'anime e nella versione Fiamma fa Sol. I suoi capelli azzurri diventano viola e lunghi con una coda di cavallo come quella di Zhuge.
- Cielo e Terra (Tenchi Raimei, 天地雷鳴? lett. "Fulmine di Cielo e Terra"):

Tecnica usata da Bailong solo nella versione Tuono di Inazuma Eleven GO: Chrono Stones con l'aura di Zhuge Liang. Bailong crea una torre di pietre, quindi salta all'interno di una nube temporalesca per poi avvitarsi coperto dalle nubi, e calcia il pallone caricandolo di fulmini e spedendolo in porta, avvolto dalle nubi, con grande forza e velocità.
- Spirito Guerriero: Epico Dragone Kykhreides (蒼天の覇者玉竜? lett. "Capo Supremo dell'Azzurro Gyokuryū"):

Usato solo nella versione Tuono di Inazuma Eleven GO: Chrono Stones nella modalità Mixi Max con Zhuge Liang, è uno Spirito Guerriero che assomiglia ad un drago alato.
- Lampi e Fulmini (Tempest, テンペスト?, Tenpesuto):

Tecnica con Spirito Guerriero usata solo nella versione Tuono di Inazuma Eleven GO: Chrono Stones. Epico Dragone Kykhreides ruggisce e scatena dei fulmini che colpiscono l'avversario dando a Bailong la possibilità di evitarlo.
- Pinguino Imperatore n°2 (Kōtei Penguin Nigō, 皇帝ペンギン2号?, Kōtei pengin nigō):

Tecnica di tiro usata in combinazione con Caleb Stonewall e Bash Lancer nel film Inazuma Eleven - Chō jigen dream match. Bash e Bailong scattano in avanti, quindi Caleb fischia, facendo sbucare dal terreno cinque pinguini imperatori blu, e calcia la palla, che va verso Bash e Bailong seguita dai pinguini; i due calciano insieme la palla e la spediscono in porta, sempre seguita dai pinguini.

### Ombra Ancestrale
Nome originale - Ancient Dark (エンシャントダーク?, Enshanto Dāku)
Una squadra del Quinto Settore potente quanto la Luce Sfavillante. Compare nella versione Ombra del videogioco e nel film Kyūkyoku no kizuna Gryphon dove sfida la Raimon facendo solo un gol poiché la partita viene interrotta da un agnello che passava di lì, salvato da Arion col Giro Di Vento. È allenata da Gus Martin, È composta interamente di Imperiali. Cinque giocatori di questa squadra faranno parte della Zero.
Nero Night, nome originale Noboru Ashiya (芦矢 昇?, Ashiya Noboru), portiere, numero 1, Imperiale

Doppiato in giapponese da Hinako Sasaki

Simile a Nero in fatto di altezza. Indossa uno strano casco. Usa la tecnica:
- Ponte Sul Nulla (Kill Bridge, キルブリッジ?, Kiru burijji):

Nero crea un fascio di oscurità che blocca la palla e la fa dirigere verso le mani del portiere.
- Incontro Ravvicinato (Counter Drive, カウンタードライブ?, Kauntā doraibu):

Tecnica usata solo nel gioco. Nero colpisce la palla con il braccio, dopodiché essa rotola e viene afferrata dal portiere.
Morris Moore, nome originale Tsuyoshi Motono (元乃 剛?, Motono Tsuyoshi), difensore, numero 2, Imperiale

Ha i capelli gialli scuri e due grossi ciuffi neri che somigliano a delle corna.
Jet Onyx, nome originale Susumu Michino (路野 進?, Michino Susumu), difensore, numero 3, Imperiale

Indossa occhiali a lente scura e ha i capelli azzurri tenuti da una fascia viola.
Cole Ebony, nome originale Saki Edaki (枝木 早樹?, Edaki Saki), difensore, numero 4, Imperiale

Doppiato in giapponese da Yūki Tai

È molto alto e ha i capelli rossi.
Blake Obscura, nome originale Kōji Kiya (木屋 功治?, Kiya Kōji), difensore, numero 5, Imperiale

Doppiato in giapponese da Yuka Nishigaki

Ha i capelli color crema e un ciuffo bianco.
Shady Shwartz, nome originale Makoto Rinne (林音 真琴?, Rinne Makoto), centrocampista, numero 6, Imperiale

Doppiato in giapponese da Kiyotaka Furushima

Ha i capelli color argento e gli occhi azzurri.
Goth Grimshaw, nome originale Jinta Hisakumo (久雲 仁太?, Hisakumo Jinta), centrocampista, numero 7, Imperiale

Doppiato in giapponese da Mina

Ha i capelli neri e gli occhi rossi.
Duff Dooley, nome originale Keiichirō Noya (野谷 計一郎?, Noya Keiichirō), centrocampista, numero 8, Imperiale

Assomiglia ad un clown.
Tynan Crowe, nome originale Jō Yūki (悠木 譲?, Yūki Jō), centrocampista, numero 9, Imperiale

Doppiato in giapponese da Gō Shinomiya

Ha i capelli viola.
Yang, nome originale Kai (カイ?), attaccante, numero 10, Imperiale

Doppiato in giapponese da Jun Konno

Ha sempre un'espressione gentile.
Tezcat, nome originale Shuu (シュウ?), attaccante e capitano, numero 11, Imperiale

Doppiato in giapponese da Miyuki Sawashiro e in italiano da Massimo Falanga

Ha i capelli blu scuro con due treccine le cui punte sono rosse e bianche e gli occhi neri. È simile a Bailong in quanto a potenza di tiro. È una sorta di spirito. In passato aveva una sorella minore. Fa una comparsa anche nella serie Inazuma Eleven GO: Chrono Stones, per aiutare Arion e Fei. Il suo nome europeo è un riferimento alla divinità azteca Tezcatlipoca. Usa:
- Spirito Guerriero: Flagello Nero, Signore delle Tenebre (Ankoku Shin Dark Exodus, 暗黒神ダークエクソダス?, Ankoku Shin Dāku Ekusodasu, lett. "Dio dell'Oscurità Dark Exodus"):

Uno Spirito Guerriero armato di una grande spada.
- Ascia del Boia (Maō no Ono, 魔王の斧? lett. "Ascia del Re Diavolo"):

Il potente tiro con Spirito Guerriero di Tezcat. Flagello Nero, Signore delle Tenebre infilza la sua spada nel terreno. Dopodiché Tezcat tira col tallone destro la palla, che schizza in porta sferzata dalla spada del suo Spirito Guerriero.
- Cenere Nera (Black Ash, ブラックアッシュ?, Burakku asshu):

Tezcat fa roteare la palla due volte (nel corso di ciò la palla accumula energia maligna) e poi la tira. Mentre va in porta, la palla rilascia una scia nerissima.
- Spirito Guerriero: Artù, Paladino della Spada Magica (Seikishi Arthur, 聖騎士アーサー?, Seikishi Āsā, lett. "Cavaliere Sacro Arthur"):

Lo Spirito Guerriero risultato dalla fusione degli Spiriti Guerrieri di Bailong e Tezcat nella Zero. Bailong e Tezcat materializzano un cavaliere alato con una spada enorme, contornato da un'aura oscuro-lucente.
- Caliburn (Sword Excalibur, ソードエクスカリバー?, Sōdo Ekusukaribā):

Tecnica combinata di Bailong e Tezcat con il loro Spirito Guerriero fusione. Artù, Paladino della Spada Magica carica la spada di elettricità ad alta tensione e Bailong e Tezcat colpiscono la palla assieme, mentre questa viene potenziata dalla spada del loro Spirito Guerriero.
- Zero Magnum (ゼロマグナム?, Zero magunamu):

Usata con Bailong nella Zero. Bailong e Tezcat si circondano, rispettivamente, di luce e oscurità. I due saltano e calciano la palla che lascia una scia azzurra.
- Scatto Anomalo (Sprint Warp, スプリントワープ?, Supurinto wāpu):

Tecnica di dribbling usata solo nel gioco. Tezcat corre velocemente verso l'avversario e lo supera con rapidi movimenti a zig-zag.
- Aurora (The Birth, ザ･バース?, Za bāsu):

Tecnica di tiro usata in combinazione con Byron Love nel film Inazuma Eleven - Chō jigen dream match. Byron e Tezcat si caricano, rispettivamente, di energia rossa ed energia blu, e quando il pallone si alza, essi saltano e formano la doppia elica del DNA che va a ricoprire ed energizzare il pallone, che viene poi calciato da entrambi i giocatori.

### Team Zero
Nome originale - Zero (ゼロ?)
Una squadra che appare nei videogiochi Inazuma Eleven GO ed Inazuma Eleven Strikers 2012 Xtreme e nel film Kyūkyoku no kizuna Gryphon. Comprende sei giocatori della Luce Sfavillante e cinque dell'Ombra Ancestrale, più le riserve. Si tratta di un progetto iniziato da Pinkus Mountbatten e da Gus Martin, in passato un giocatore della Royal Academy. In Inazuma Eleven GO la squadra compare se si collegano tra loro le versioni Luce e Ombra, come avveniva per la Chaos con le due versioni di Inazuma Eleven 2.

I giocatori della Luce Sfavillante sono indicati con LS mentre quelli dell'Ombra Ancestrale con OA.
Albion Lumina, portiere, numero 1 (LS)
Candido Glow, difensore, numero 2 (LS)
Dwight Whittaker, difensore, numero 3 (LS)
Beamer Daye, difensore, numero 4 (LS)
Blake Obscura, difensore, numero 5 (OA)
Shady Shwartz, centrocampista, numero 6 (OA)
Dawntavius Spectrum, centrocampista, numero 7 (LS)
Yang, nome originale, attaccante, numero 8 (OA)
Tynan Crowe, centrocampista, numero 9 (OA)
Bailong, numero 10 (LS)
Tezcat, attaccante, numero 11 (OA), capitano in Inazuma Eleven GO: Chrono Stones
Glaucous Gull, nome originale Giichi Ōkazeya (大風谷 義一?, Ōkazeya Giichi), centrocampista, numero 21

Grosso di statura, ha la carnagione scura e la barba e i capelli viola. Gioca per poco tempo nella sfida contro la Raimon.
Ashley Silverwood, nome originale Fujiko Rinno (林野 不二子?, Rinno Fujiko), difensore, numero 22

Ha i capelli castani corti. Nonostante abbia un aspetto maschile, in realtà è una donna adulta. Gioca per poco tempo nella sfida contro la Raimon.
Pinkus "Pink" Mountbatten, nome originale Dōzan Kibayama (牙山 道三?, Kibayama Dōzan), allenatore e centrocampista col numero 23

Doppiato in giapponese da Ryūzaburō Ōtomo

Alto e muscoloso, ha i capelli marroni, i baffi dello stesso colore che si uniscono alle basette e gli occhi neri. È l'allenatore della Luce Sfavillante. Partecipa al progetto del Team Zero e lo crea insieme a Gus. Gioca per poco tempo come centrocampista nella sfida contro la Raimon. Nel gioco Inazuma Eleven Strikers 2012 treme è sbloccabile tramite password e gioca come centrocampista. Usa le seguenti tecniche:
- Furia Elementale (Furinkazan Destroyer, 風林火山デストロイヤー?, Furinkazan desutoroiyā, lett. "Distruttore di vento, foresta, fuoco e montagna"):

La palla si riempie di energia del fuoco, della foresta, del vento e della montagna (che sono gli elementi delle tecniche che appaiono nelle due serie), e Pinkus la tira lasciando una scia viola. Questa tecnica deriva da una strategia di guerra creata dallo stratega cinese Sun Tzu, il Furinkazan appunto, che consiste nell'imitare i quattro elementi.
- Dragone Sorgente (Noboriryū, 昇り龍? lett. "Cavalca-Draghi"):

Pinkus evoca un drago dal suolo, che prende in bocca la palla. Quindi Pinkus sale sul drago per dribblare.
Flint Charcoal, nome originale Kōshirō Hikita (火北 幸四郎?, Hikita Kōshirō), allenatore e centrocampista col numero 24

Doppiato in giapponese da Kiyotaka Furushima

Scienziato del Giardino Imperiale, ha i capelli grigi lunghi. Gioca per poco tempo nella sfida contro la Raimon.
Gus Martin, nome originale Masaru Gojō (五条 勝?, Gojō Masaru), allenatore e difensore col numero 25

Doppiato in giapponese da Tōru Nara

Ex-difensore della Royal Academy ed allenatore dell'Ombra Ancestrale, crea Il Team Zero insieme a Pinkus. Gioca per poco tempo nella sfida contro la Raimon come difensore.
Cinereous Slate, nome originale Genzō Mutō (六塔 源蔵?, Mutō Genzō), portiere, numero 26

Ha i capelli rossi e le orecchie a sventola. Gioca per poco tempo nella sfida contro la Raimon, al posto di Albion. Usa la tecnica:
- Punto di Gravità (Gravity Point, グラビティポイント?, Gurabiti pointo):

Cinereous alza il dito generando un muro energetico che blocca il pallone e ne aumenta il peso, e così lo blocca, facendolo cadere a terra.

### Zanna del Nord
Nome originale - Northern Fang (ノーザンファング?, Nōzan Fangu)
Squadra che appare nella versione Ombra del gioco, e non nell'anime, ed è affrontabile nello Stadio Iceberg (Snowland Stadium, スノーランドスタジアム?, Sunōrando Sutajiamu). Sfidano la Raimon per vedere i risultati del loro allenamento in Antartide. Usano le versioni nere degli Spiriti Guerrieri basati sui pezzi degli scacchi: la "B" dopo il nome originale sta per black, "nero" in inglese. La Southern Claw e la Dragon Link usano invece le versioni bianche. Tutti i nomi di battesimo dei giocatori sono scritti in katakana. Sette giocatori della squadra fanno parte della Demon's Horn. Nel gioco Inazuma Eleven GO: Chrono Stones è una squadra esclusiva della versione Tuono.
Tattica Micidiale: Tuono Oscuro (Black Thunder, ブラックサンダー?, Burakku sandā)

Una strana tattica dove i giocatori avversari vengono fermati in maniera simile al Salto Temporale di Byron Love.
Brutus Nastion, nome originale Shido Zanma (残真 シド?, Zanma Shido), portiere, numero 1

Ha i capelli a punta viola con due ciocche bianche sulla fronte. Usa:
- Spirito Guerriero: Saggio Monarca, Re Nero (Ken'ō Kingburn B, 賢王キングバーンB?, Ken'ō Kingubān bī, lett. "Re Saggio Kingburn B"):

Uno Spirito Guerriero con quattro braccia basato sul re.
- Corona di Fuoco (King Fire, キングファイア?, Kingu faia):

Tecnica con Spirito Guerriero: le mani di Saggio Monarca, Re Nero prendono fuoco e quest'ultimo blocca la palla con un potente raggio infuocato, incenerendola.
Linder Loper, nome originale Tsukio Ninba (忍葉 ツキオ?, Tsukio Ninba), difensore, numero 2

Ha i capelli lungi bianchi e blu. Usa:
- Spirito Guerriero: Destriero Corazzato, Cavallo Nero (Tekkihei Knight B, 鉄騎兵ナイトB?, Tekkihei Naito bī, lett. "Cavaliere di Ferro Knight B"):

Uno Spirito Guerriero basato sul cavallo, usato per i tiri in porta.
- Carica al Galoppo (Gallop Buster, ギャロップバスター?, Gyaroppu basutā):

Tecnica con Spirito Guerriero: Linder corre verso la porta mentre il suo Spirito Guerriero si prepara. Dopo che Destriero Corazzato, Cavallo Nero ha caricato la sua lancia di energia azzurra, Linder tira la palla e Destriero Corazzato, Cavallo Nero la colpisce contemporaneamente con la sua lancia. Dopo il tiro, la palla lascia una scia blu-bianca.
Jude Osbourne, nome originale Kouzou Naraku (奈楽 コウゾウ?, Naraku Kouzou), difensore, numero 3

Ha i capelli blu che assomigliano a un paio di corna e i capelli bianchi che gli coprono gli occhi.
Locke Saflowe, nome originale Kushina Ruri (瑠璃 クシナ?, Kushina Ruri), difensore, numero 4

Ha i capelli blu scuro e viola che gli coprono l'occhio destro.
Nate Gobby, nome originale Nobuki Kurata (暗田 ノブキ?, Kurata Nobuki), difensore, numero 5

Ha i capelli viola e lunghe basette bianche.
Reggie Alldark, nome originale Yamaki Yamiyo (闇夜 ヤマキ?, Yamiyo Yamaki), centrocampista, numero 6

Ha lunghi capelli rossi che gli coprono quasi tutta la faccia lasciando scoperta solo la bocca. Usa:
- Spirito Guerriero: Pedone Nero (Seiei-Hei Pawn B, 精鋭兵ポーンB?, Seiei hei Pōn bī, lett. "Guerriero d'Élite Pawn B"):

Uno Spirito Guerriero basato sul pedone.
- Passaggio Proiettile (Machine Gun Beat, マシンガンビｰト?, Mashin gan bīto):

Tecnica con Spirito Guerriero: Pedone Nero esegue pugni veloci come i proiettili di una mitragliatrice ed un ultimo pugno distrugge la difesa avversaria permettendo a Reggie di proseguire.
Bill Froger, nome originale Mizuchi Kaku (加久 ミズチ?, Kaku Mizuchi), centrocampista, numero 7

Ha i capelli bianchi e blu e macchie marroni intorno agli occhi.
Romeo Fitzroy, nome originale Nozomu Rashō (羅翔 ノゾム?, Rashō Nozomu), centrocampista, numero 8

Ha i capelli biondi e gli occhi viola. Curiosamente, Romeo è l'unico ad avere le abilità "Oiroke UP" (Seduzione Più) e "Ikemen UP" (Fascino Più), abilità che, rispettivamente, imparano solo le ragazze e i ragazzi. Usa:
- Spirito Guerriero: Garas, Maestra delle Illusioni (Gen'ei no Dalamanglass, 幻影のダラマンガラス?, Gen'ei no Daramangarasu, lett. "Dalamanglass dell'Illusione")

Uno Spirito Guerriero simile ad una strega.
- Nastri Paralizzanti (Dancing Ghost, ダンシングゴースト?, Danshingu gōsuto):

Tecnica con Spirito Guerriero: Garas, Maestra delle Illusioni evoca dal suo scettro dei fantasmi che stritolano lo Spirito Guerriero avversario o semplicemente l'avversario stesso.
Caesar Lionheart, nome originale Tsuyuki Noma (能舞 ツユキ?, Noma Tsuyuki), centrocampista, numero 9

Ha i capelli viola che assomigliano ad un paio di corna e gli occhi gialli.
Stan Roller, nome originale Bandou Shie (使江 バンドウ?, Shie Bandou), attaccante, numero 10

Ha dei folti capelli blu.
Bracknell Forge, nome originale Sabaki Shaza (者座 サバキ?, Shaza Sabaki), attaccante e capitano, numero 11

Ha i capelli neri e una lunga ciocca rossa. Usa:
- Spirito Guerriero: Signore dei Mari Poseidone (Kaiō Poseidon, 海王ポセイドン?)

Uno Spirito Guerriero armato di tridente.
- Arpione Silurante (Heavy Aqua Lance, ヘヴィアクアランス?, Hevi akua ransu):

Tecnica con Spirito Guerriero: Bracknell carica la sua mano sinistra di acqua e la sbatte al suolo. Dopo che ha tirato, la palla viene circondata dall'acqua e viene seguita dalla lancia scagliata da Poseidone.

### Artiglio del sud
Nome originale - Southern Claw (サウザンクロウ?, Sauzan Kurou)
Squadra che appare solo nella versione Luce del gioco, e non nell'anime, ed è affrontabile nello Stadio Deserto (Desert Stadium, デザートスタジアム?, Dezāto Sutajiamu). Usano le versioni bianche degli Spiriti Guerrieri basati sui pezzi degli scacchi, usate anche dalla Dragon Link: la "W" dopo il nome originale sta per white, "bianco" in inglese. La Zanna del Nord usa invece le versioni nere. Tutti i nomi di battesimo dei giocatori sono scritti in katakana. Otto giocatori della squadra fanno parte dei Demoni. Nel gioco Inazuma Eleven GO: Chrono Stones è una squadra esclusiva della versione Fiamma.
Tattica Micidiale: Luce Sacra (セイントフラッシュ?, Seinto furasshu)

Quattro giocatori formano lo schema della tattica e dietro di loro appare un grande luce che li avvolge e li rende molto più veloci, permettendo così di superare la difesa avversaria con facilità.
Xavier Shotwell, nome originale Kazuma Seirō (聖籠 カズマ?, Seirō Kazuma), portiere, numero 1

Ha i capelli biondi al centro e bianchi sui lati e quattro nei sul lato sinistro della faccia. Usa:
- Spirito Guerriero: Saggio Monarca, Re Bianco (Ken'ō Kingburn W, 賢王キングバーンW?, Ken'ō Kingubān daburyū, lett. "Re Saggio Kingburn W")

Uno Spirito Guerriero con quattro braccia basato sul re.
- Corona di Fuoco (King Fire, キングファイア?, Kingu faia):

Tecnica con Spirito Guerriero: le mani di Saggio Monarca, Re Bianco prendono fuoco e quest'ultimo blocca la palla con un potente raggio infuocato, incenerendola.
Crimson Wiseman, nome originale Gai Nachi (那智 ガイ?, Nachi Gai), difensore, numero 2

Ha lunghi capelli bianchi e occhi con sclera rossa e senza pupilla. Usa:
- Spirito Guerriero: Cavallo Bianco (Tekkihei Knight W, 鉄騎兵ナイトW?, Tekkihei Naito daburyū, lett. "Cavaliere di Ferro Knight W")

Uno Spirito Guerriero basato sul cavallo, usato per i tiri in porta.
- Carica al Galoppo (Gallop Buster, ギャロップバスター?, Gyaroppu basutā):

Tecnica con Spirito Guerriero: Crimson corre verso la porta mentre il suo Spirito Guerriero si prepara. Dopo che Cavallo Bianco ha caricato la sua lancia di energia azzurra, Crimson tira la palla e Cavallo Bianco la colpisce contemporaneamente con la sua lancia. Dopo il tiro, la palla lascia una scia blu-bianca.
Linden "Lindy" Haregrove, nome originale Yasuki Ruzaki (流崎 ヤスキ?, Ruzaki Yasuki), difensore, numero 3

Ha i capelli marroni e bianchi, di cui questi ultimi disposti a forma di croce. Usa:
- Spirito Guerriero: Sentinella di Guardia, Torre Bianca (Bannin no Tō Rook W, 番人の塔ルークW?, Bannin no tō Rūku daburyū, lett. "Torre del Guardiano Rook W")

Uno Spirito Guerriero basato sulla torre.
- Colpo titanico (ストロングタワー?, Sutorongu tawā):

Tecnica con Spirito Guerriero: Sentinella di Guardia, Torre Bianca sbatte violentemente le sue mani sul terreno e sotto l'avversario si innalza una colonna di luce che lo sbalza via e gli fa perdere la palla, che finisce a Linden.
Jared "Dapple" Dapplegrey, nome originale Keita Hida (飛騨 ケイタ?, Hida Keita), difensore, numero 4

Ha i capelli rossi che assomigliano ad un paio di corna.
Keith "Welly" Wellington, nome originale Rurio Kagawa (香川 ルリヲ?, Kagawa Rurio), difensore, numero 5

Ha i capelli neri a forma di corna che coprono gli occhi.
Cirrus Whisp, nome originale Tenki Rinno (凛乃 テンキ?, Rinno Tenki), centrocampista e capitano, numero 6

Ha capelli bianchi e occhi verdi. Usa:
- Spirito Guerriero: Pedone Bianco (Seiei-Hei Pawn W, 精鋭兵ポーンW?, Seiei hei Pōn daburyū, lett. "Guerriero d'Élite Pawn W")

Uno Spirito Guerriero basato sul pedone.
- Passaggio Proiettile (Machine Gun Beat, マシンガンビｰト?, Mashin gan bīto):

Tecnica con Spirito Guerriero: Pedone Bianco esegue pugni veloci come i proiettili di una mitragliatrice ed un ultimo pugno distrugge la difesa avversaria permettendo a Cirrus di proseguire.
Gamal Everlast, nome originale Shirō Noga (野賀 シロー?, Noga Shirō), centrocampista, numero 7

Ha i capelli marroni con due lunghe ciocche.
Sandy Dryhill, nome originale Nobuo Senda (戦田 ノブオ?, Senda Nobuo), centrocampista, numero 8

Ha i capelli bianchi e lunghe sopracciglia gialle. Usa:
- Spirito Guerriero: Varius Supersonico (Onsoku no Varius, 音速のバリウス?, Onsoku no Bariusu)

Uno Spirito Guerriero che usa onde sonore per superare la difesa avversaria.
- Ipermossa (Overdrive, オーバードライブ?, Ōbādoraibu):

Tecnica con Spirito Guerriero: Varius rilascia delle onde sonore che sbalzano via l'avversario permettendo a Sandy di proseguire.
Dryden Zephyr, nome originale Tsugumu Shida (士田 ツグム?, Shida Tsugumu), centrocampista, numero 9

Ha lunghi capelli blu a punta.
Solomon Roundhay, nome originale Baku Tamura (多村 バク?, Tamura Baku), attaccante, numero 10

Ha i capelli biondi scompigliati e porta gli occhiali. Anche lui può usare lo Spirito Guerriero Cavallo Bianco (Tekkihei Knight W, 鉄騎兵ナイトW?, Tekkihei Naito daburyū, lett. "Cavaliere di Ferro Knight W").
Harry Dwind, nome originale Sakiya Chihara (千原 サキヤ?, Chihara Sakiya), attaccante, numero 11

Ha lunghi capelli gialli e occhi grigi. Usa:
- Spirito Guerriero: Neptune, Imperatore degli Oceani (Kaitei Nepuchūn, 海帝ネプチューン? lett. "Imperatore del Mare Nettuno")

Uno Spirito Guerriero simile a Signore dei Mari Poseidone di Davy Jones dell'Accademia Baia dei Pirati e di Bracknell Forge della Zanna del Nord.
- Arpione Silurante (Heavy Aqua Lance, ヘヴィアクアランス?, Hevi akua ransu):

Tecnica con Spirito Guerriero: Harry carica la sua mano sinistra di acqua e la sbatte al suolo. Dopo che ha tirato, la palla viene circondata dall'acqua e viene seguita dalla lancia scagliata da Neptune, Imperatore degli Oceani.

### Demoni
Nome originale - Demon's Horn (デモンズホーン?, Demonzu Hōn)
La seconda squadra-fusione del gioco, che, come la Zero, può essere affrontata collegando tra loro la versione Ombra e la versione Luce. Nel gioco Inazuma Eleven GO: Chrono Stones compare se si collegano tra loro le versioni Fiamma e Tuono. Non compare nell'anime. È composta da sette giocatori della Zanna del Nord e da otto giocatori della Artiglio del sud più un giocatore che può essere reclutato.

I giocatori della Zanna del Nord sono contrassegnati con ZdN, quelli dell'artiglio del sud con AdS.
Tattica Micidiale: Luce Oscura (ヘルアンドヘブン?, Heru ando hebun)

Tattica che è la combinazione della Luce Sacra e del Tuono Oscuro. Cinque giocatori formano la tattica e dietro di loro appare una grande luce (Luce Sacra) e sui giocatori avversari cadono dei fulmini neri (Tuono Oscuro).
Xavier Shotwell, nome originale Kazuma Seirō (聖籠 カズマ?, Seirō Kazuma), portiere, numero 1 (AdS)
Crimson Wiseman, nome originale Gai Nachi (那智 ガイ?, Nachi Gai), difensore, numero 2 (AdS)
Linder Loper, nome originale Tsukio Ninba (忍葉 ツキオ?, Ninba Tsukio), difensore, numero 3 (ZdN)
Locke Saflowe, nome originale Kushina Ruri (瑠璃 クシナ?, Ruri Kushina), difensore, numero 4 (ZdN)
Cirrus Whisp, nome originale Tenki Rinno (凛乃 テンキ?, Rinno Tenki), centrocampista, numero 5 (AdS)
Sandy Dryhill, nome originale Nobuo Senda (戦田 ノブオ?, Senda Nobuo), centrocampista, numero 6 (AdS)
Romeo Fitzroy, nome originale Nozomu Rashō (羅翔 ノゾム?, Rashō Nozomu), centrocampista, numero 7 (ZdN)
Dryden Zephyr, nome originale Tsugumu Shida (士田 ツグム?, Shida Tsugumu), centrocampista, numero 8 (AdS)
Harry Dwind, nome originale Sakiya Chihara (千原 サキヤ?, Chihara Sakiya), attaccante, numero 9 (AdS)
Bracknell Forge, nome originale Sabaki Shaza (者座 サバキ?, Shaza Sabaki), attaccante, numero 10 (ZdN)
Damien Blackloch, nome originale Muu Teruyami (輝闇 ムウ?, Teruyami Muu), attaccante e capitano, numero 11

Il capitano della squadra, ha i capelli bianchi. Viaggia per il mondo ma nessuno sa il perché. Usa:
- Spirito Guerriero: Incantatrice Reale, Regina Bianca (Majo Queen Redia W, 魔女クィーンレディアW?, Majō kwīn Redia daburyū, lett. "Regina Strega Redia W")

Uno Spirito Guerriero basato sulla regina bianca degli scacchi. La "W" dopo il nome originale sta per white, "bianco" in inglese.
- Scaccomatto (チェックメイト?, Chekkumeito):

Tecnica con Spirito Guerriero: Incantatrice Reale, Regina Bianca crea un cerchio runico che trasferisce energia alla palla, che diventa una sfera azzurra, bianca, viola e nera; quindi Damien la tira in porta con violenza. Il nome della tecnica indica in inglese la situazione che porta alla vittoria nel gioco degli scacchi: lo scacco matto.
Brutus Nastion, nome originale Shido Zanma (残真 シド?, Zanma Shido), portiere, numero 12 (ZdN)
Linden "Lindy" Haregrove, nome originale Yasuki Ruzaki (流崎 ヤスキ?, Ruzaki Yasuki), difensore numero 13 (AdS)
Nate Gobby, nome originale Nobuki Kurata (暗田 ノブキ?, Kurata Nobuki), difensore, numero 14 (ZdN)
Keith "Welly" Wellington, nome originale Rurio Kagawa (香川 ルリヲ?, Kagawa Rurio), difensore, numero 15 (AdS)
Reggie Alldark, nome originale Yamaki Yamiyo (闇夜 ヤマキ?, Yamiyo Yamaki), centrocampista, numero 16 (ZdN)

## Quinto settore
Nome originale - Fifth Sector (フィフスセクター?, Fifusu Sekutā)
Il Quinto settore è un'organizzazione che controlla il calcio giovanile. Non permette di giocare al "calcio vero" in quanto stabilisce in anticipo il risultato di ogni partita. Invia ad ogni squadra dei giocatori fedeli ad esso, detti Imperiali (Seed, シード?, Shīdo).
Alex Zabel, nome originale Shuuji Ishido (イシド シュウジ?, Ishido Shuuji), attuale leader

Doppiato in giapponese da Hirofumi Nojima e in italiano da Federico Zanandrea

È il Sacro Imperatore (聖帝?, Seitei) del Quinto settore. Si scopre essere in realtà Axel Blaze (nome originale Shūya Gōenji, 豪炎寺 修也?, Gōenji Shūya). È l'allenatore del Collegio Monte Olimpo.
Gyan Cinquedea, nome originale Daigo Sengūji (千宮路 大悟?, Sengūji Daigo), ex-leader

Doppiato in giapponese da Tokuyoshi Kawashima e in italiano da Claudio Ridolfo

È l'ex-Imperatore e lo si vede ancora nella base del Quinto settore. È attualmente l'allenatore della Dragon Link, il cui capitano è suo figlio Quentin.
Saber Sabel, nome originale Zenzō Kuroki (黒木 善三?, Zenzō Kuroki)

Doppiato in giapponese da Yasuyuki Kase e in italiano da ?

È alto, ha i capelli marroni lunghi, gli occhi azzurri e indossa un cappello e uno smoking nero. Si autodefinisce l'allenatore dei Cavalieri oscuri ma in realtà è un affiliato di Alex Zabel. Dopo la sconfitta a tavolino della sua squadra, si ripresenta più volte davanti a Victor ed è proprio lui, durante la partita contro la Royal Academy, a comunicargli che se intenderà ribellarsi ancora al Quinto settore, Alex Zabel non gli darà i soldi necessari a garantire l'operazione di suo fratello Vladimir. Si ripresenta alla partita fra la Alpine Jr. High e la Raimon, incitando l'allenatore Bigfoot a reagire.
Austin Hobbes

Doppiato in giapponese da Rie Kugimiya e in italiano da ?

Ex giocatore dell'Inazuma Japan, è uno dei più stretti collaboratori di Alex Zabel.

## La Resistenza
Nome originale - Resistance (レジスタンス?, Rejisutansu)
La Resistenza è un'alleanza contro il Quinto settore. Tutti i personaggi sono già comparsi nella prima serie.
Seymour Hillman

Doppiato in giapponese da Kinryū Arimoto e in italiano da Dario Oppido

L'ex allenatore della Raimon, è il leader della Resistenza e, dato che il torneo del Cammino imperiale determina il leader del Quinto settore, diventa il nuovo Imperatore al posto di Alex Zabel quando la Raimon vince il Cammino imperiale. Lo si vede per la prima volta alla Royal Academy ed è colui che ha scelto Jude come allenatore di questa squadra.
Sonny Raimon, ex-presidente della Raimon

Doppiato in giapponese da Kōichi Sakaguchi e in italiano da Oliviero Corbetta
Percival "Percy" Travis, allenatore della Raimon prima di Mark

Doppiato in giapponese da Hiroki Tōchi e in italiano da Pino Pirovano

George Firewill, preside della Raimon

Doppiato in giapponese da Tetsu Inada e in italiano da ?
Jude Sharp, allenatore della Royal Academy e poi della Raimon

Doppiato in giapponese da Hiroyuki Yoshino e in italiano da Luigi Rosa
David Samford, assistente di Jude alla Royal Academy

Doppiato in giapponese da Daisuke Kishio e in italiano da ?
Xavier Schiller, ex-giocatore dell'Inazuma Japan

Doppiato in giapponese da Takahiro Mizushima e in italiano da Luca Ghignone

Xavier Foster ha cambiato il suo cognome in Schiller, quello di suo padre adottivo, ed è diventato presidente del Gruppo Schiller.
Jordan Greenway, nome originale Ryuuji Midorikawa (緑川 リュウジ?, Midorikawa Ryuuji), ex-giocatore dell'Inazuma Japan

Doppiato in giapponese da Yūki Kodaira e in italiano da Felice Invernici

Braccio destro di Xavier nelle Industrie Schiller.

## Altri
Goldwin, nome originale Kinzan Kyouzou (金山 郷造?, Kyouzou Kinzan)

Doppiato in giapponese da Masayuki Omoro e in italiano da Riccardo Rovatti

È il presidente del consiglio di amministrazione della Raimon. Approfitta del fatto che Travis abbia violato gli ordini del Quinto Settore per licenziarlo.
Frank Wintersea

Doppiato in giapponese da Gō Shinomiya e in italiano da Diego Sabre

In questa serie il professor Wintersea è l'assistente di Goldwin e lo si vede sempre vicino a lui. Lo aiuta a sbarazzarsi di Travis.
Charlie Horse, nome originale Ayumu Kakuma (角馬 歩?, Kakuma Ayumu), cronista sportivo

Doppiato in giapponese da Kiyotaka Furushima e in italiano da Ruggero Andreozzi

Commentatore sportivo della Raimon, è il fratello più piccolo di Chester Horse Jr.. È anch'egli eccentrico e petulante come il fratello e nella serie commenta tutte le partite della squadra fino alla sfida contro l'Età dell'Oro.
Chester Horse Sr., cronista sportivo

Doppiato in giapponese da Tetsu Inada e in italiano da Mario Scarabelli

Cronista comparso anche nella serie precedente, in Inazuma Eleven GO è il commentatore delle partite del torneo del Cammino Imperiale. È il padre di Charlie Horse.
Vladimir Blade, nome originale Yūichi Tsurugi (剣城 優一?, Tsurugi Yūichi)

Doppiato in giapponese da Tomoaki Maeno e in italiano da Roger Mantovani

Fratello maggiore di Victor. Viene ricoverato in ospedale per essersi fratturato le gambe mentre salvava suo fratello. Adora il calcio e spera di diventare come Axel Blaze. Nella serie Inazuma Eleven GO: Chrono Stones compare un Vladimir Blade che si può considerare un personaggio diverso, dato che esiste solo nella linea temporale modificata in cui non esiste un club di calcio della Raimon, mentre una volta che si ritorna alla normalità scompare, perché nella linea temporale vera non è mai esistito; in Inazuma Eleven GO, invece, esiste anche senza cambiamenti temporali. Il Vladimir di Inazuma Eleven GO ricompare in Inazuma Eleven GO: Galaxy (nell'anime nell'episodio 19) per salutare la Earth Eleven in partenza per lo spazio.
Signor Veteran

Doppiato in giapponese da Tomohisa Asō e in italiano da Pietro Ubaldi

In questa serie il signor Veteran fa da arbitro della partita tra Raimon e Cavalieri Oscuri.
William "Willy" Glass

Doppiato in giapponese da Nanae Katō e in italiano da Alessandro Lussiana 

In questa serie William è un hacker che su richiesta di Percy Travis entra nel sito del Quinto Settore per inserire i dati di Mark Evans, in modo che quest'ultimo diventi il nuovo allenatore della Raimon.
Camelia Travis

Doppiata in giapponese da Haruka Tomatsu e in italiano da Katia Sorrentino

Nella versione Ombra del videogioco è sposata con Mark Evans. Nell'anime, in cui invece è Nelly Raimon ad essere sposata con Mark, Camelia appare come infermiera dell'ospedale cittadino, lavoro che svolge comunque anche nella versione Ombra.
Darren LaChance

Doppiato in giapponese da Shinnosuke Tachibana e in italiano da ?

Ex giocatore dell'Inazuma Japan, viene chiamato da Celia perché alleni Jean-Pierre come portiere.
Julia Blaze

Doppiata in giapponese da Masako Jō e in italiano da Ludovica De Caro

La sorella di Axel Blaze, ovvero Alex Zabel. Si presenta ad Arion dicendo di volergli far conoscere qualcuno, che si rivela essere proprio Alex Zabel. Comunica poi anche a Victor che suo fratello lo vuole vedere.
Faythe Hiller, nome originale Yukie Kōsaka (香坂 幸恵?, Kōsaka Yukie)

Doppiata in giapponese da Yurin e in italiano da Deborah Morese

Studentessa dell'Istituto Miraggio e amica d'infanzia di Wanli ChangCheng e di Harrold Houdini. È molto preoccupata del fatto che Wanli e Harrold non siano più amici. Dopo la partita fra la Raimon e l'Istituto Miraggio, Harrold, Wanli e Faythe tornano amici. Nel gioco Inazuma Eleven GO: Chrono Stones può essere reclutata e gioca come difensore.
Kevin Dragonfly

Doppiato in giapponese da Yasuyuki Kase e in italiano da Paolo Sesana

Ex giocatore dell'Inazuma Japan, è colui che allenava Ryoma Nishiki in Italia. Guarda la partita della Raimon contro la Kirkwood e ritorna in Italia.
Archer Hawkins

Doppiato in giapponese da Nobuya Mine e in italiano da Mattia Bressan

Ex giocatore dell'Inazuma Japan, ora è proprietario del ristorante cinese appartenuto a Seymour Hillman (Seigō Hibiki).
Stewart Vanguard

Doppiato in giapponese da Yūichi Nakamura

È il primo ministro del Giappone, già comparso in Inazuma Eleven 2. Compare solo nel gioco, in cui visita il club di calcio della Raimon e si sente deluso.
Fletch Blitzen, nome originale Hayami Furetsu (風烈 隼光?, Furetsu Hayami), attaccante, numero 22

Questo personaggio appare nel gioco come uno dei tantissimi personaggi da reclutare ed in un trailer del film Kyūkyoku no kizuna Gryphon, ma non nel film stesso. Molto veloce, è l'unico ad aver superato il Giro di Vento di Arion.
Questa pagina contiene anche informazioni derivate da Inazuma Eleven Wiki (EN)  utilizzate con licenza Creative Commons Attribution-ShareAlike 3.0 Unported (CC BY-SA 3.0)